# Biserica de lemn din Berindu Deal

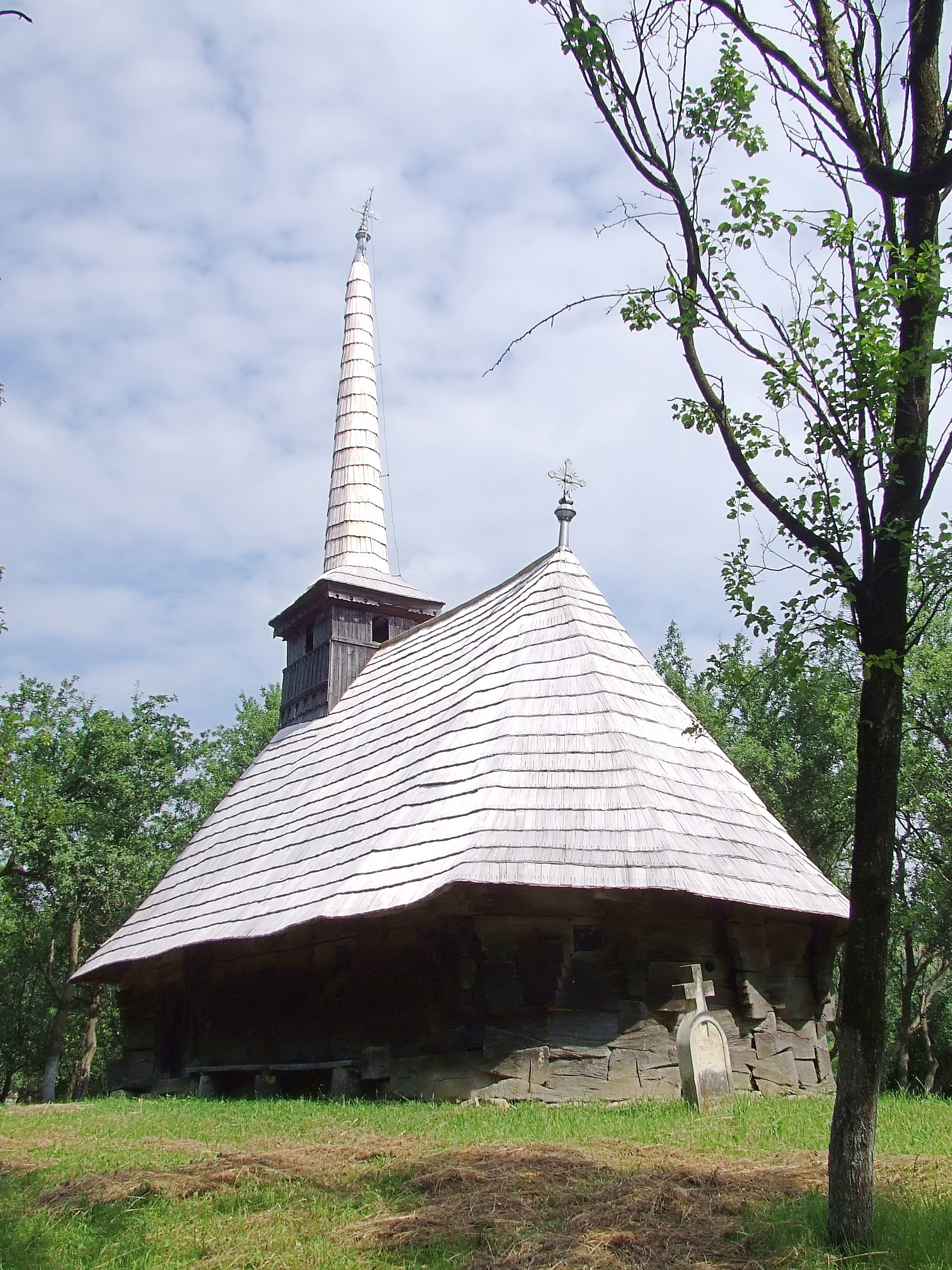
Biserica de lemn din Berindu

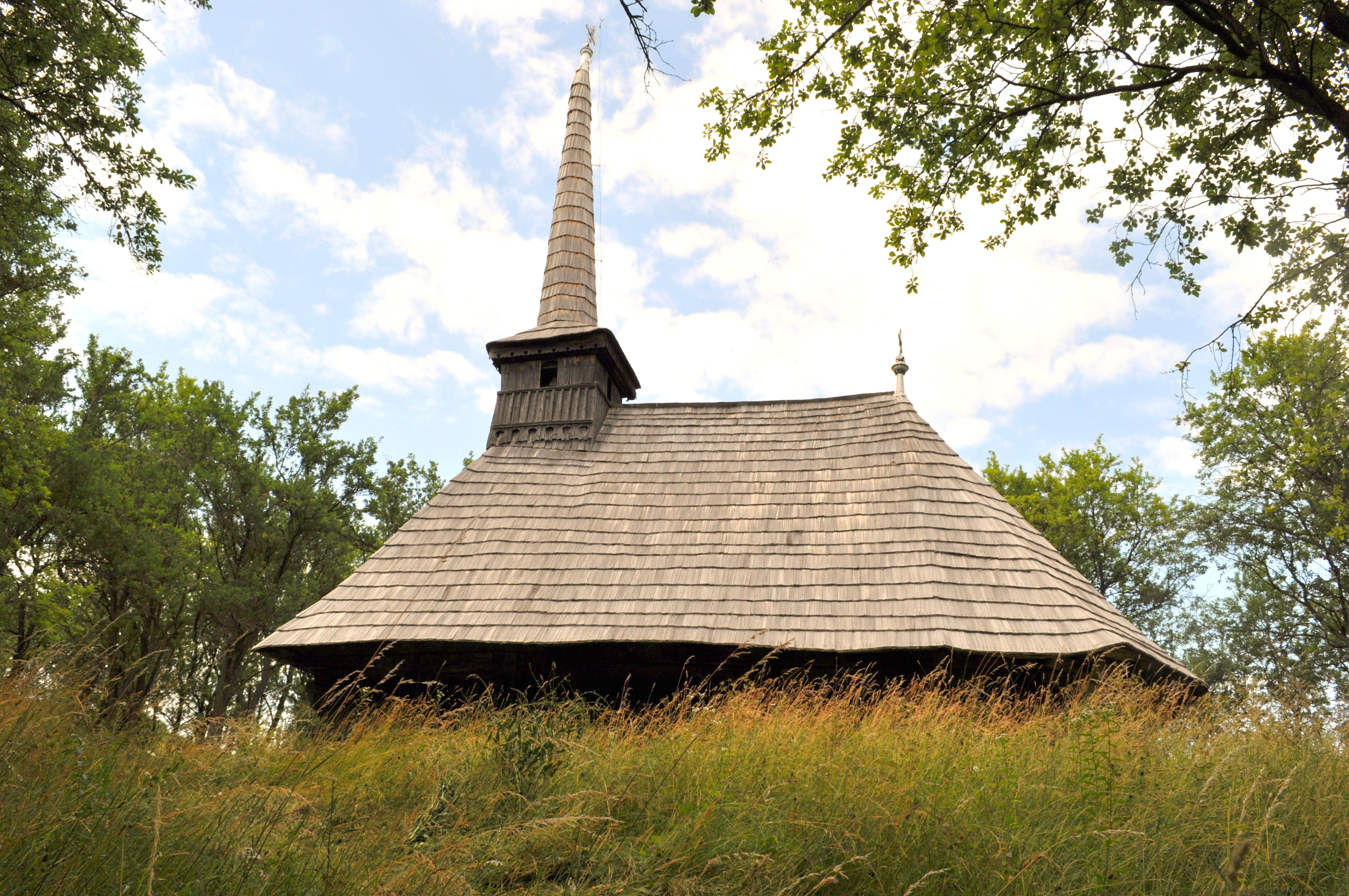
Biserica de lemn „Sfinții Arhangheli Mihail și Gavriil” din Berindu, județul Cluj, foto: iunie 2011.

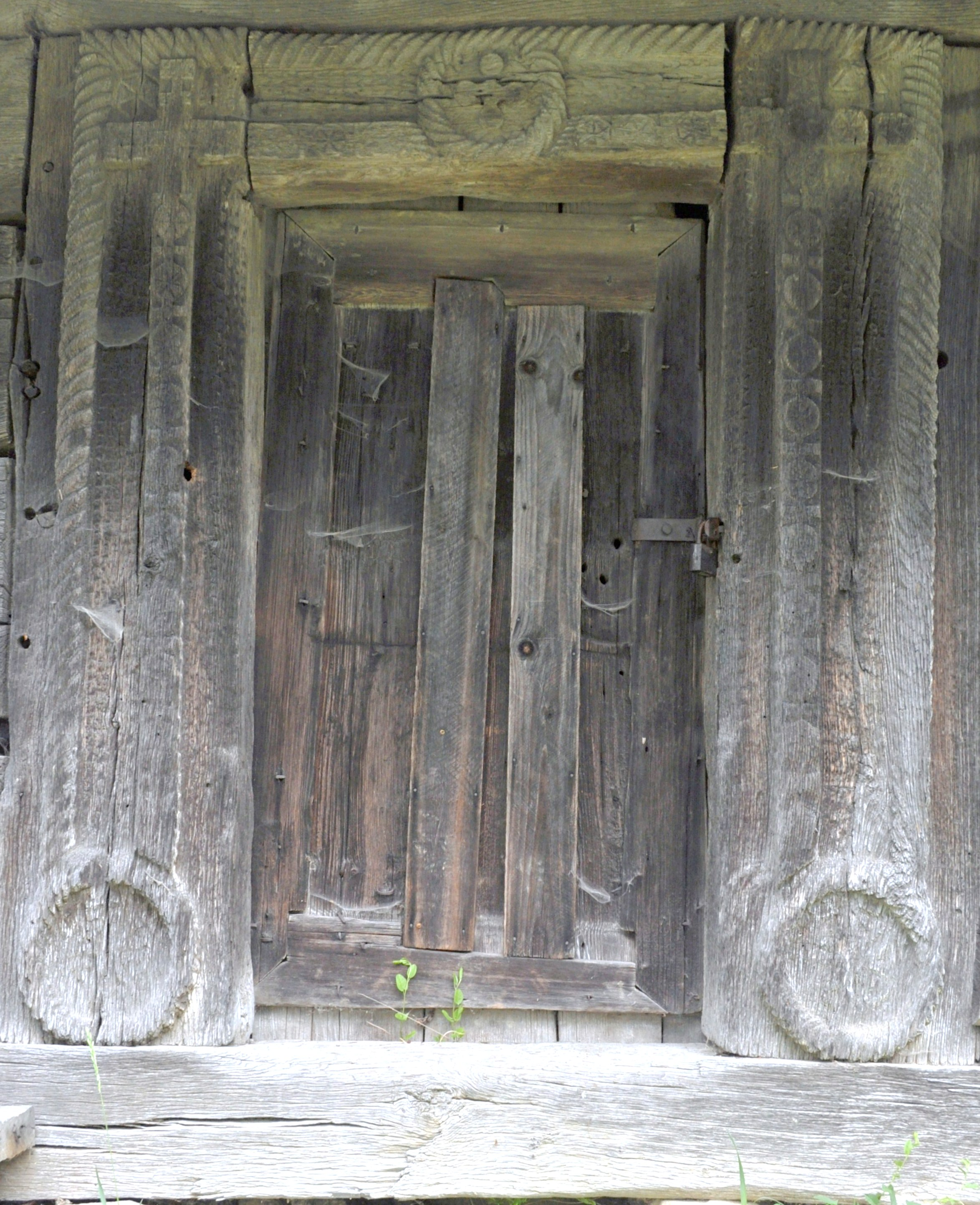
Portalul exterior

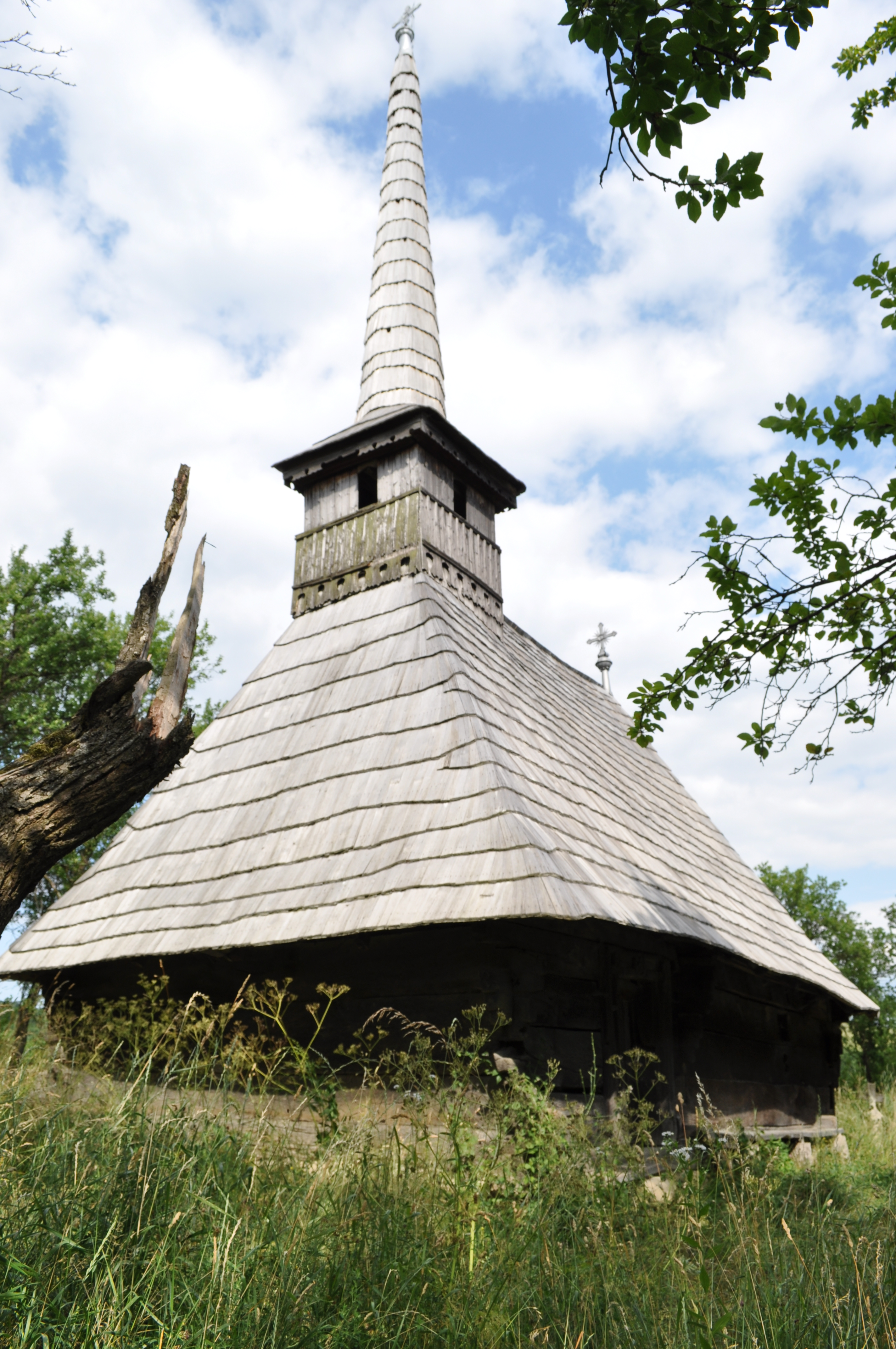
Biserica (sud-vest)

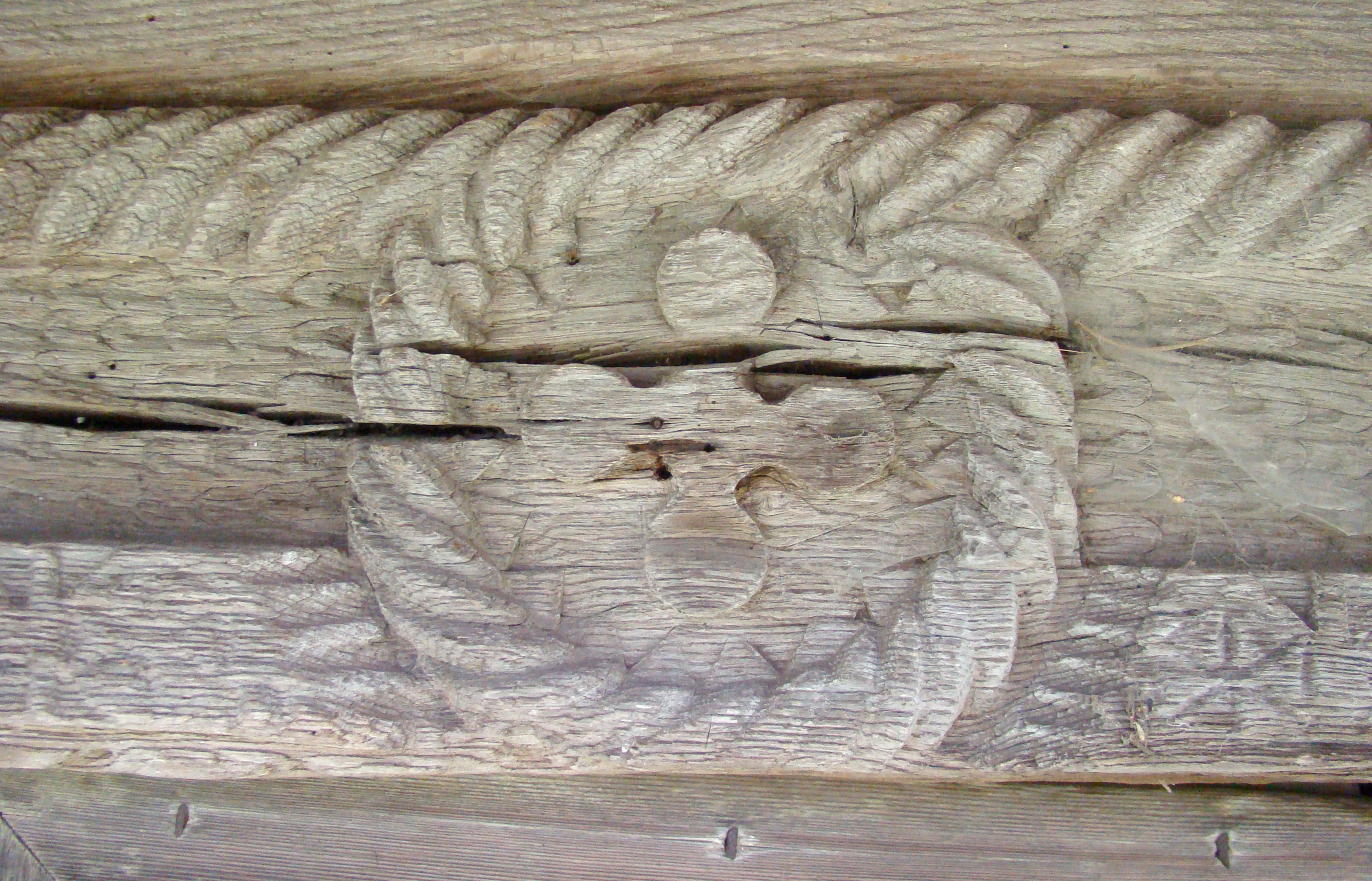
Portalul exterior (detaliu)

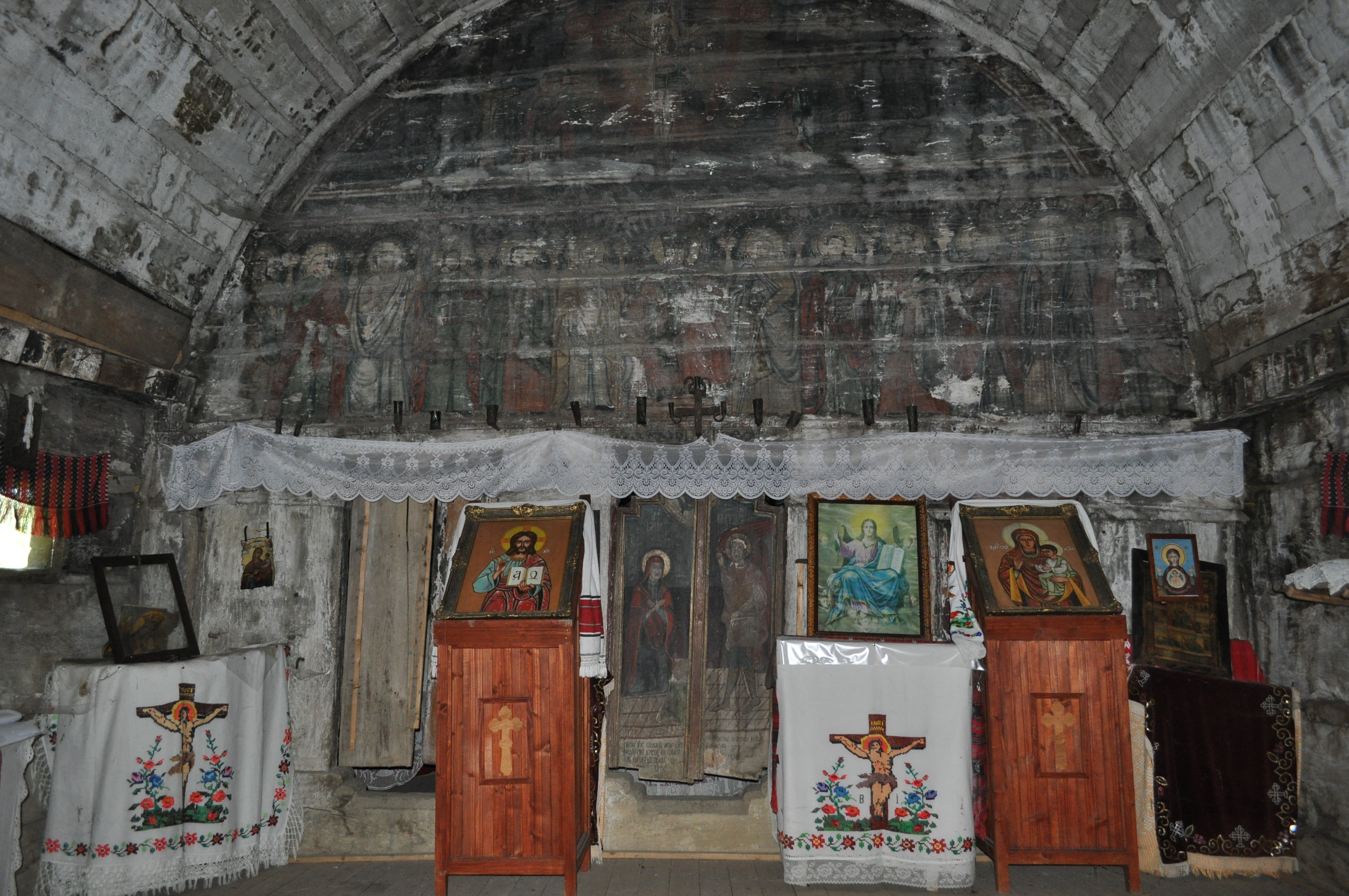
Interiorul navei

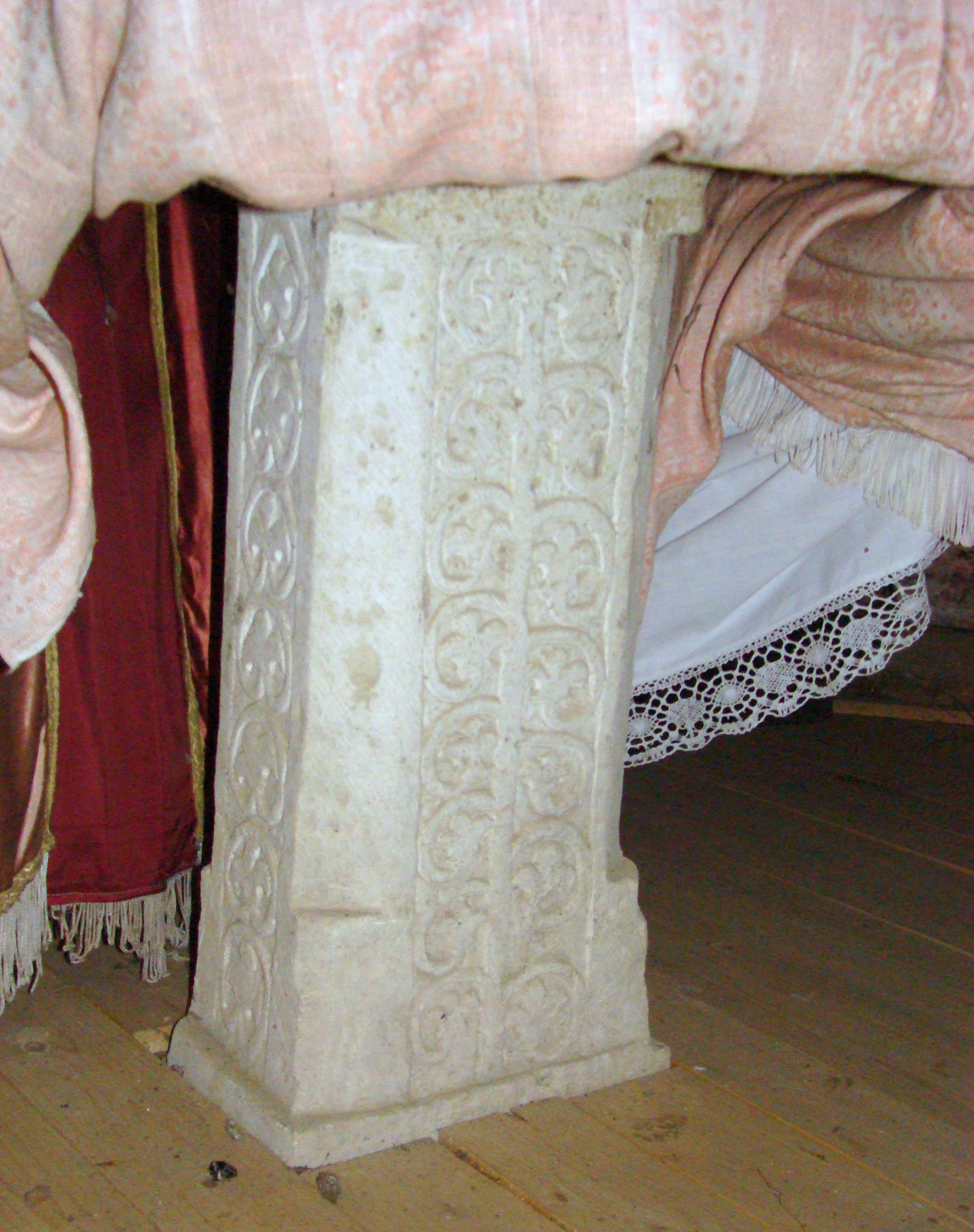
Piciorul mesei altarului

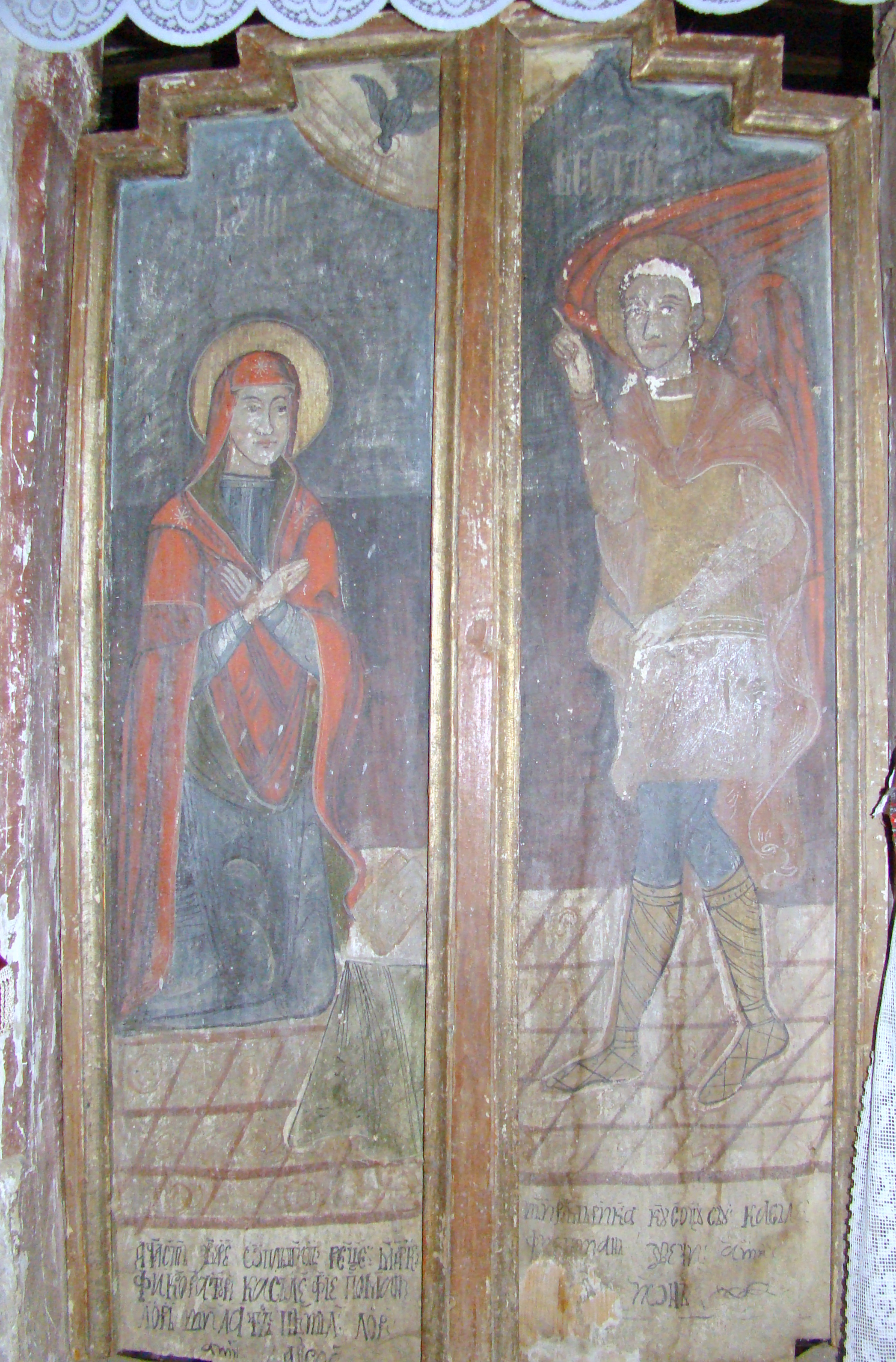
Ușile împărătești: Buna Vestire (pictate de Nechita Zugravu, în 1755; în partea de jos o inscripție de donator)

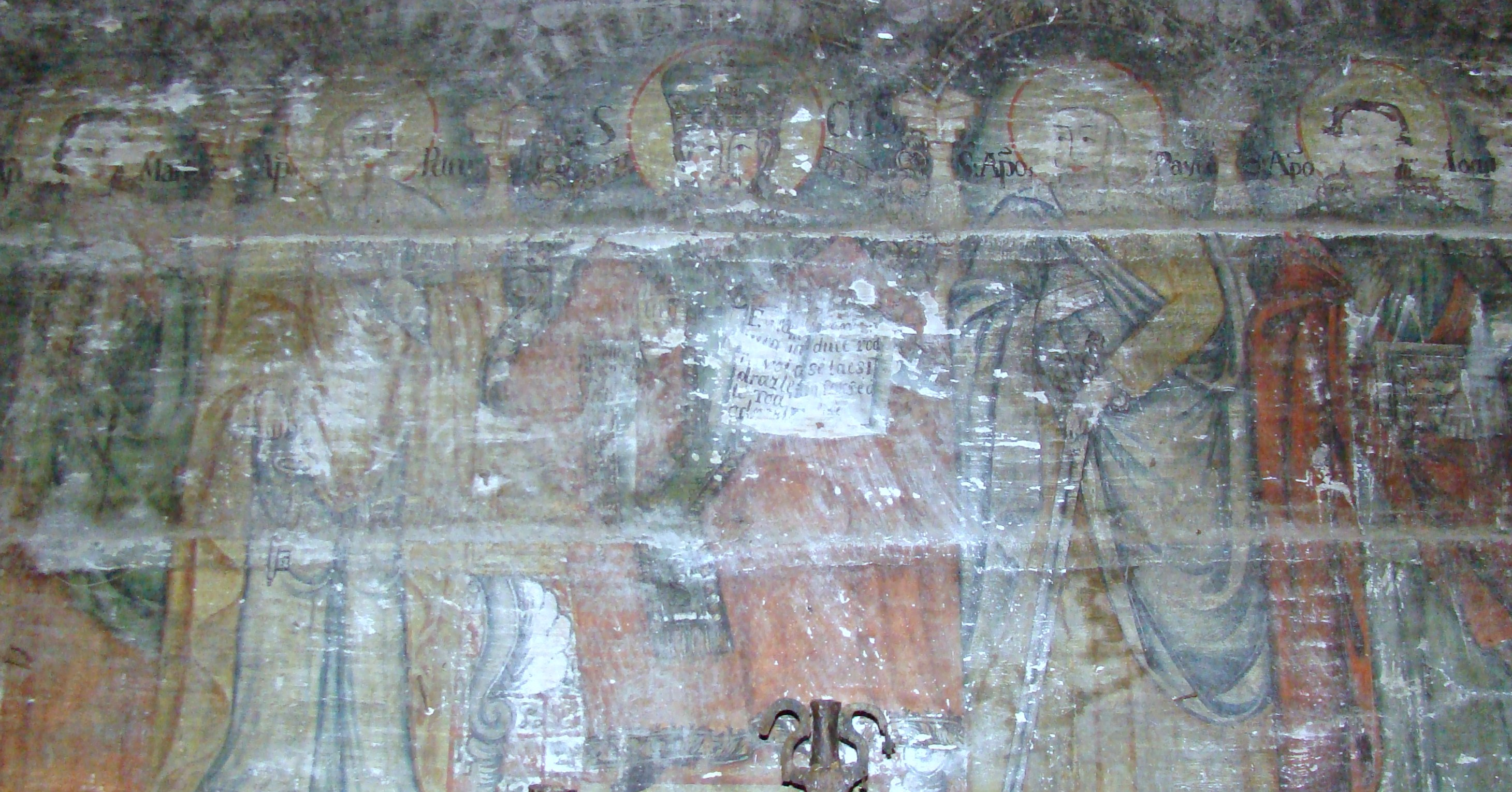
Iisus Arhiereu stând pe tron înconjurat de apostoli

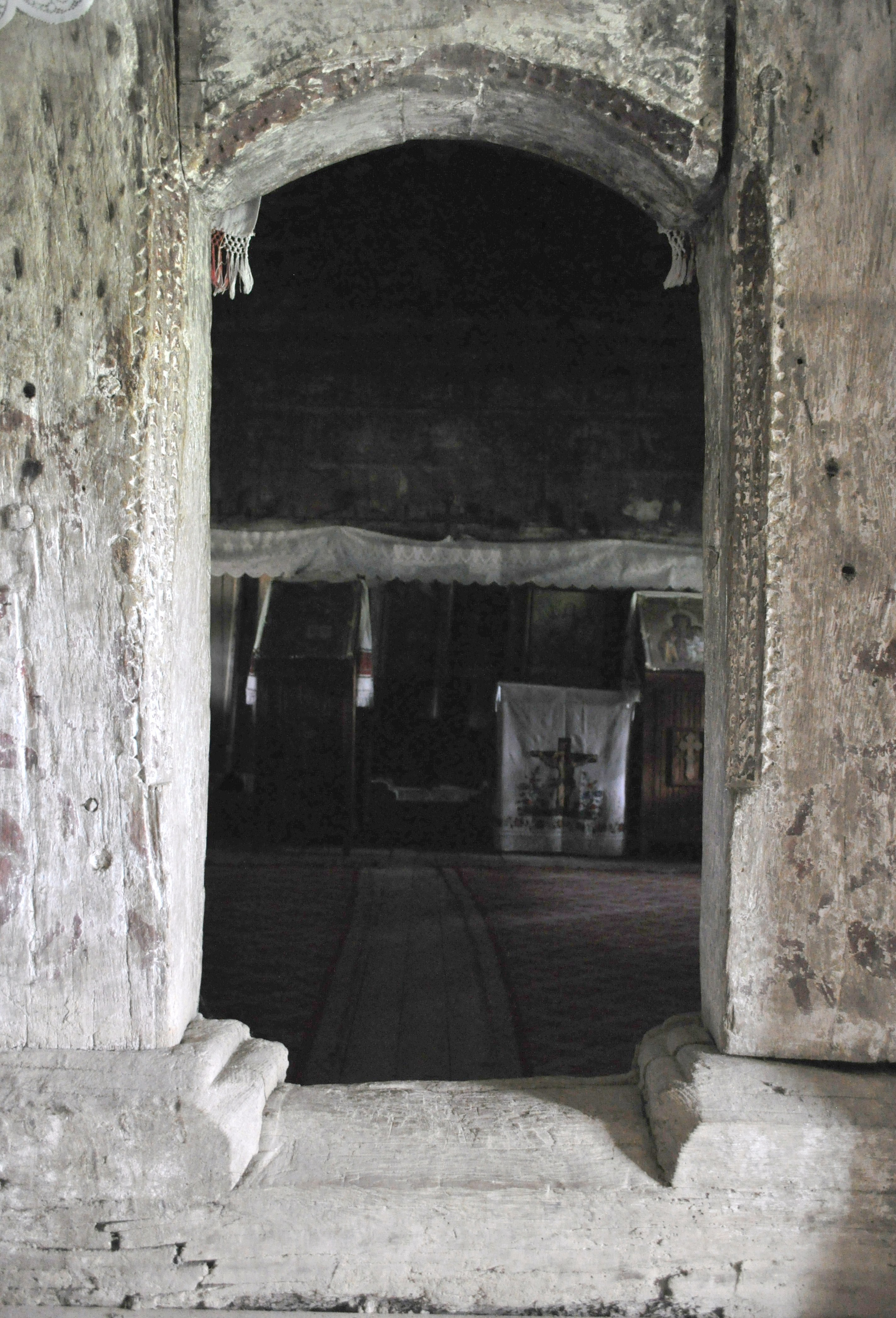
Portalul interior

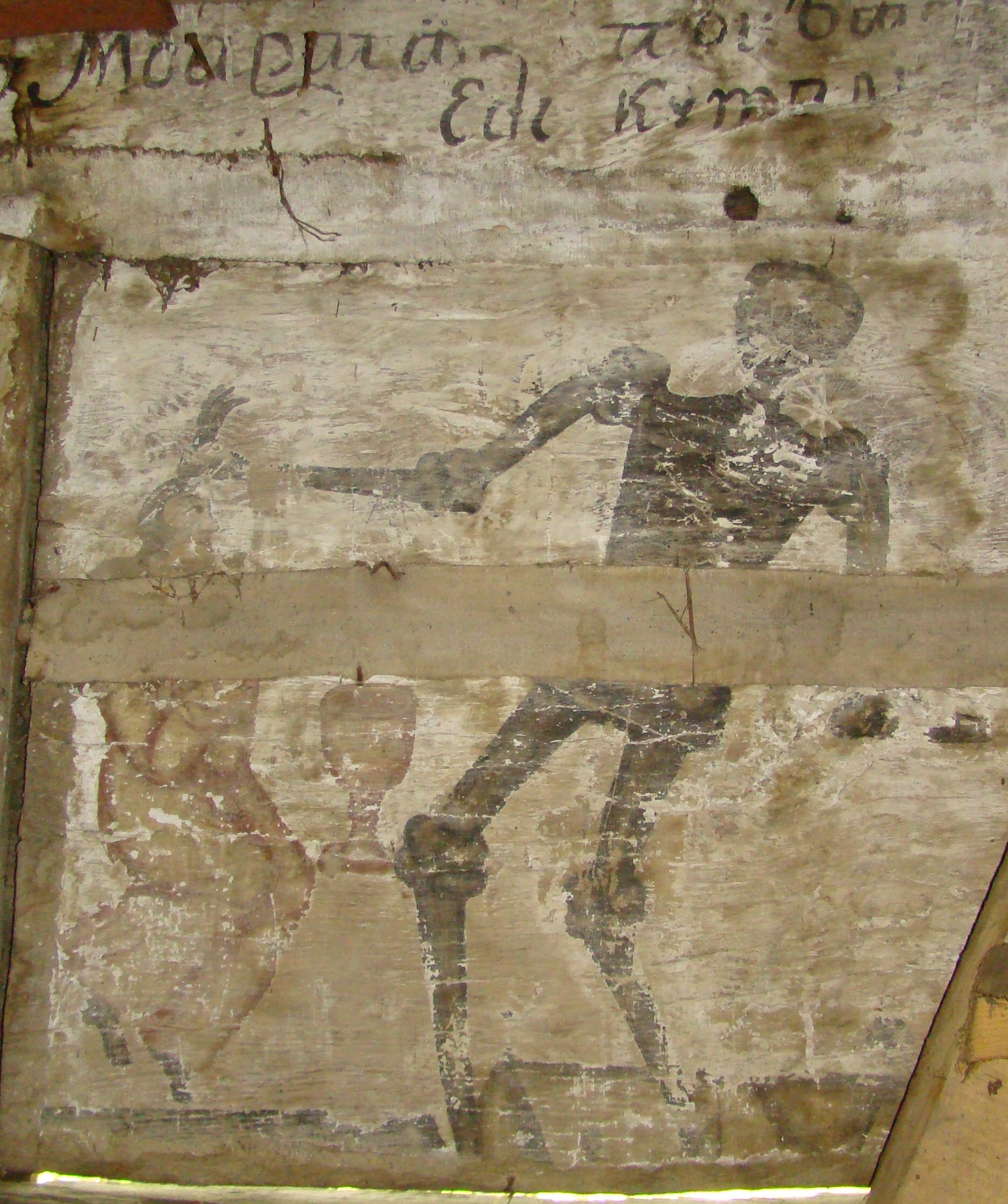
Moartea personificată în pronaosul bisericii

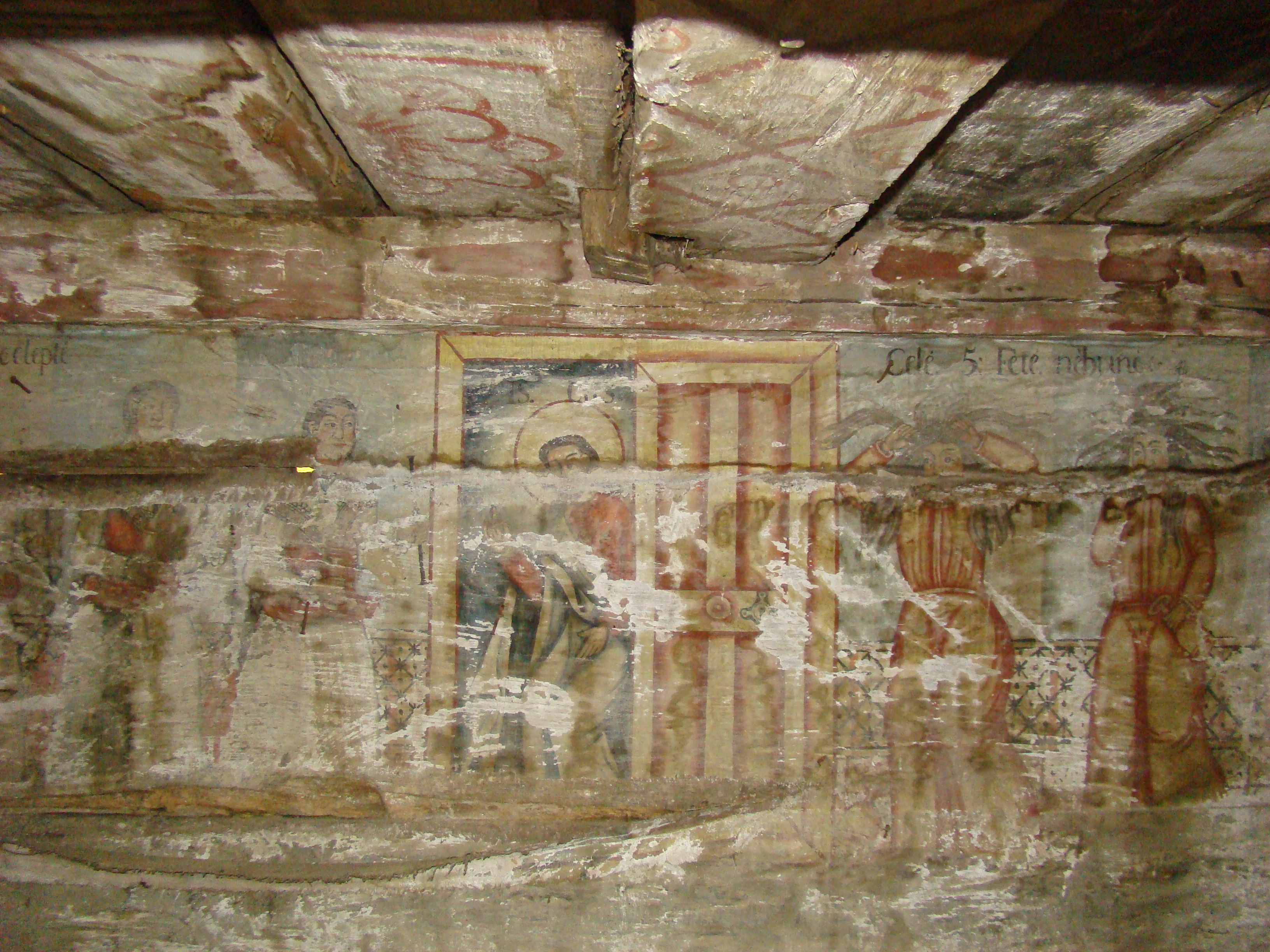
Pilda celor zece fecioare

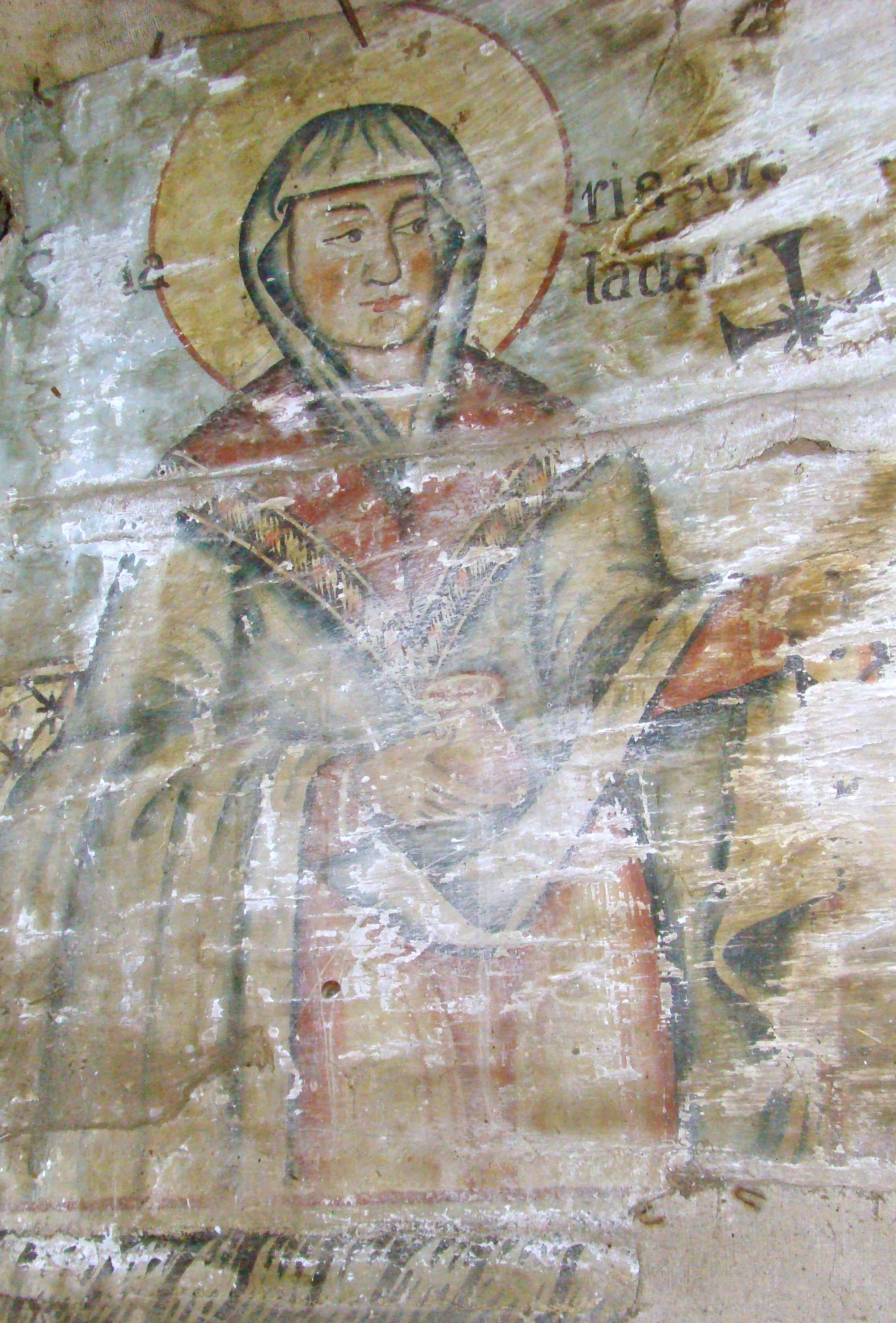
Pronaos: Mucenițele

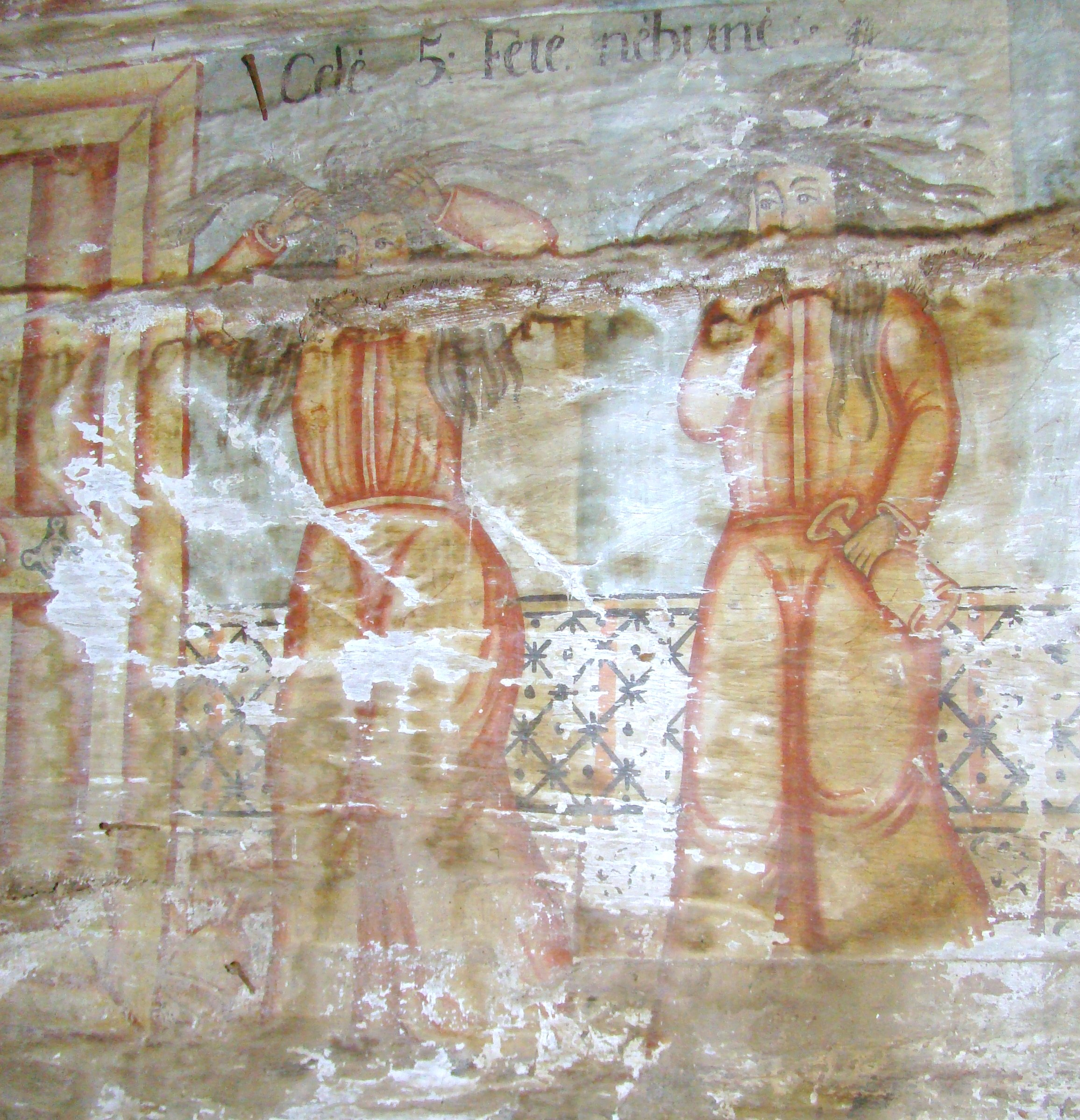
Pronaos: Fecioarele nebune

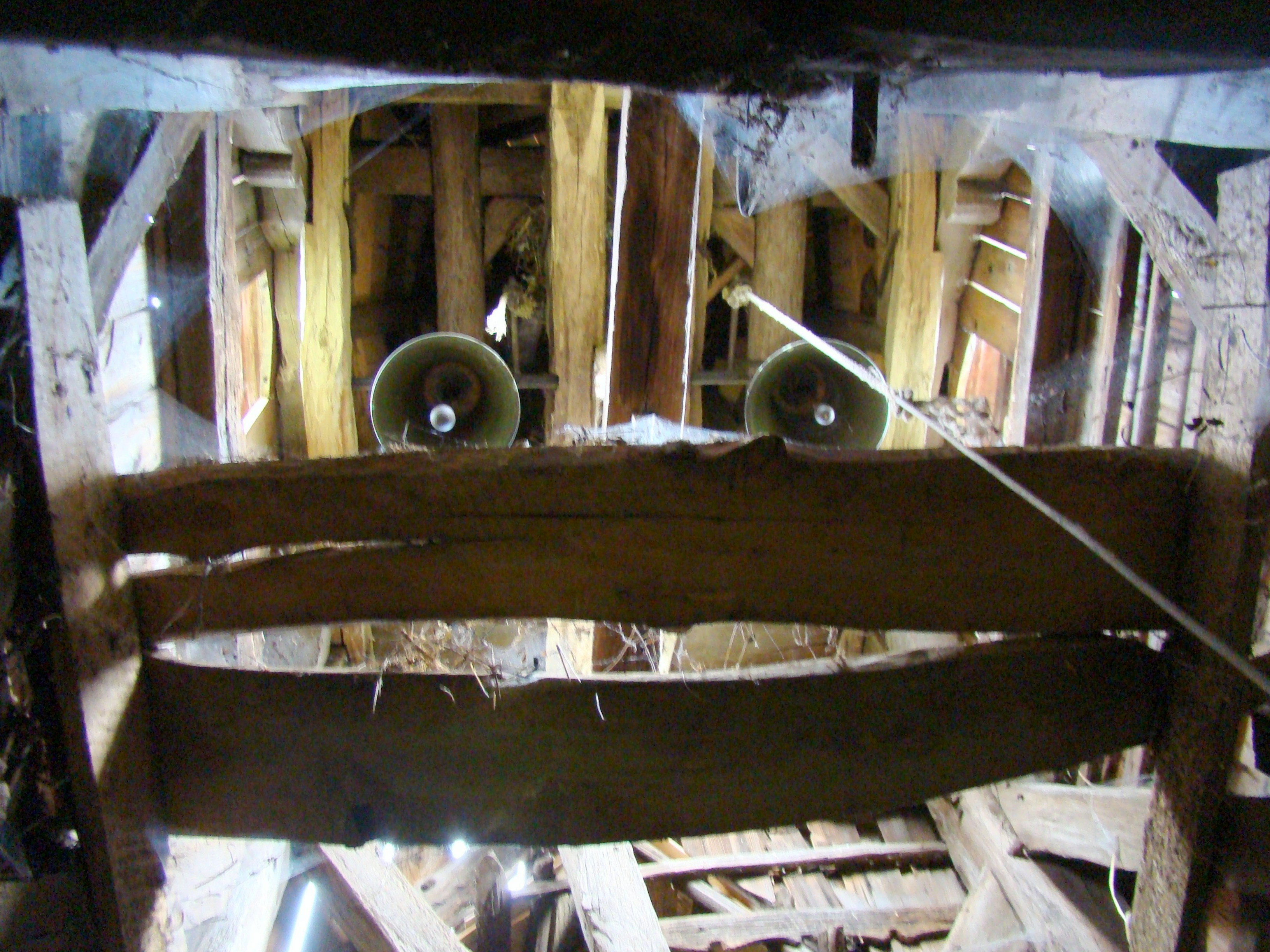
Clopotnița

Biserica de lemn din Berindu Deal, comuna Sânpaul, județul Cluj, datează din anul 1752.
Biserica are hramul „Sfinții Arhangheli Mihail și Gavriil” și se află pe noua listă a monumentelor istorice cu cod LMI CJ-II-m-B-07530.

## Istoric
Parohia este situată pe două văi. Nu se știe din ce pricină, satul nu a îmbrățișat Unirea cu biserica Romei îndată după decretarea ei la Alba-Iulia (1700) cum făcuseră satele din jur. Astfel, parohia pe timpul conscripției lui Inochentie Micu Klein din anul 1733 era neunită (ortodoxă), și avea 40 de familii cu 200 de suflete. Avea biserică și casă parohială, loc arător de 4 cubele (2 jug.) și cositor de 6 cară de fân. Preot era popa Gabor. Probabil, după vizita canonică a episcopului Petre Pavel Aron din anii 1755-1763, au început a trece unii la Unire, pentru că în 1763 în Berindu era preot unit Philiomon.
Cel mai vechi așezământ religios de aici a fost mânăstirea, Mânăstirea Berindului. La mânăstire se pregăteau cântăreți de strană și moraliști pentru preoție, dar nu locuia nimeni în ea. Ordinul generalului Nikolaus Adolf von Bukow a lăsat-o neatinsă, dar călugării au fost alungați, considerați ,,cuib de ațâțare ortodoxă”. Tradiția spune că biserica mânăstirii a fost furată de credincioșii din Sumurduc, comuna Sânpaul, unde se poate vedea și astăzi. Avea loc arător de trei gălete și fânaț de șase care de fân.
În 1763 preoții uniți din Berindu se plâng guberniului că baronul Samuil Inczédi a ocupat averea mânăstirii. La acuza aceasta baronul răspunde foarte vehement, în 2 ianuarie 1764: ,,quod attinet violentam per me factam occupationem territorii monaterii Berindiensis, non ut verum esset sed nihil quidquam a parte mea ibidem posidere omnibus notum sit” ceea ce se tâlcuiește: ,,în ceea ce privește ocuparea forțată din partea mea a pământului Mânăstirii din Berindu, nu corespunde adevărului, ba chiar e cunoscut de toți că nu posed nimic din acel teritoriu”.
Până când satul a fost situat în locul numit Pustă, mânăstirea aceasta din poiana Vad, dintre pădurile apropiate de sat, a servit și ca biserică parohială, căci averea mânăstirii era aceeași cu a parohiei de pe vremea lui Klein. În 1762 a trebuit să fie mutat satul în locul unde este acum, primind aici și o sesiune nouă, pentru că o statistică din acest an spune că Berindu are 1 preot unit, 2 preoți neuniți, 72 de familii și 1 biserică neunită, 2 case parohiale și loc arător la biserică de 14 cubele și cositor de 5 care de fân.
Unirea românilor din părțile aceastea s-a făcut prin Episcopul Maior (1772-1782).
Biserica cea mai veche a satului este o bisericuță de lemn ce ,,străjuiește încă dealul de de-asupra satului, ca o mărturie a vremurilor de umilință și suferințe, ca o mamă mângâietoare a acelor crdincioși care s-au mutat pe rând din satul frământărilor vremelnice, la locașurile de odihnă vecinică din jurul ei”. Această biserică din bârne de stejar, lucrată numai cu securea și închiotorată cu măestrie, după anul înscripționat deasupra ușii, care cu greu se mai poate descifra, pare să fi fost ridicată în anul 1781 și zugrăvită mai târziu. Deasupra strănii e scris pe perete: ,,S-au zugrăvit această s. biserică în zilele Înălțatului Împărat Ferdinand, fiind Episcop Ardealului Măria Sa Ioan Lemény și protopop acestei Dieceză Theodor Baldi, iar preot local Pop Ananie și s-au zugrăvit în cheltuiala satului prin mâinile lui Macarian Simion din Vaidahaza, din cinstita varmeghie a Dăbâcii, 21 Iunie 1841”.
Biserica fiind foarte strâmtă și întunecată, nu a mai putut servi trebuințelor sufletești ale credincioșilor ajunși la numărul de peste 800 de suflete, ,,Și era și straniu să privești acest smerit lăcaș de inchinăciune, în care ploua și bătea furtuna, în vreme-ce credincioșii se așezau pe rând în case frumoase și luminoase”.
După multe sfaturi și frământări, biserica neavând bani, s-a ajuns ca în 1925 să se așeze piatra de temelie a bisericii noi, care ,,s-a inaugurat în toamna anului 1926 prin Misiuni sfinte de trei zile, iar în 3 Iulie 1927 a fost consacrată prin P. S. S. Alexandru Nicolescu Episcopul Lugojului, în prezența dlui Alexandru Lapedatu, ministrul cultelor și a altor reprezentanți ai autorităților”. Este clădită din cărămidă în stil neobizantin, în formă de cruce, având 25 de metri lungime. Acoperișul este din tablă, iar pictura a fost realizată de prof. Cornea din Cluj. Construirea bisericii a costat 500.000 lei, statul a contribuit prin generozitatea lui Lapedatu, ministru al cultelor cu 70.000 de lei, iar la stăruința protopopului Dr. E. Dăianu cu 100.000 de lei . Restul banilor au fost din contribuția credincioșilor. În anul 1958, bolta bisericii a fost înlocuită cu una nouă, întrucât cea veche suferise o deplasare. A fost repictată de pictorul Cenan din Cluj, sub păstorirea preotului Vasile Lupu. Biserica veche a fost restaurată ca monument, cu o reală valoare istorică.
Parohia are matricolă începând cu anul 1790. Biserica avea 2 clopote, dintre care unul a fost rechiziționat în timpul războiului mondial pentru trebuințele armatei. Despre clopotul acesta se spune că a purtat însemnarea anului 1550. În locul acestuia a cumpărat alt clopot credinciosul Petre Gocan, iar mai târziu s-a cumpărat al treilea clopot.
Preoți după popa Gabor din anul 1733 au urmat popa Philimon (1763) și 2 preoți neuniți, apoi popa Vasile (1780-1790), Alexă Pop (1790-1813), Ananie Pop (1813-1851), ginerele lui Ananie, Samuil Pop din Băbuț (1858-1907), fiul acestuia Basiliu Pop (1907-1919), Vasile Cosma din Topa-Mică (1919-1928), Ioan Lăpușan din localitate și Ioan Bochiș din Sâncrai (1928-1929), Traian Pop, preot local (1929-1940), Gavril Mureșianu (1940-1944), Vasile Cosma, același ca în anii 1919-1928, (1944-1946), preotul Băltan (1946-1950), Ioan Plăianu (1950-1957), Vasile Lupu (1957-1971), Gheorghe Isaiu (1971-1975), Roman Emil (1975-1983), Rad Teodor (1983-2010), iar în prezent, începând cu anul 2010, preot paroh este Racolța Mihai-Valentin.

## Trăsături
Biserica de lemn „Sfinții Arhangheli Mihail și Gavriil” din Berind, comuna Sânpaul, a fost construită în anul 1752, după cum rezultă dintr-o inscripție păstrată pe prestol, dar la acea dată ea a înlocuit, indubitabil, biserica de lemn menționată în Conscripția din 1733 a episcopului blăjean Inochentie Micu Klein.
Edificată după obiceiul pământului, în cimitirul satului, pe o fundație de piatră, biserica este construită pe bârne solide din stejar, îmbinate în coadă de rândunică și cheotoare dreaptă, având la bază un plan dreptunghiular unitar, cu pronaosul de 2,80m /4,65m, iar naosul de 4,55m/4,65m, pereții laterali prelungindu-se dincolo de iconostas, cu încă 80 cm, astfel încât altarul are, pe lângă latura de bază, altele șapte, de variate dimensiuni, de unde asimetria poligonului..
Pronaosul tăvănit sprijină, de grinzile principale, stâlpii solizi ai turnului-clopotnită, cu galeria sa deschisă și coiful octogonal, înscris în baza pătrată. Naosul este și aici prevăzut cu obișnuita boltă semicirculară, ce se înalță retrăgându-se treptat pe pereții longitudinali.
Deosebit de impunătoare față de dimensiunile reale, având exact la mijloc un arc dublou, cu rozetă, în locul „cheii’ superioare, bolta bisericii din Berind este o reușită arhitectonică. Unitar peste întreaga construcție, acoperișul are deasupra altarului forma interesantă a trei triunghiuri isoscele, ce se întâlnesc („lovesc”) la coamă, căpriorii fiind fixați pe câte o cosoroabă așezată pe consolele formate de capetele mai lungi ale ultimelor bârne din pereți.
Pictura murală, care se păstrează fragmentar, a fost realizată în 1841 de pictorul Simion Mărincan, ceea ce reiese din inscripția aflată deasupra ferestrei de sud-est a naosului: „S-au zugrăvit această sfântă biserică in zilele înălțatului împărat Ferdinand, fiind episcop al Ardealului Măria sa Ioan Lemeni și protopop al acestei dieceze Teodor Boldim, iar preot local Pop Antonie și s-au zugrăvit pe cheltuiala satului prin mâinile lui Mărincan Simion din cinstită varmeghie a Dăbâcii, 21 iulie 1841”.
Nu se știe precis când s-a executat prima pictură, dar, după pictura ușilor împărătești este foarte probabil ca ea să se fi făcut în 1775. Pe ușile împărătești este reprezentată Buna Vestire. 
„Maria în genunchi cu mâinile încrucișate pe piept are nimb rotund în jurul capului, maforium roșu, rochia albastru-cenușiu cu linii albe. Peste rochie are o tunică roșie, căptușită cu verde. În fața ei pe o măsuță se găsește o carte deschisă, iar deasupra un porumbel. Pe partea cealaltă este reprezentat îngerul, cu o cămașă galbenă, lungă până aproape de genunchi, peste care atârnă pe umeri o togă roșie. Are pantaloni gri și în picioare opinci, față cu oval prelung și ochi migdalați.”—Toșa, pag.506
Sub această scenă este trecut următorul text cu litere chirilice, pe canatul stâng: „Această sfântă zvere o plătit Rețe Marcu ficorator ca să le fie pomană lor și la tot neamul lor. Amin 1775.” Pe canatul drept inscripția continuă: „Și R(ă)mărica cu soțu său ca să le fie pomană în veci amin.” inscripția se termină dedesubt cu semnătura (zugravu)lui „Ion”.

## Imagini din exterior

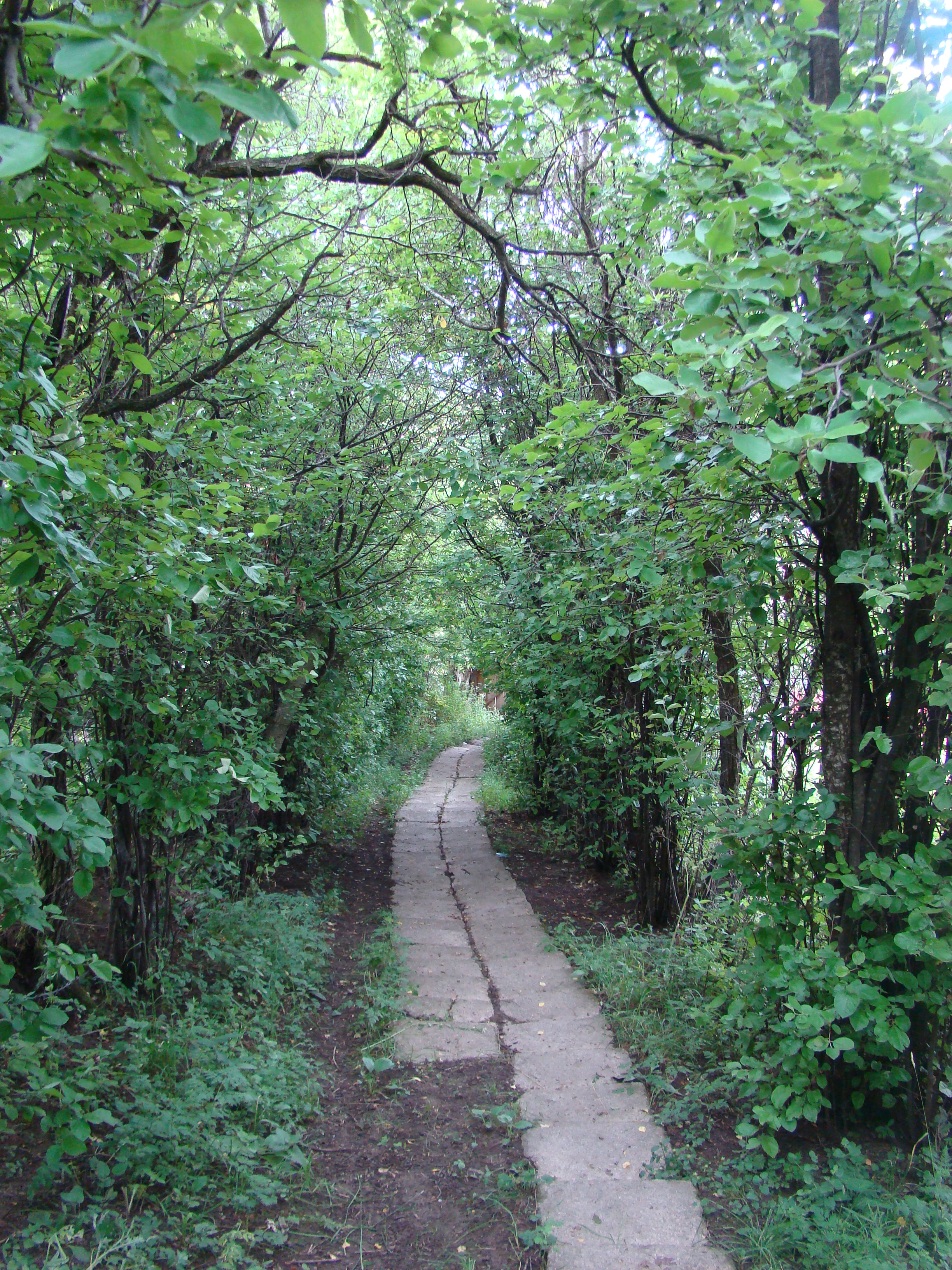
Drumul spre biserică
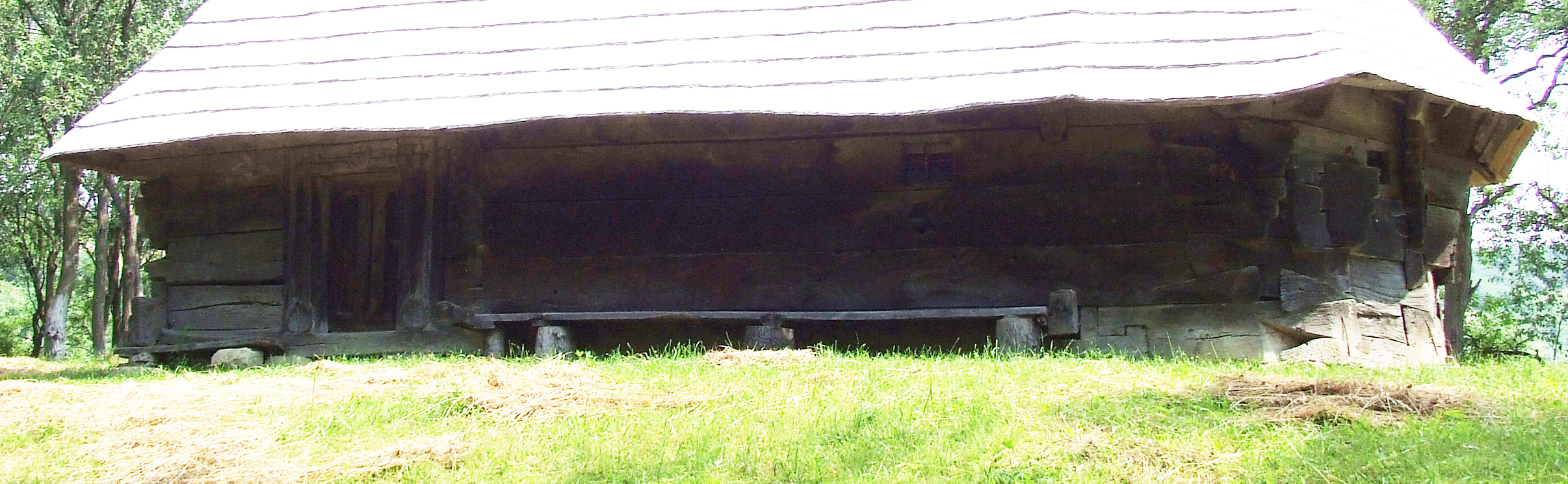
Biserica de lemn din Berind, latura de sud.
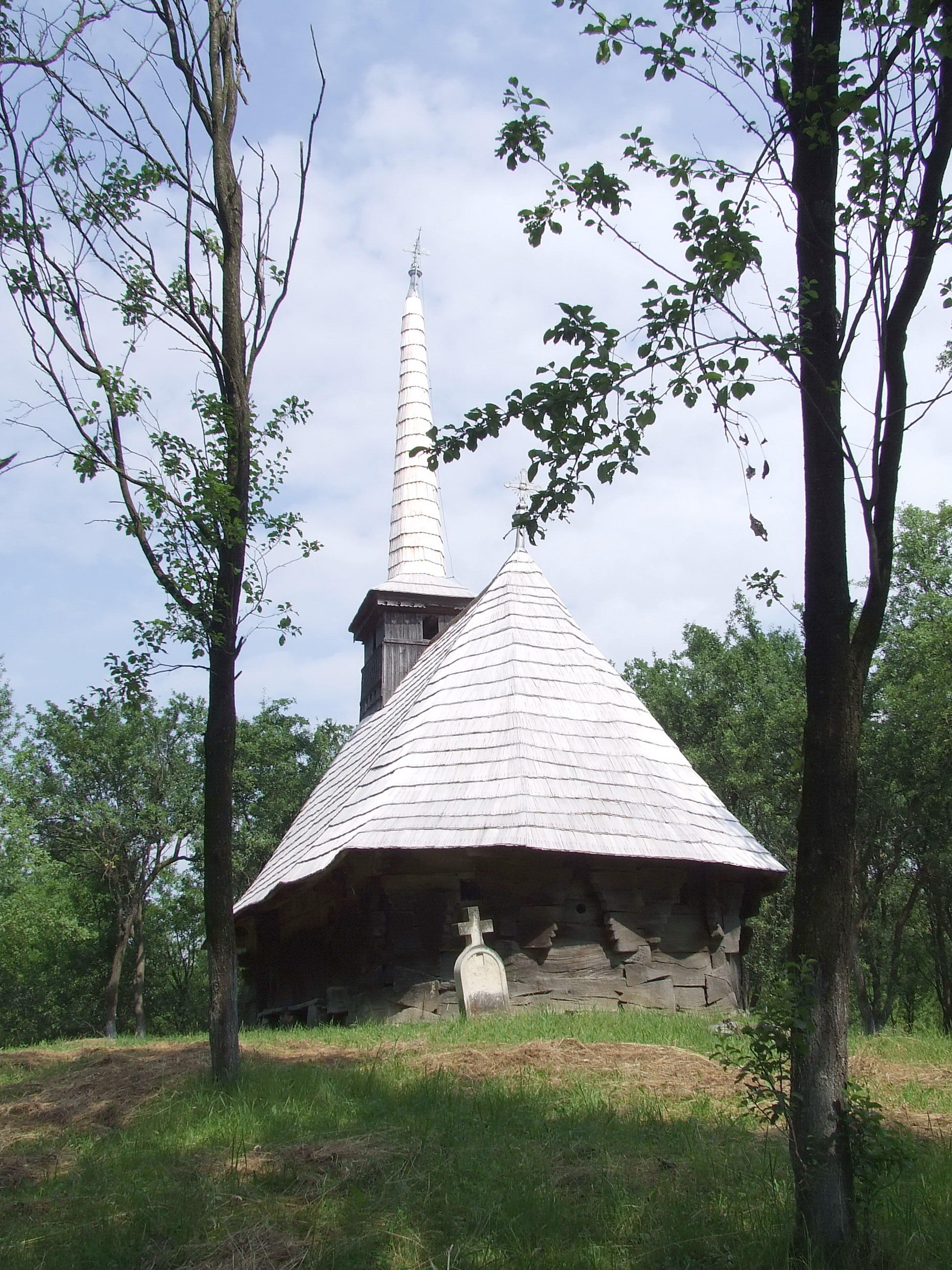
Biserica de lemn din Berind, vedere din S-V.
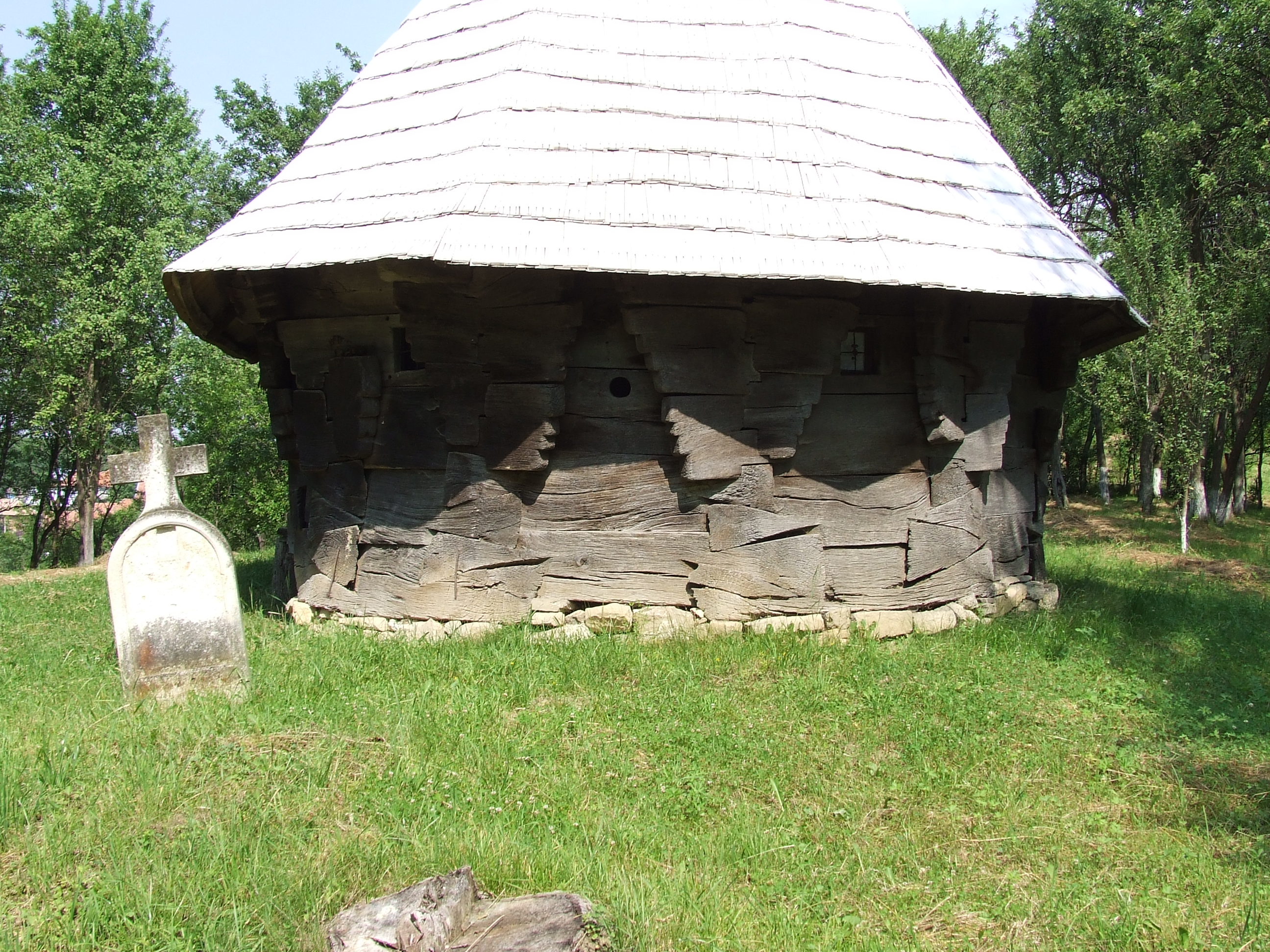
Biserica de lemn din Berind, absida altarului.
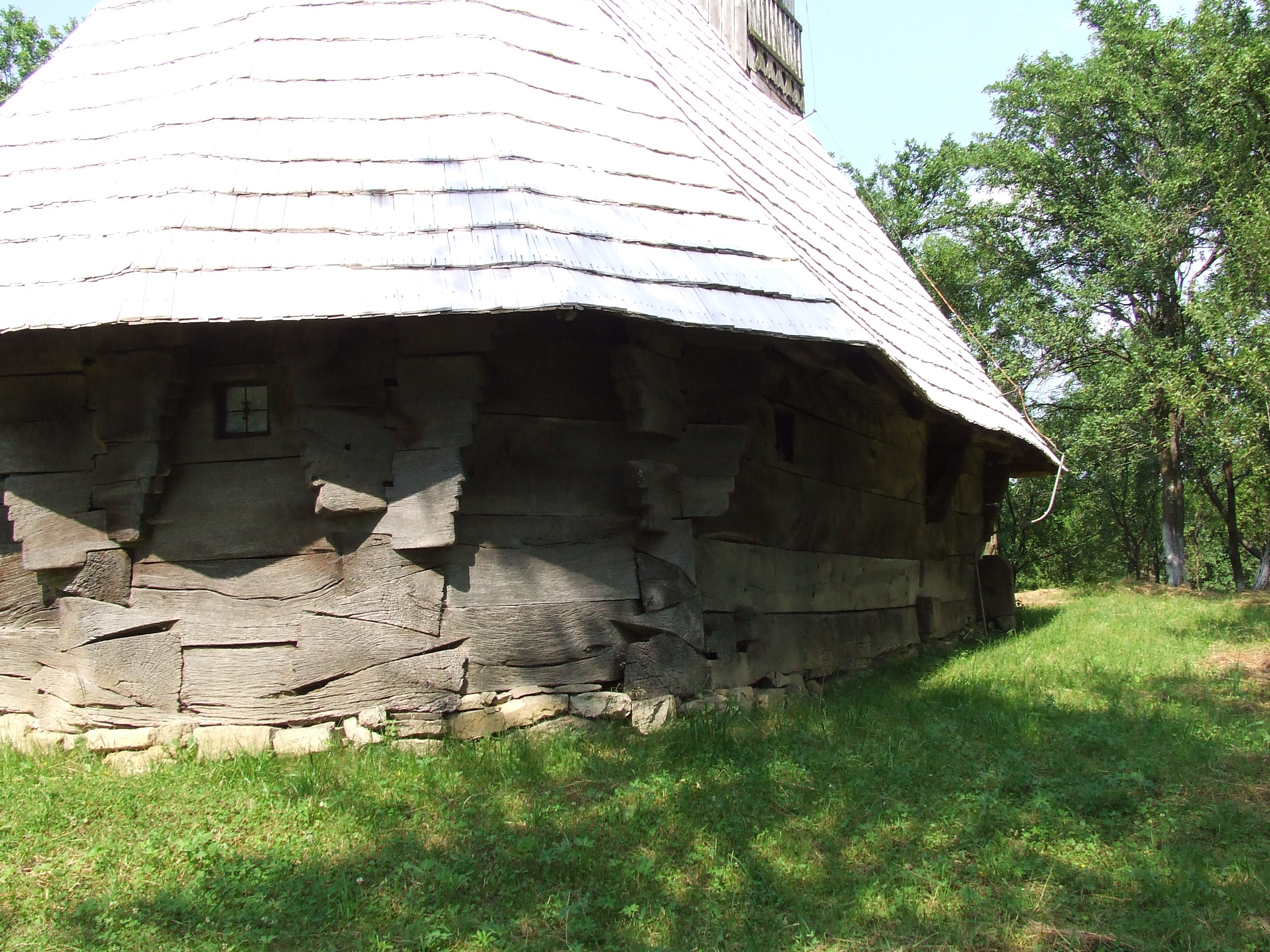
Biserica de lemn din Berind, latura de nord a bisericii.
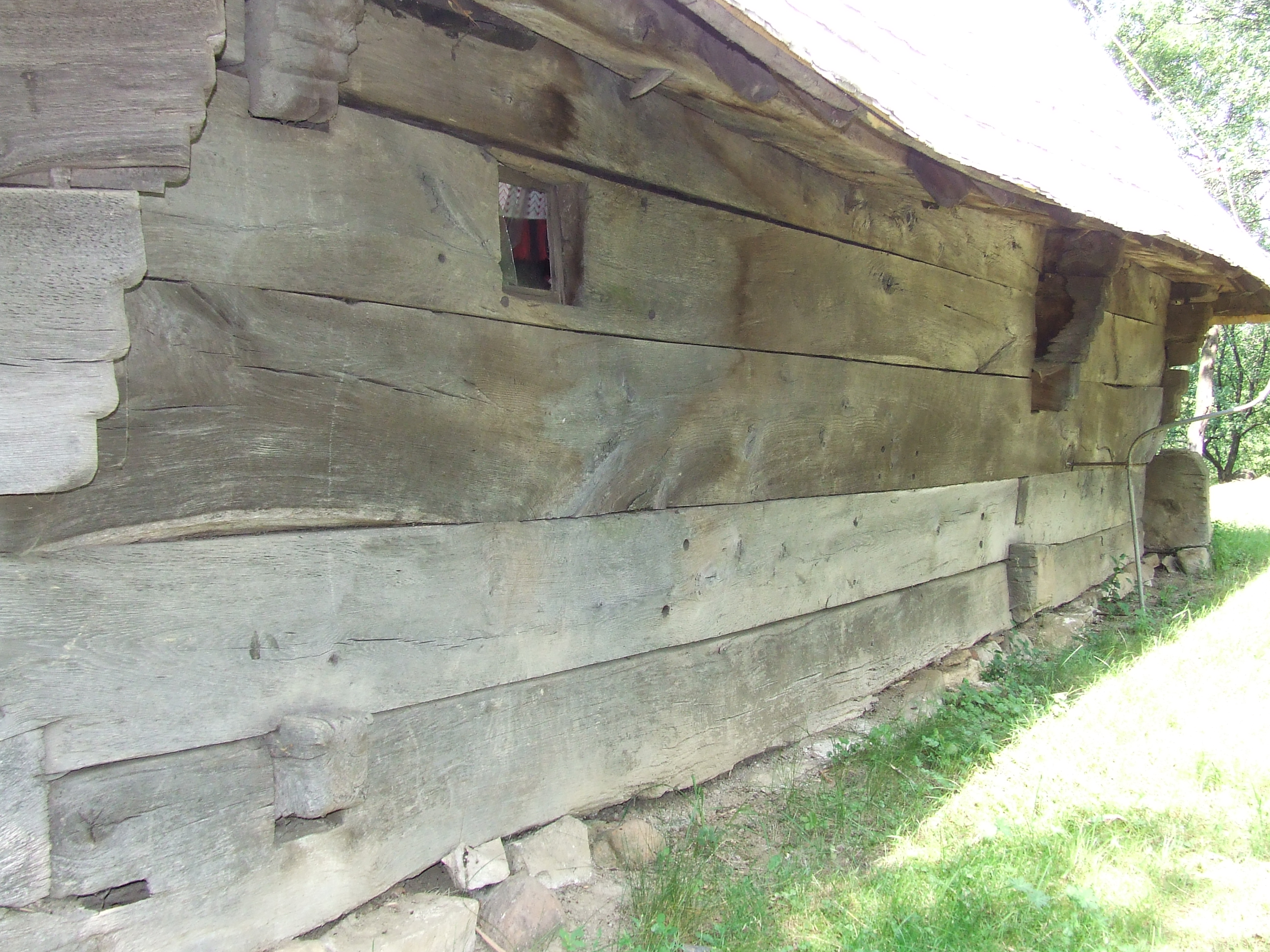
Biserica de lemn din Berind, vedere din N.
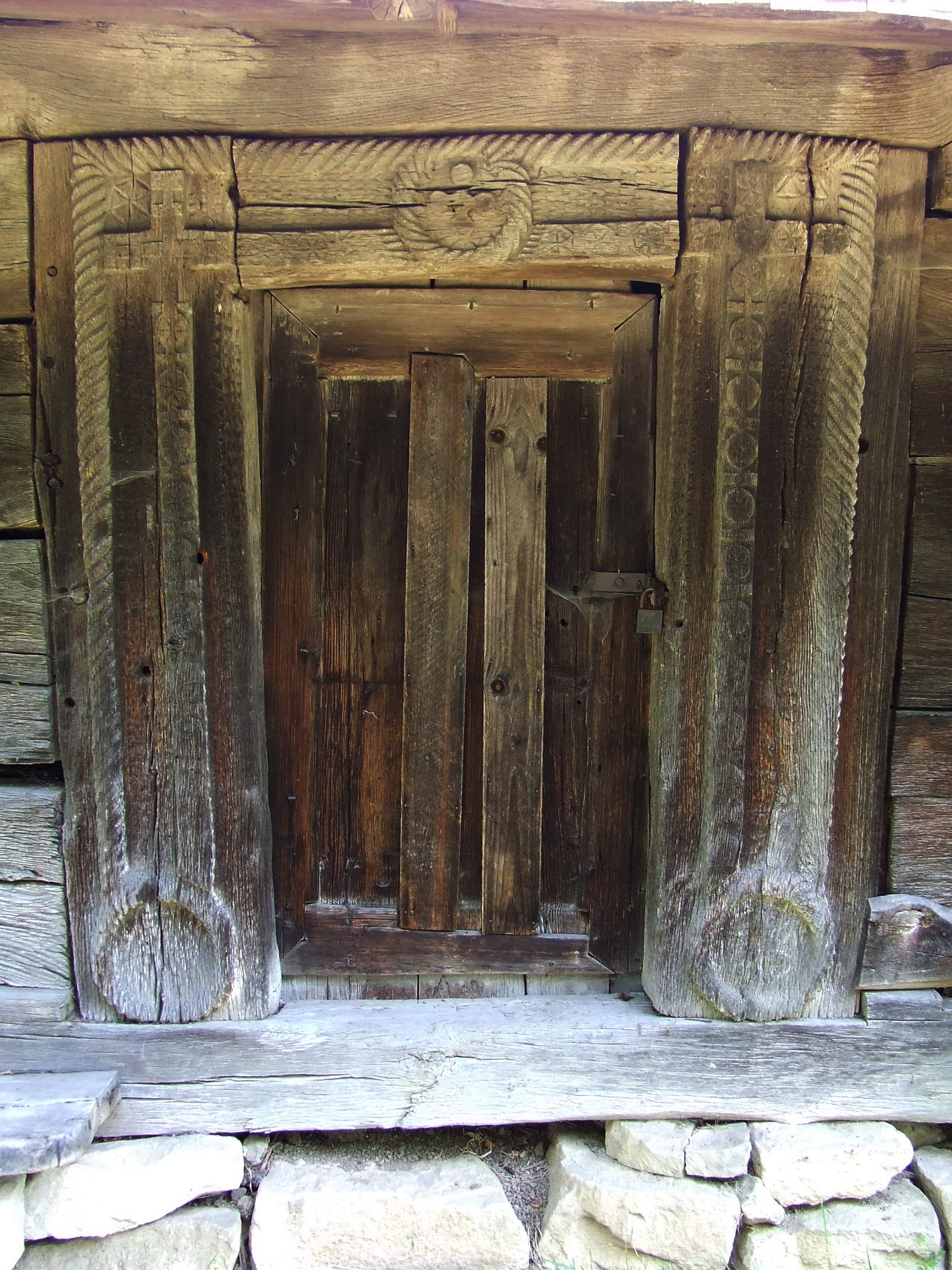
Biserica de lemn din Berind, portalul intrării.
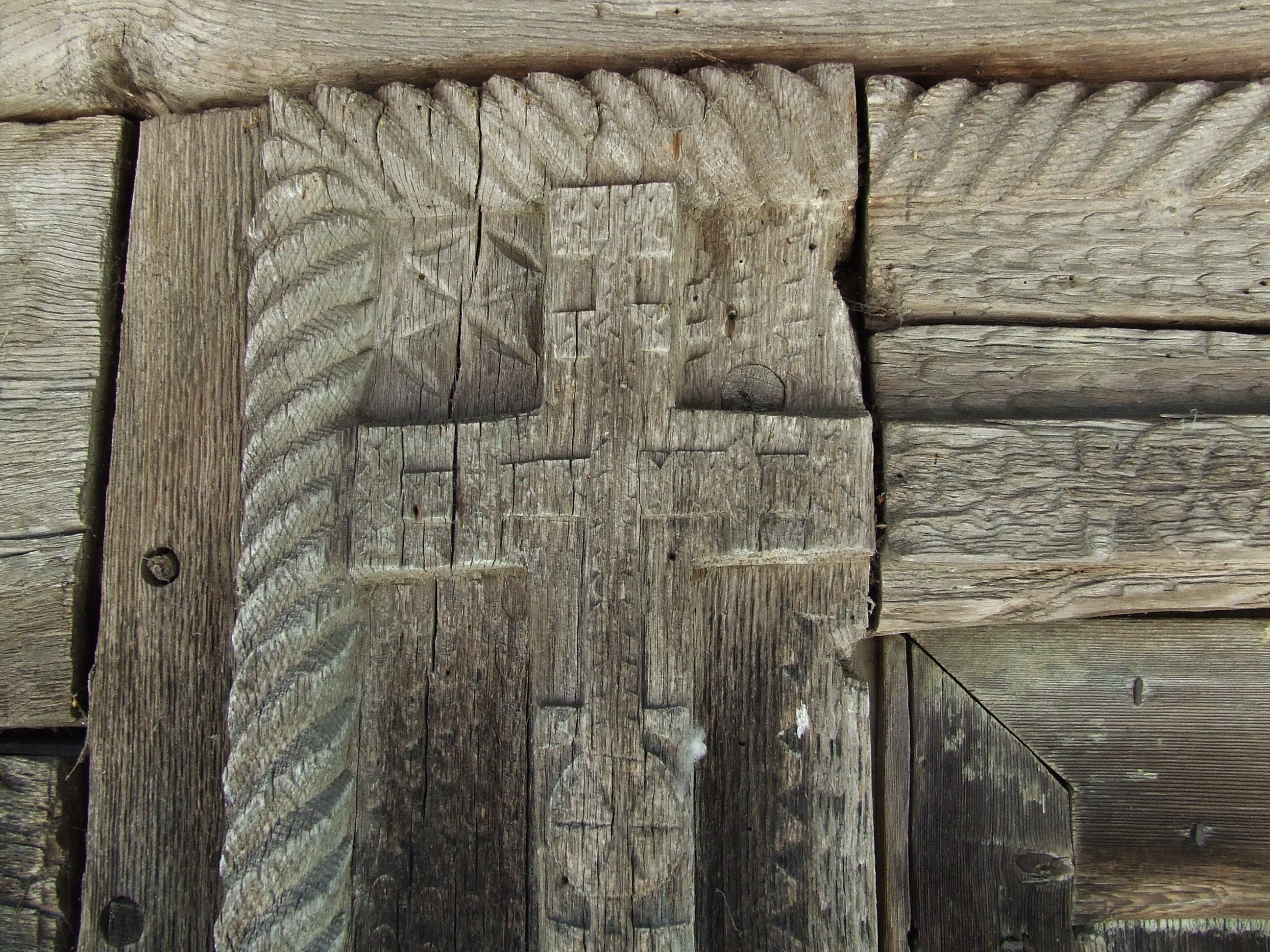
Biserica de lemn din Berind, detaliu portal.
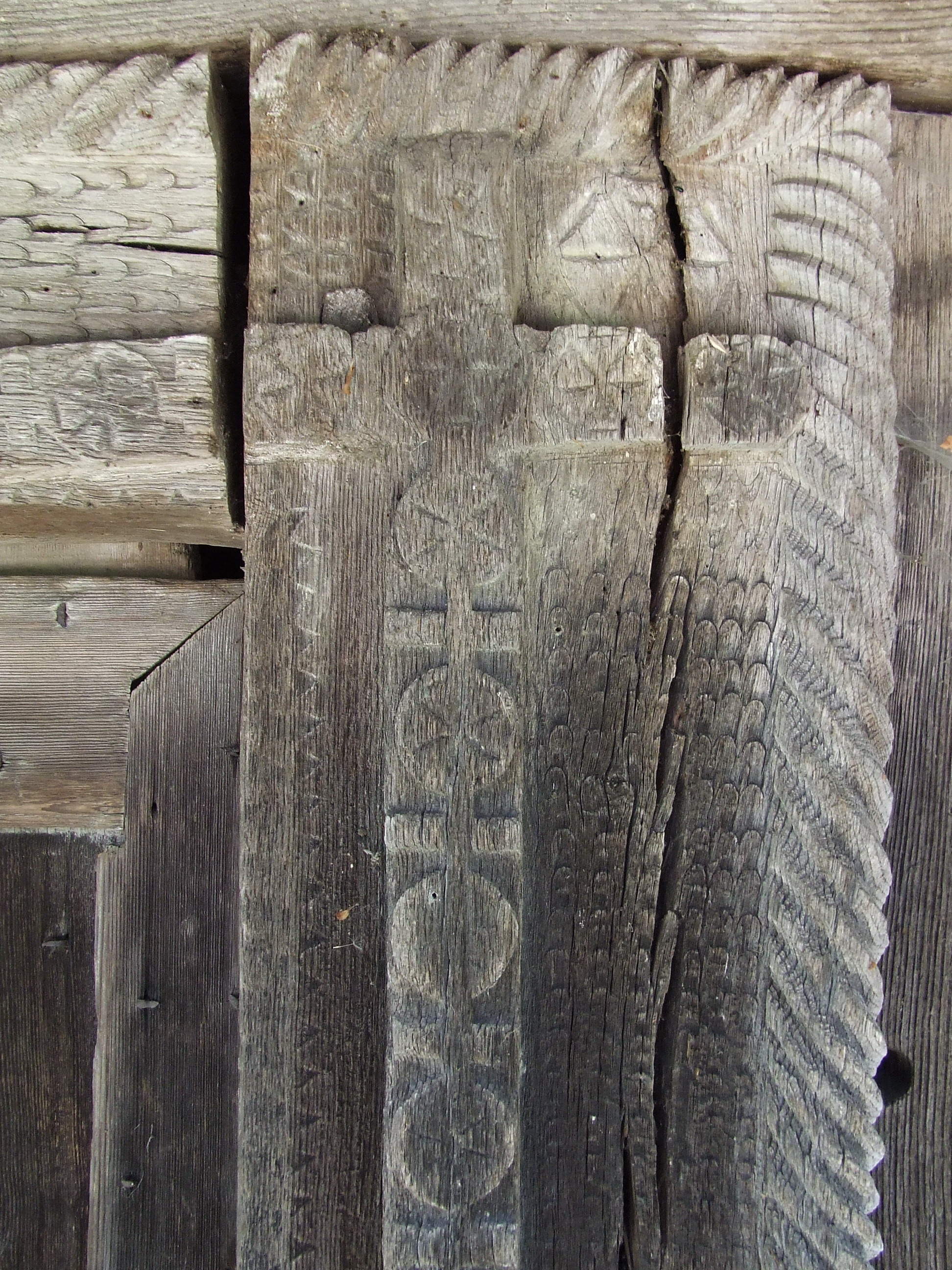
Biserica de lemn din Berind, detaliu portal.
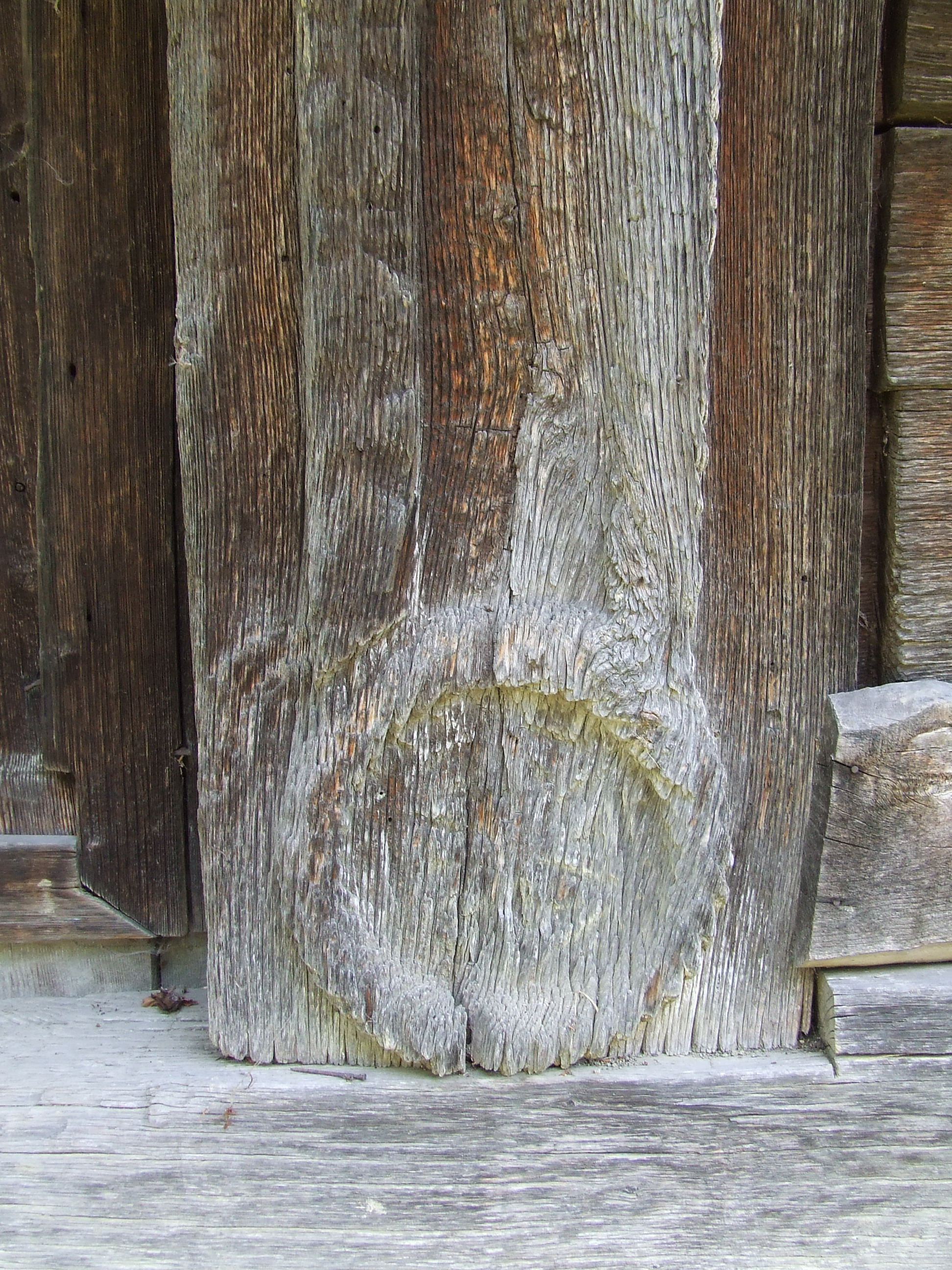
Biserica de lemn din Berind, detaliu portal.
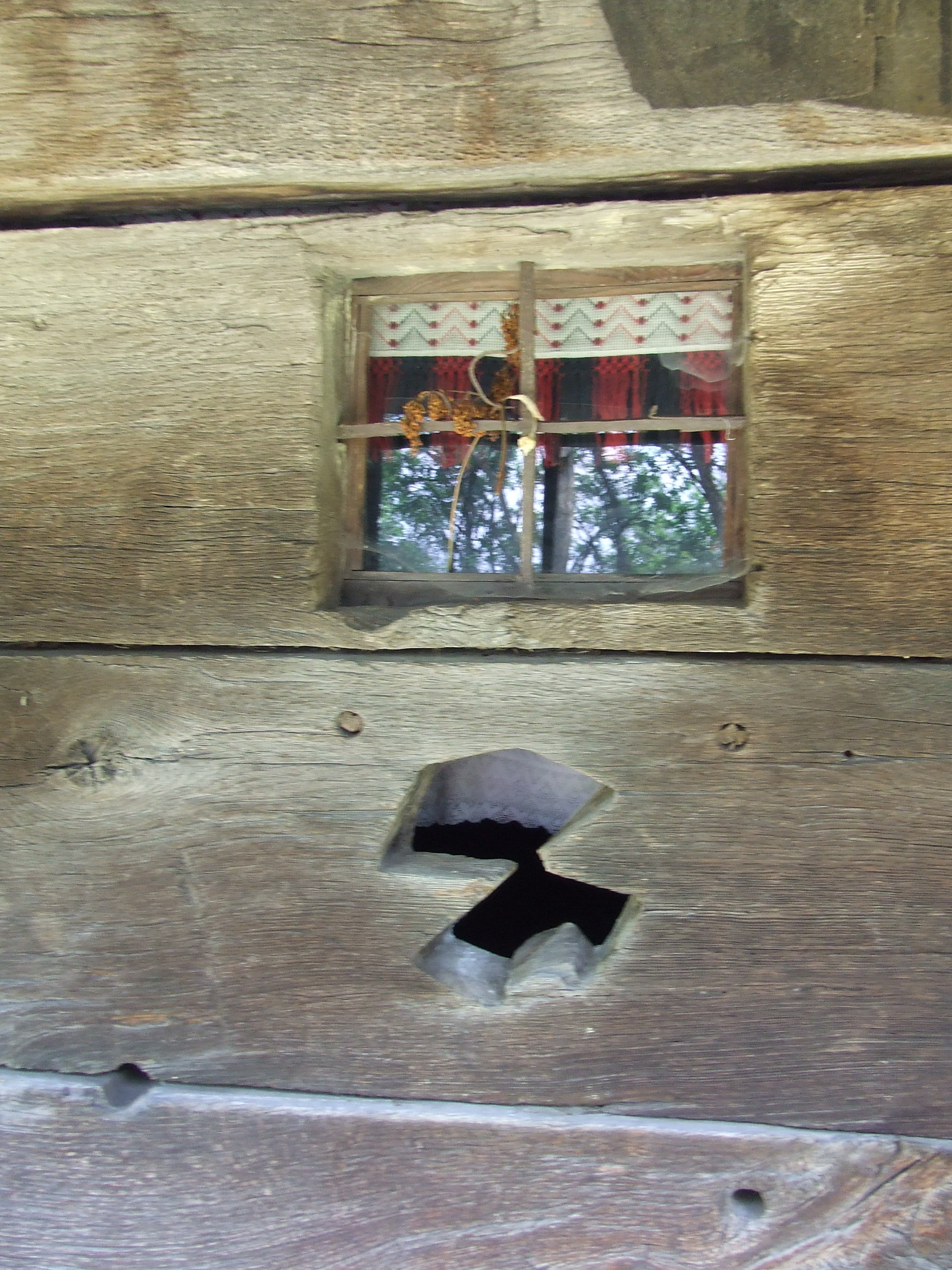
Biserica de lemn din Berind, luminator.
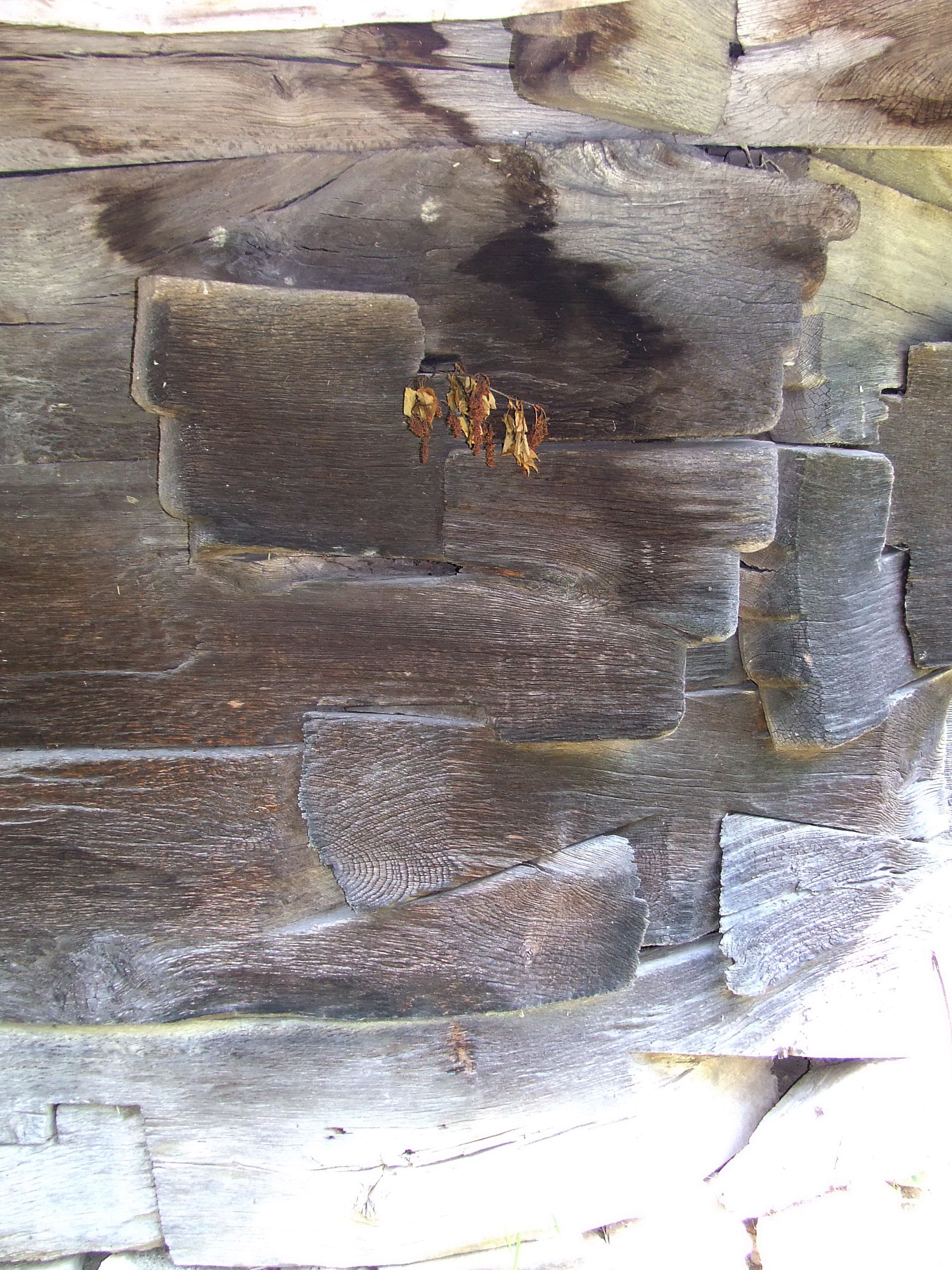
Biserica de lemn din Berind, îmbinare.
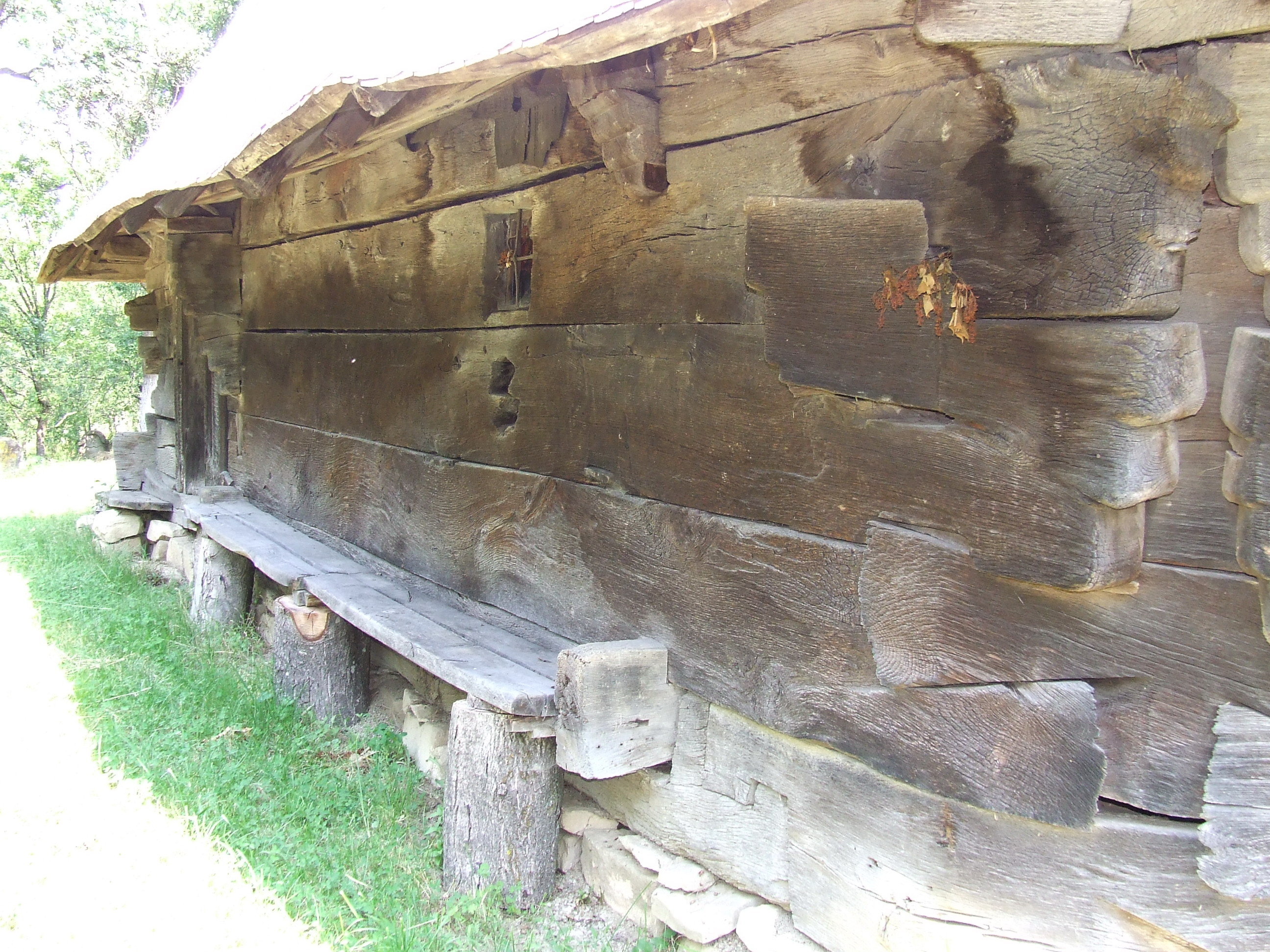
Biserica de lemn din Berind, latura de sud.
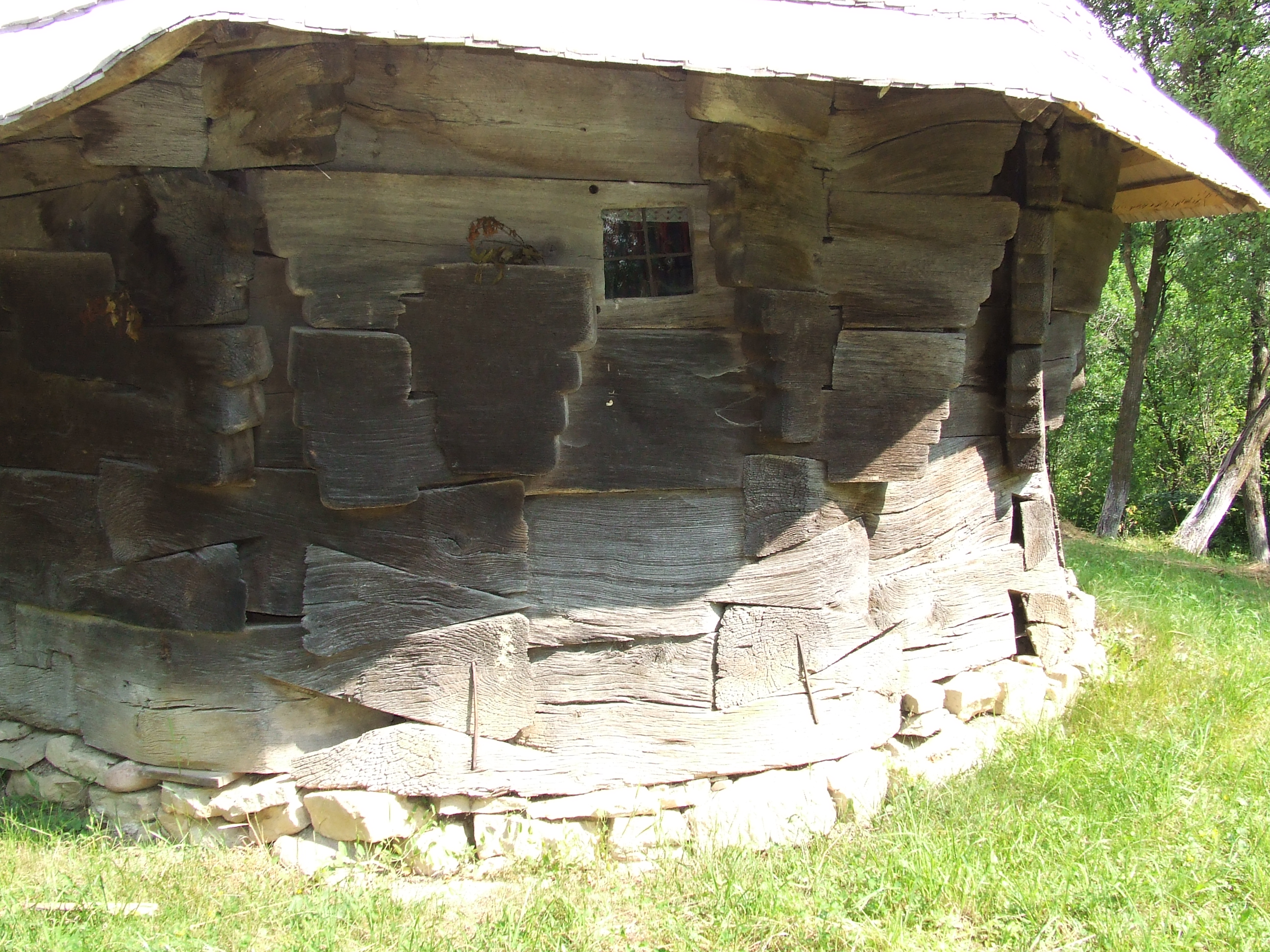
Biserica de lemn din Berind, absida altarului.
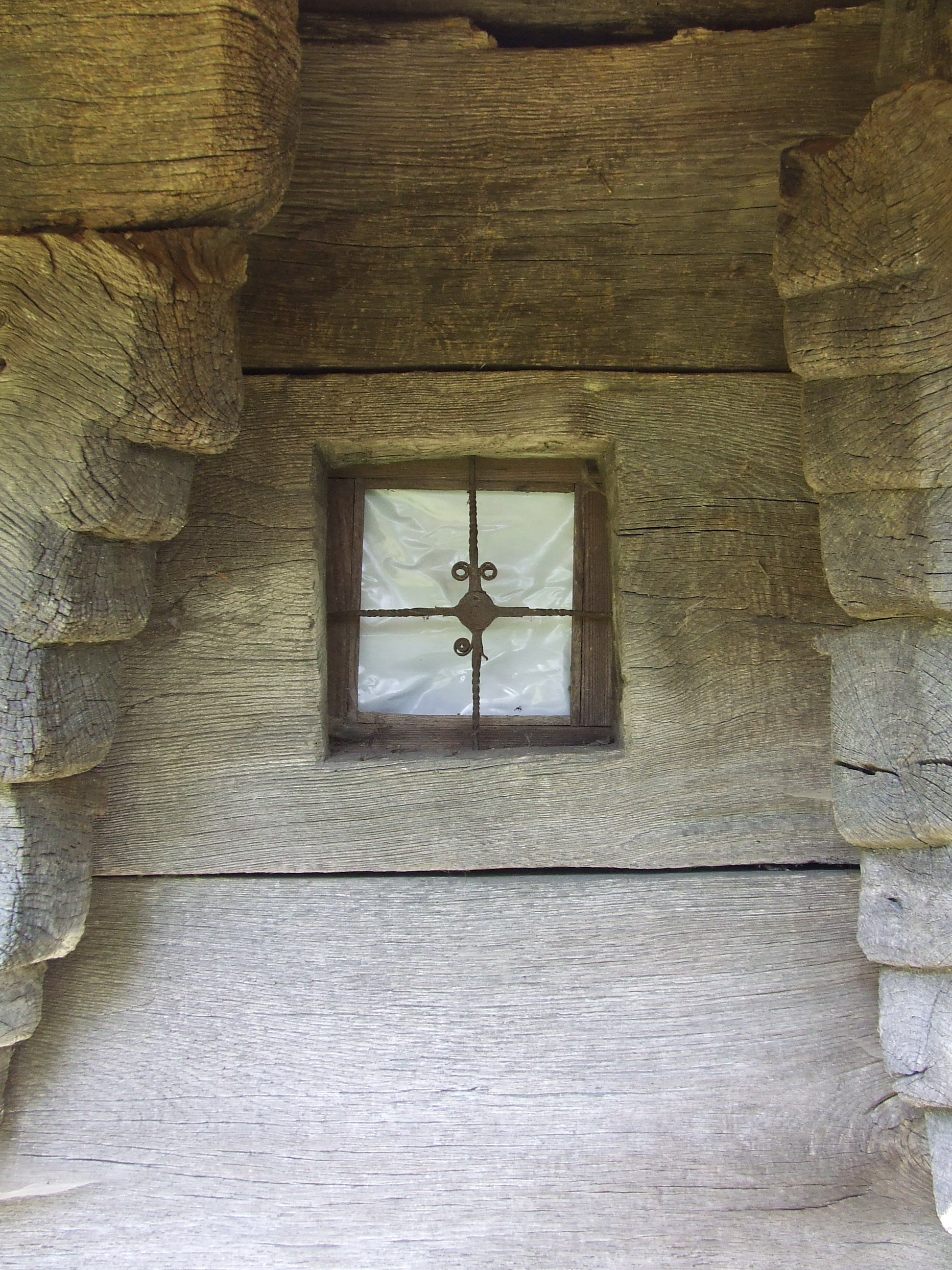
Biserica de lemn din Berind, fereastră.
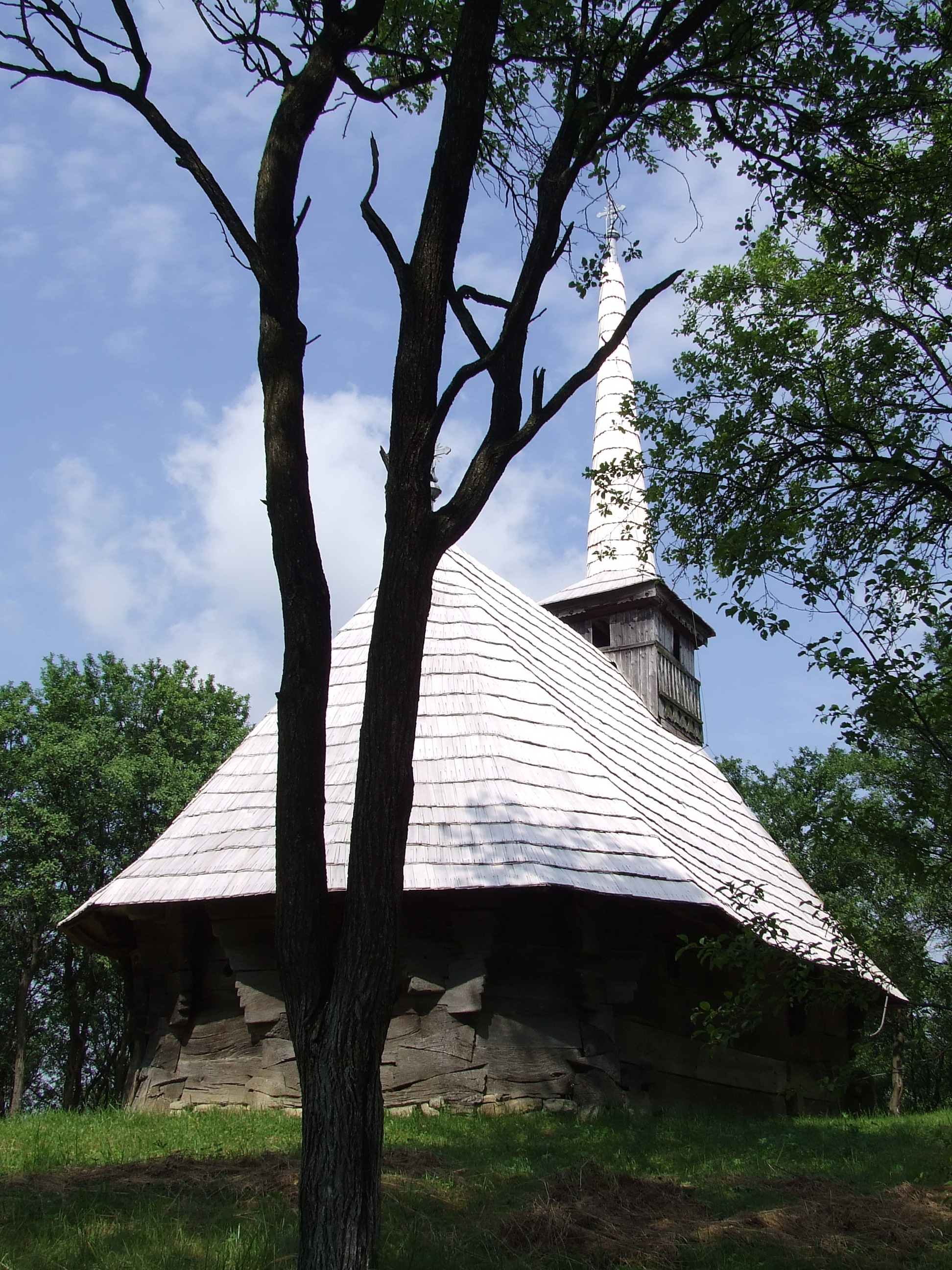
Biserica de lemn din Berind, vedere de ansamblu din N-E.
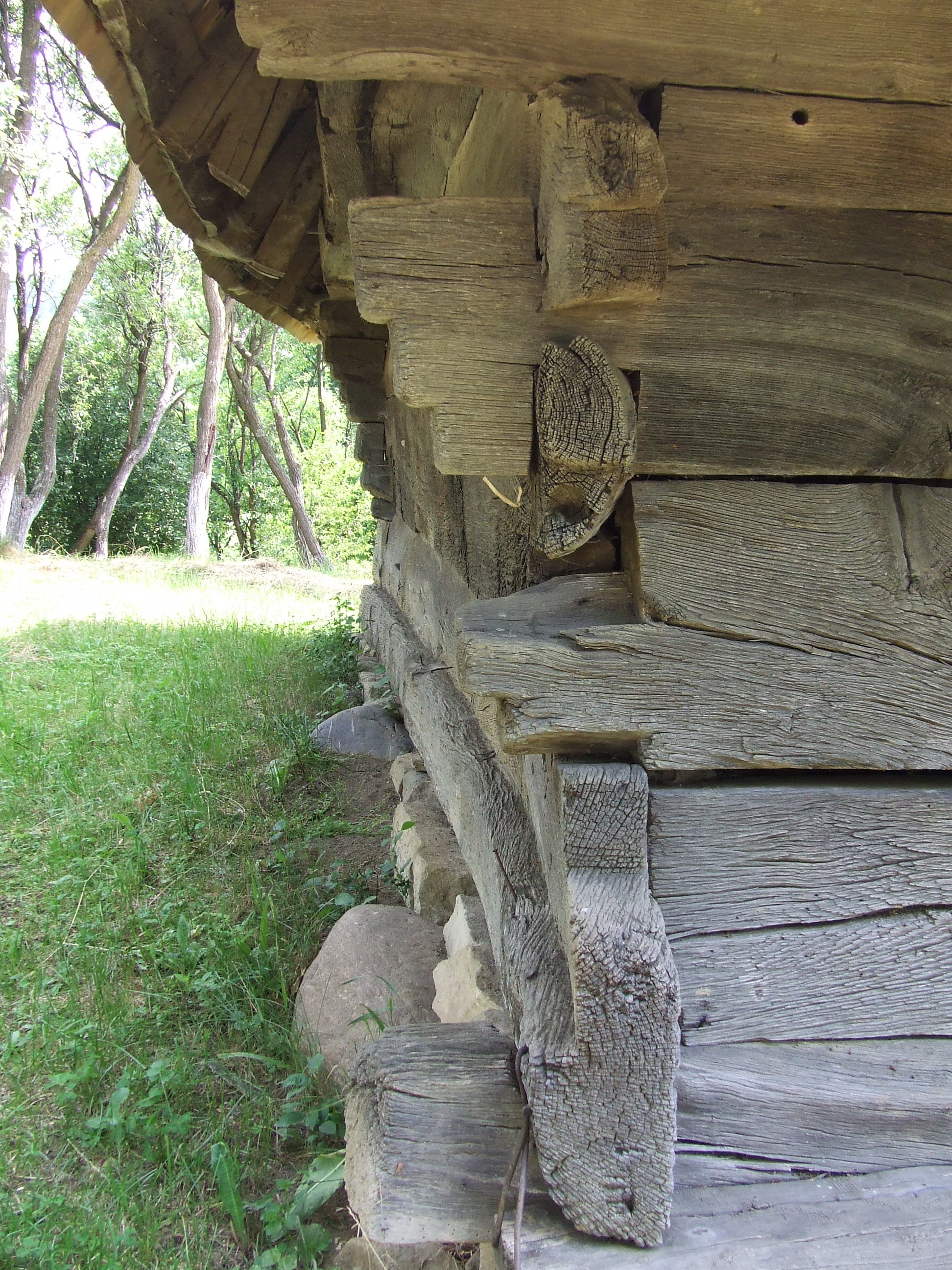
Biserica de lemn din Berind, îmbinare în S-V.
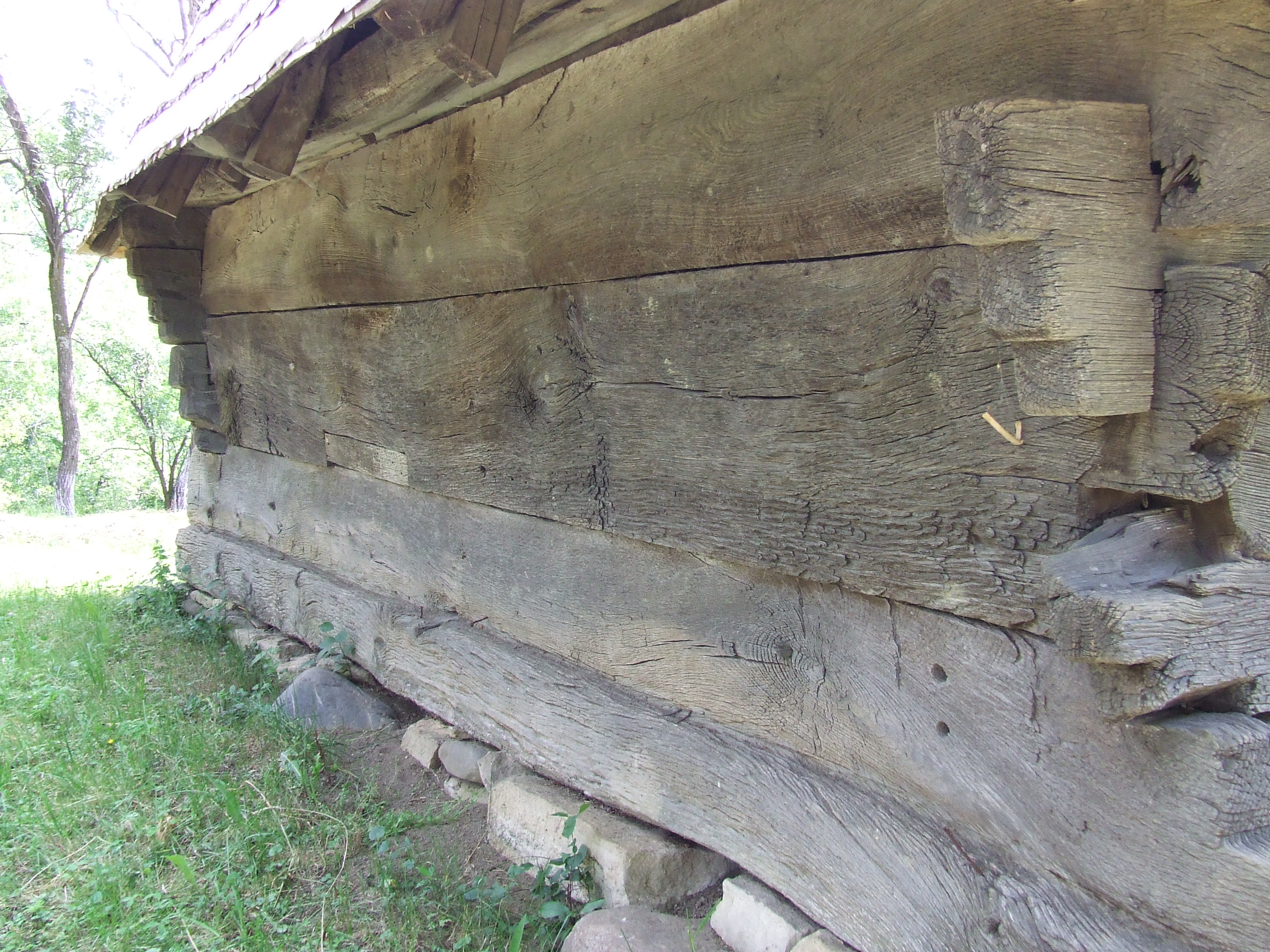
Biserica de lemn din Berind, latura de vest.
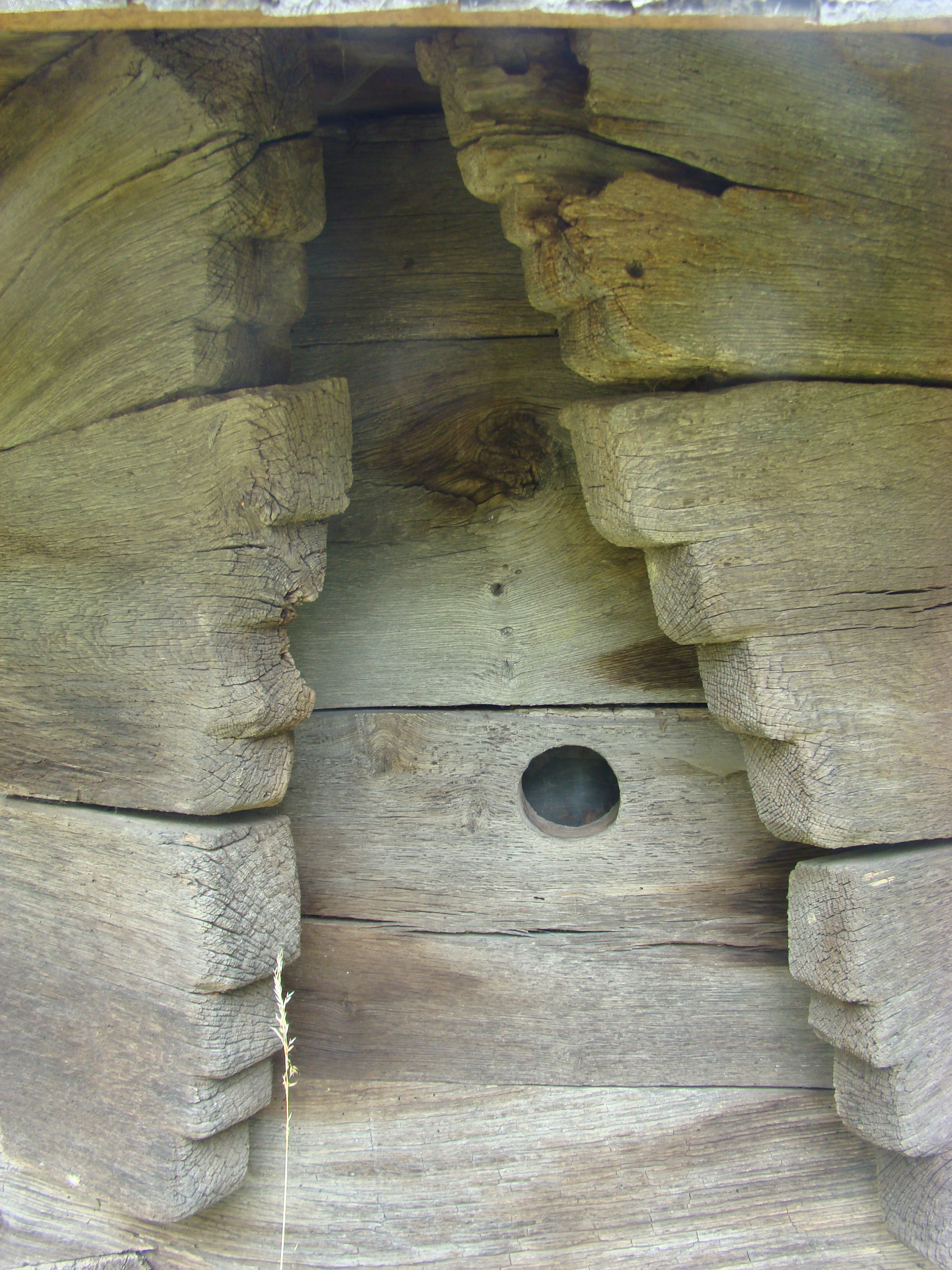
Multiconsole
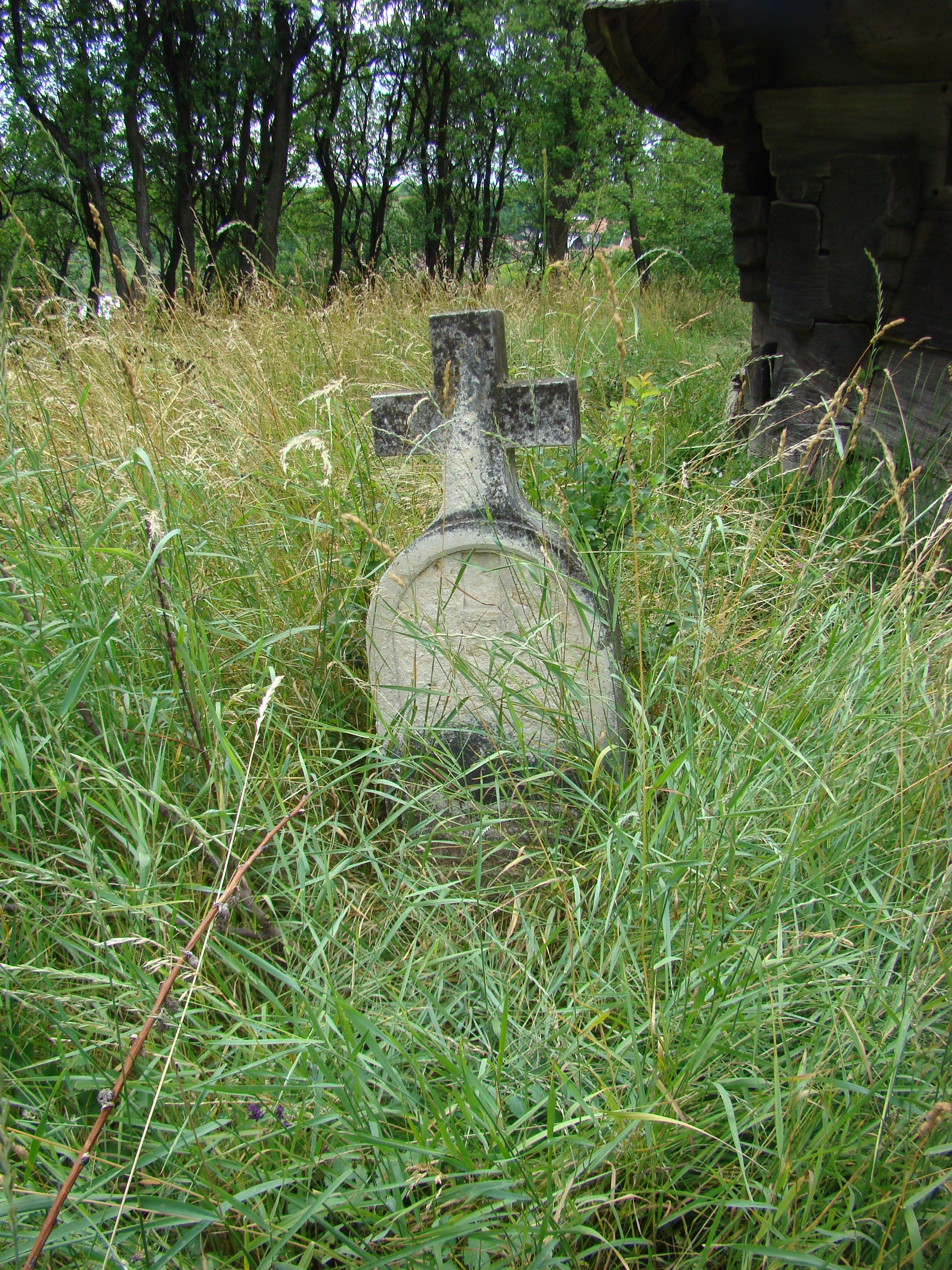
Cruce veche de piatră
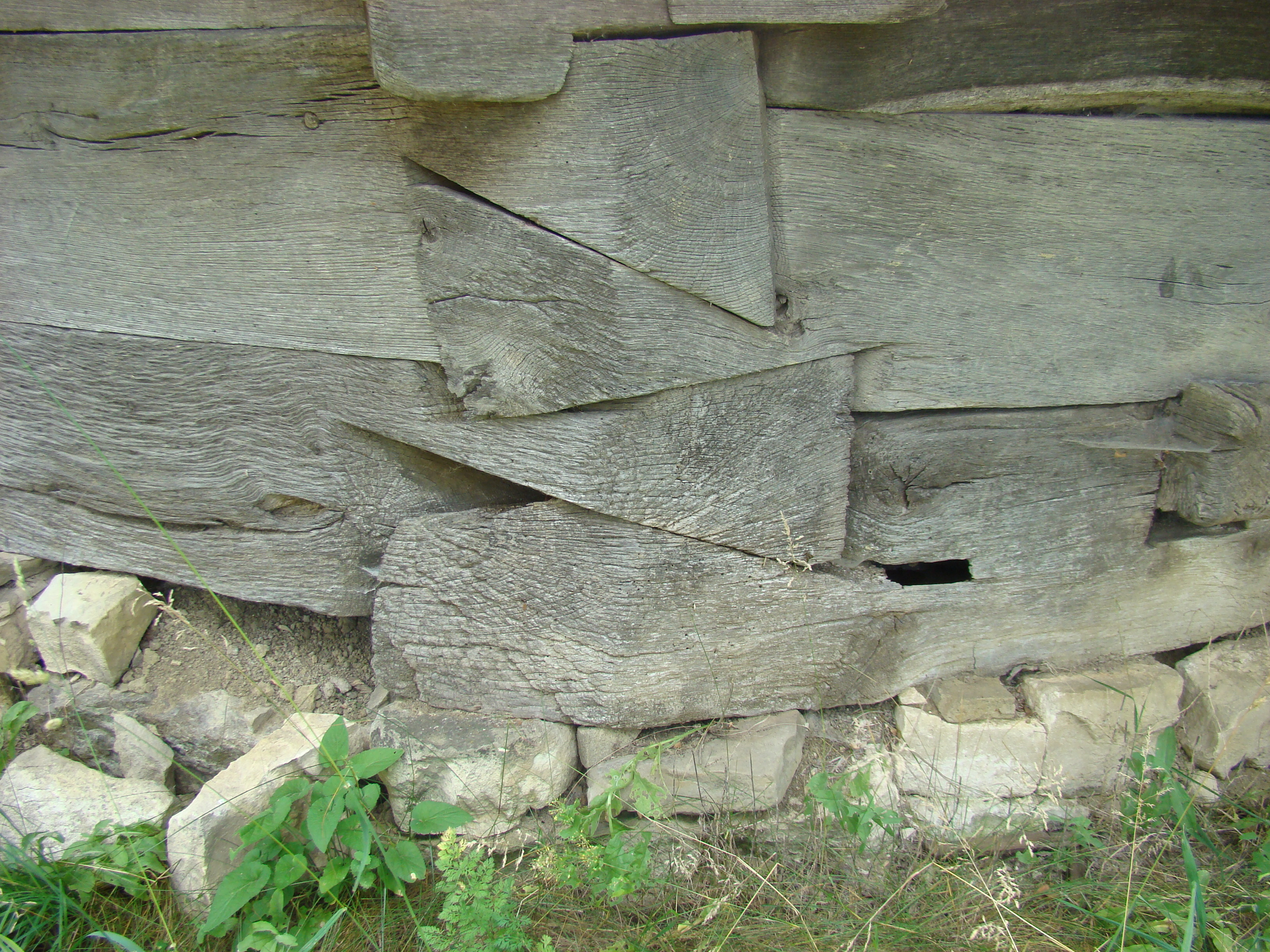
Îmbinări
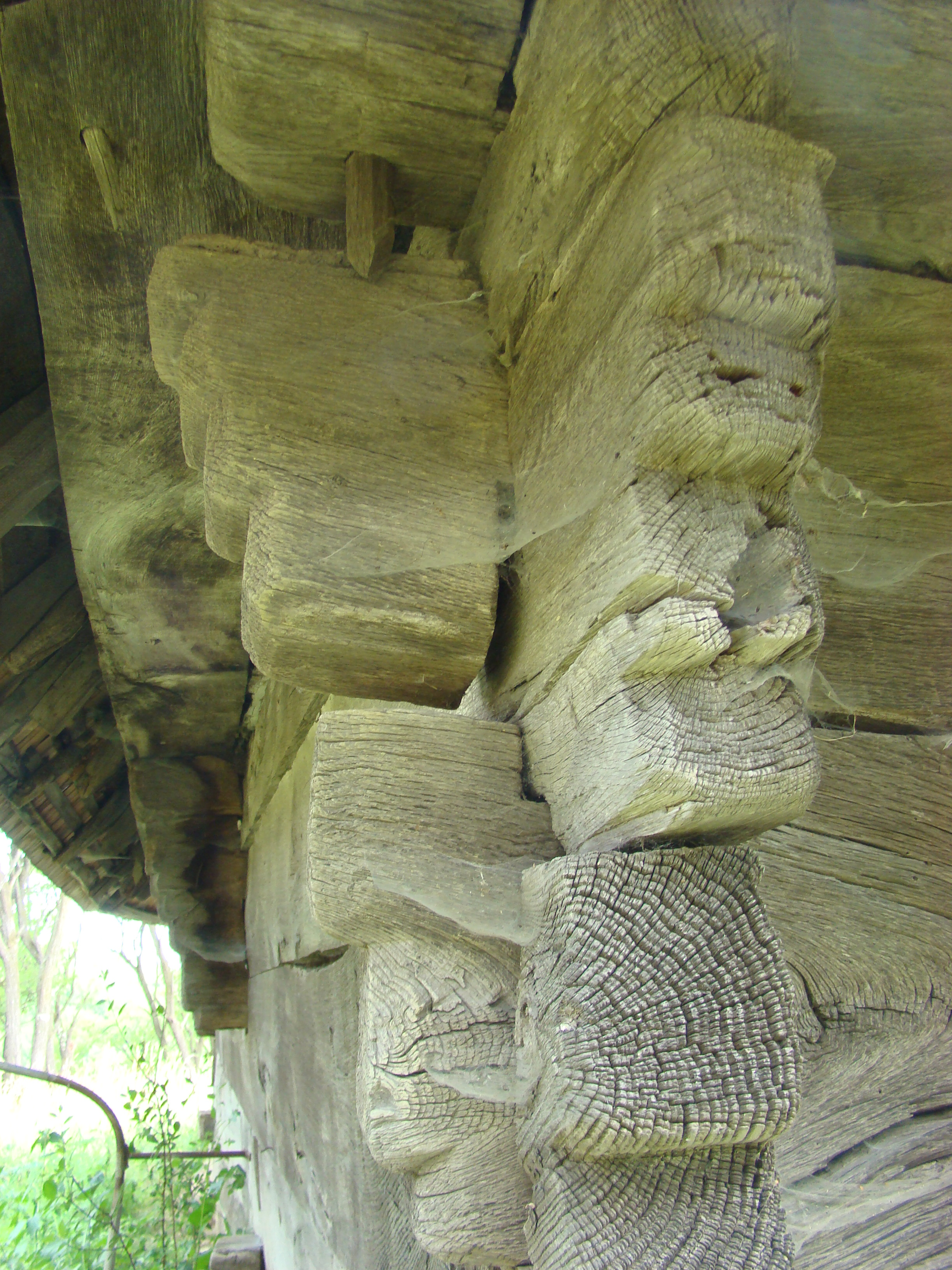
Console
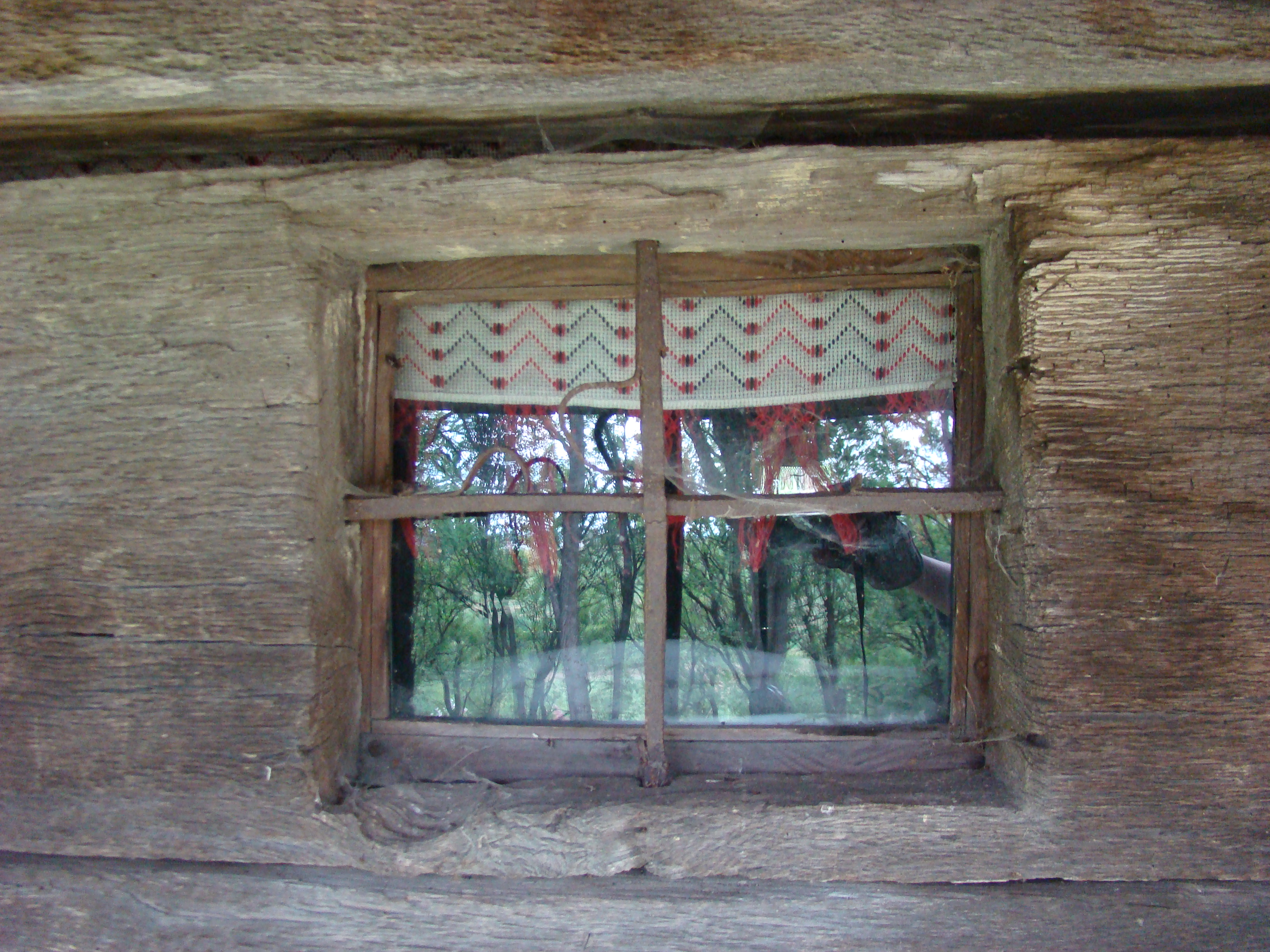
Fereastră
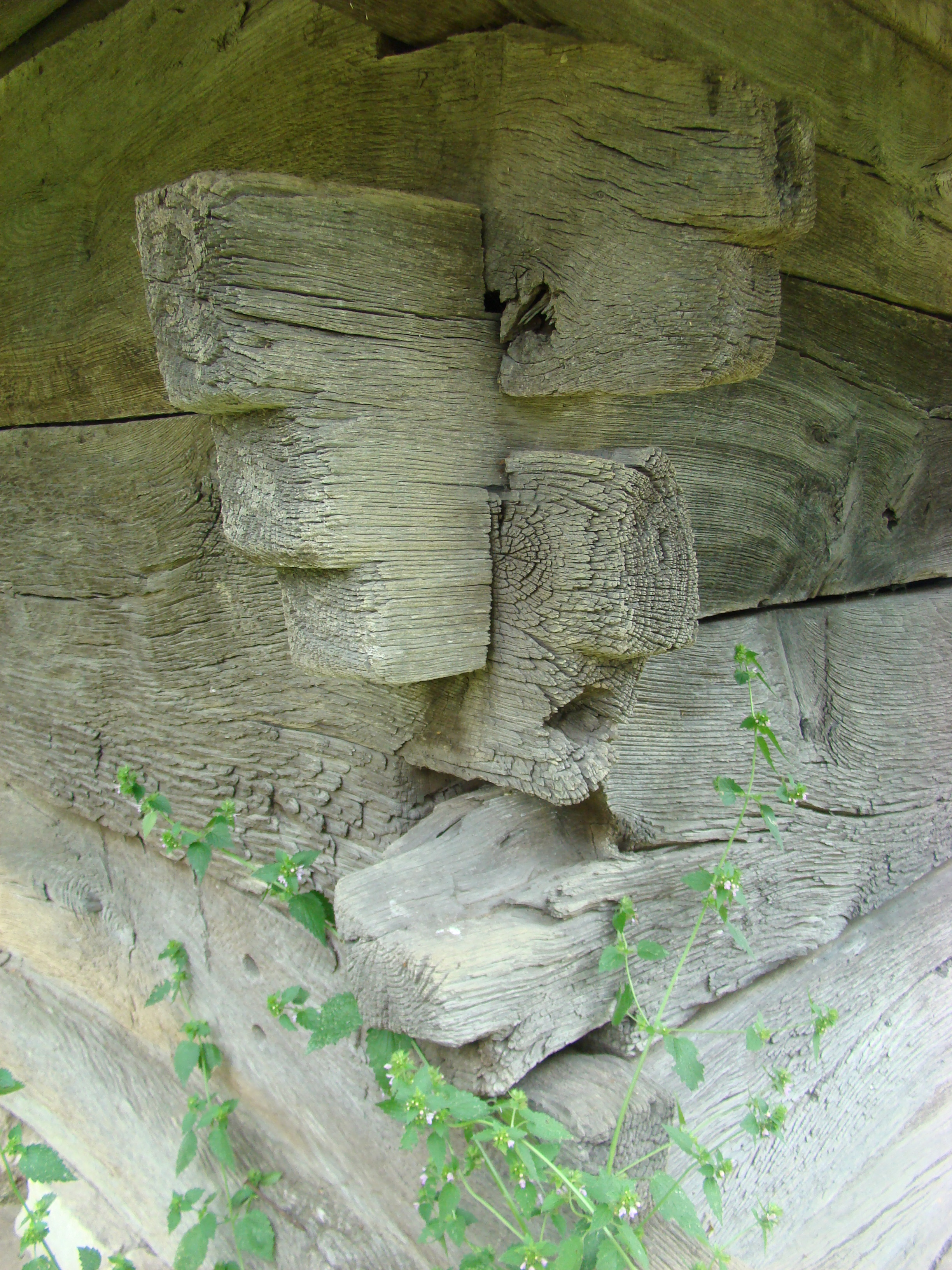
Console
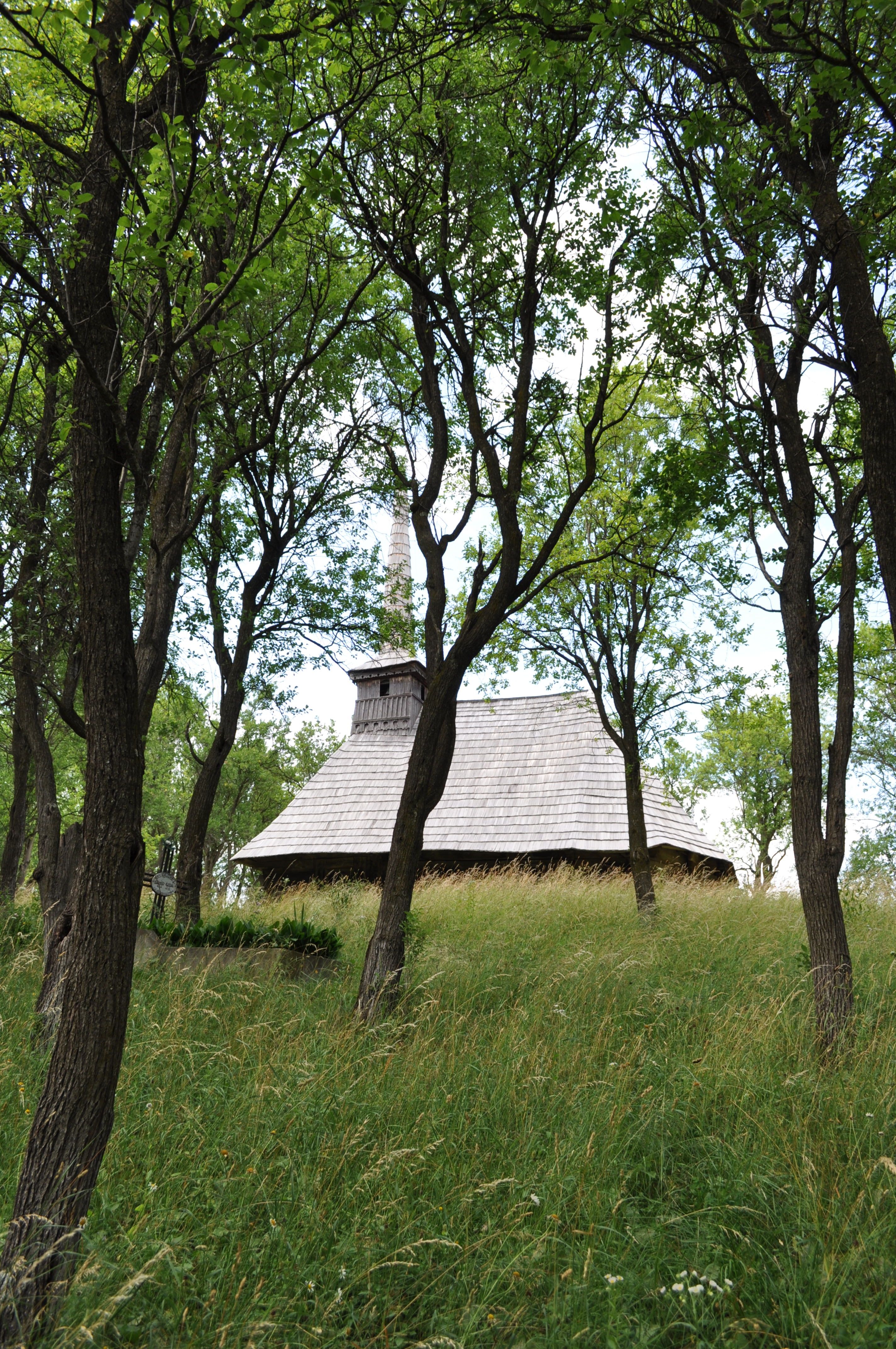
Biserica printre copaci
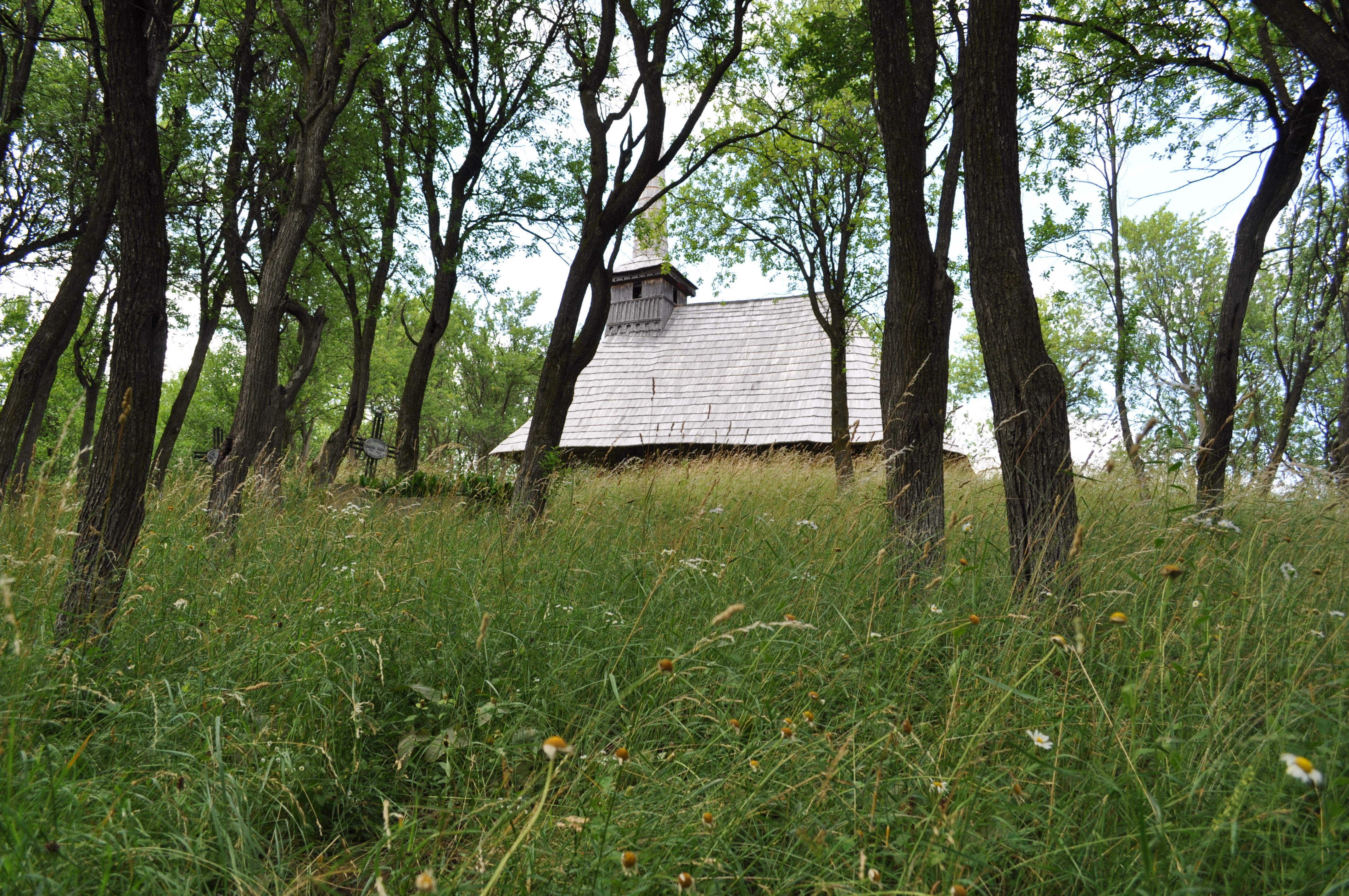
Biserica printre copaci
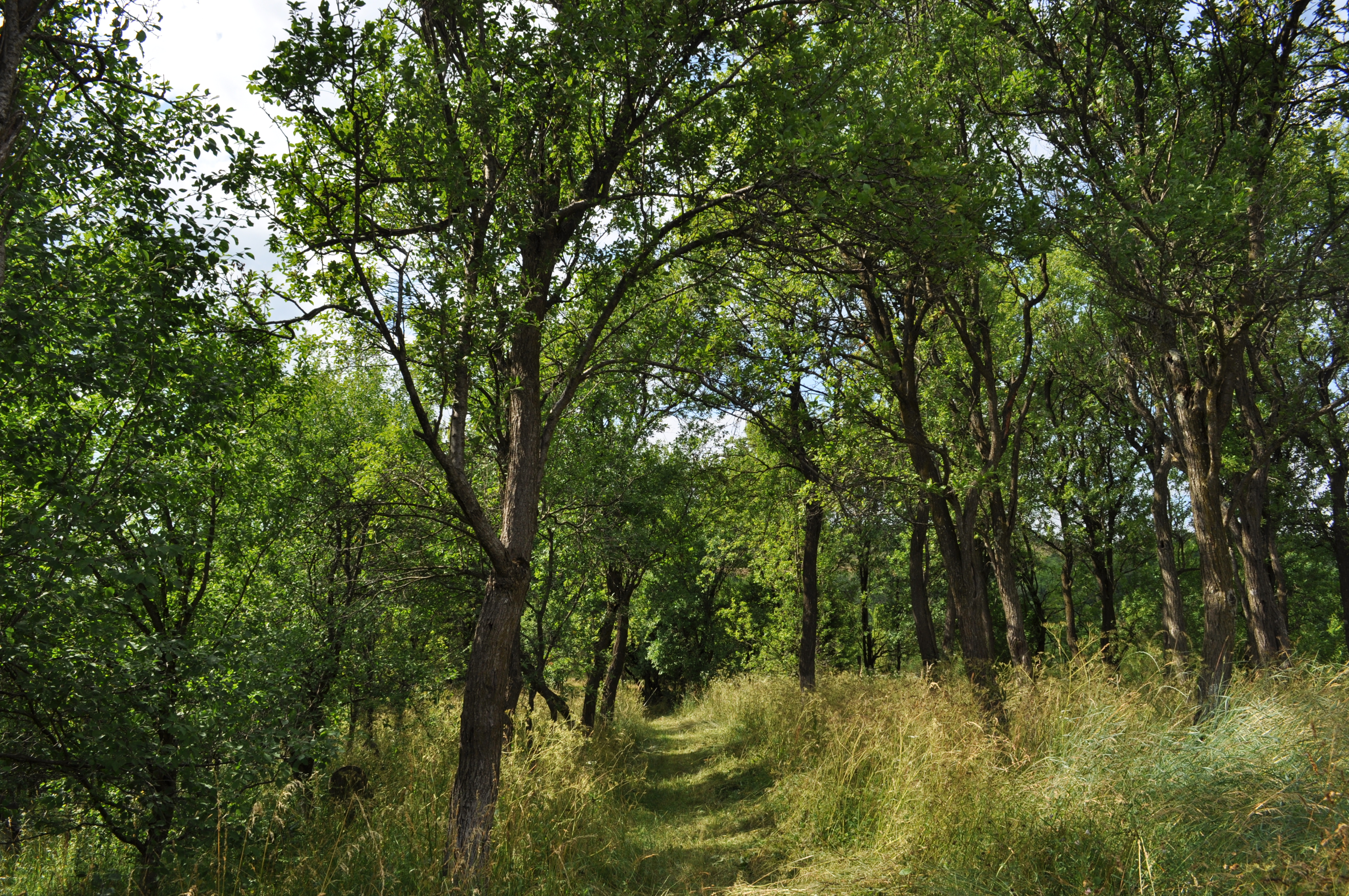
Împrejurimi
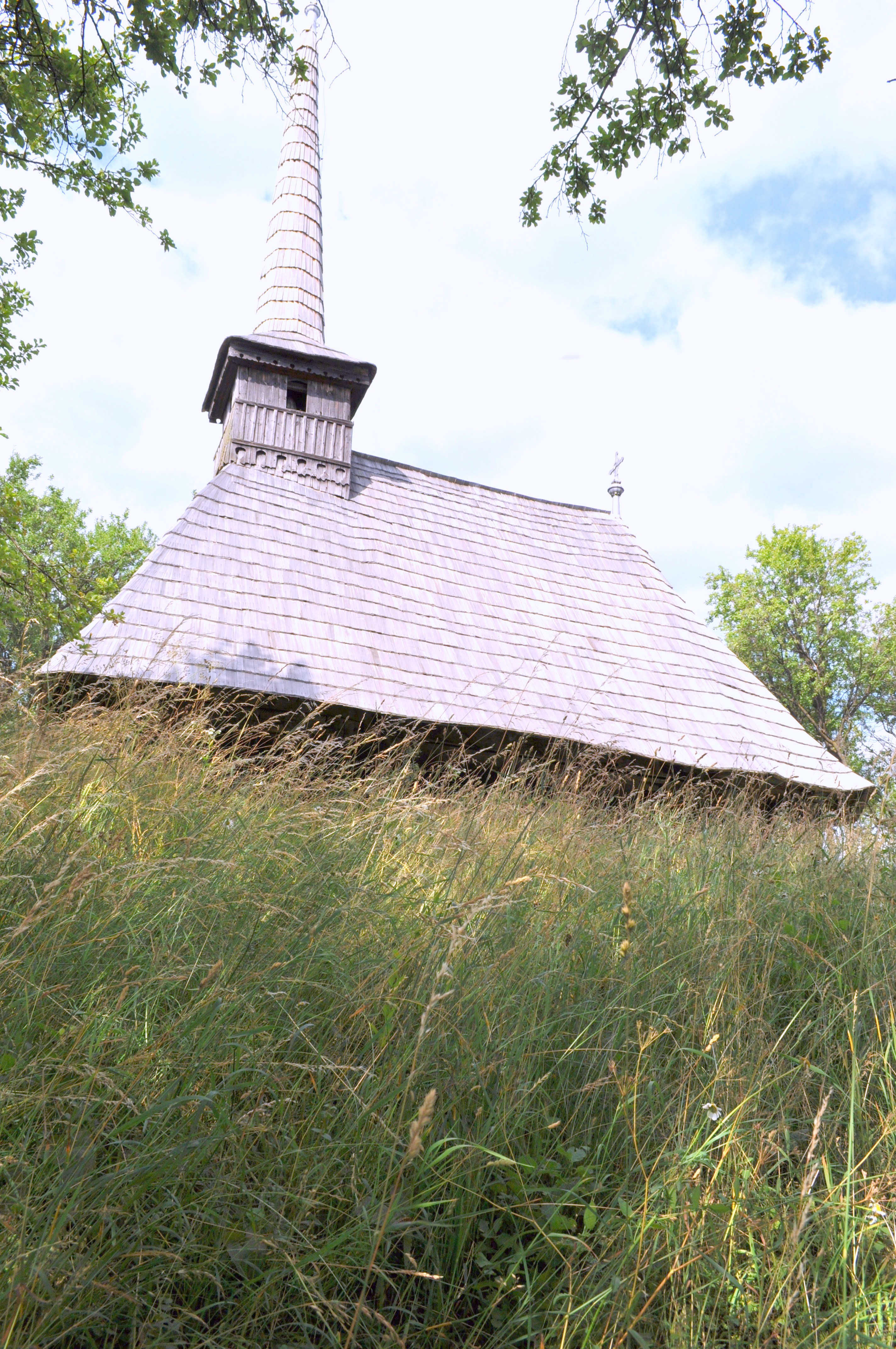
Biserica (sud)
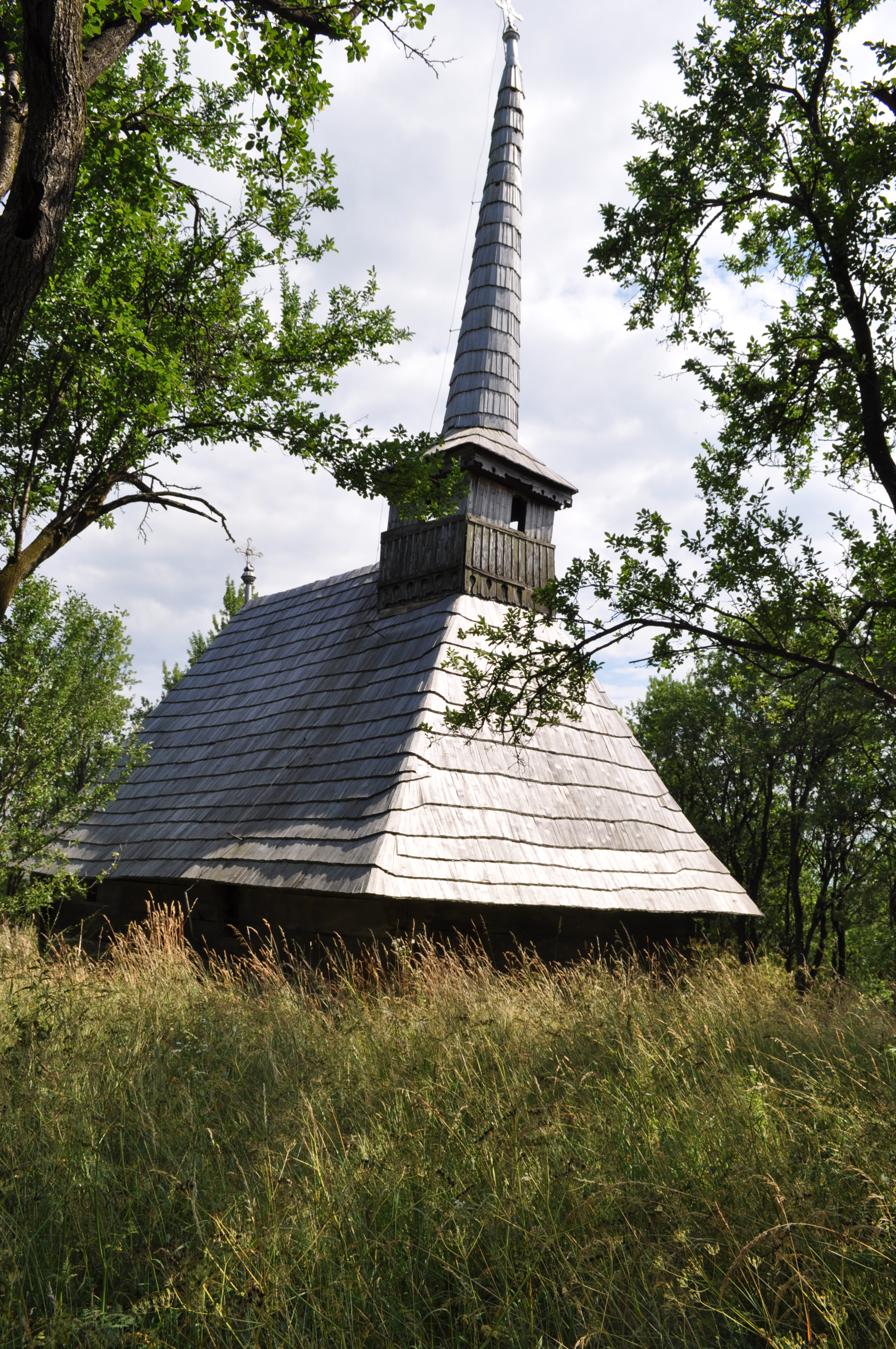
Biserica (nord-vest)
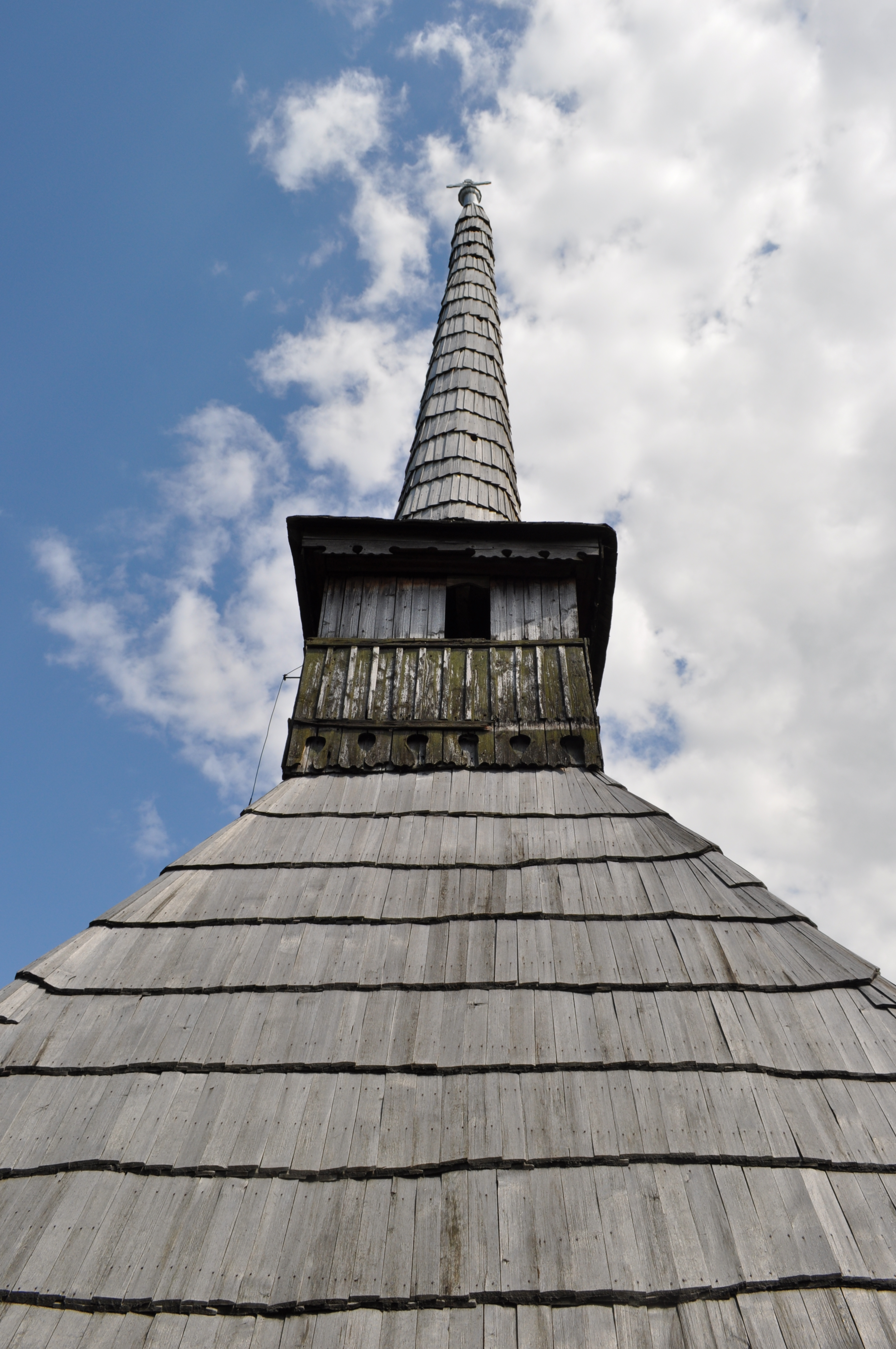
Turnul cloptniță
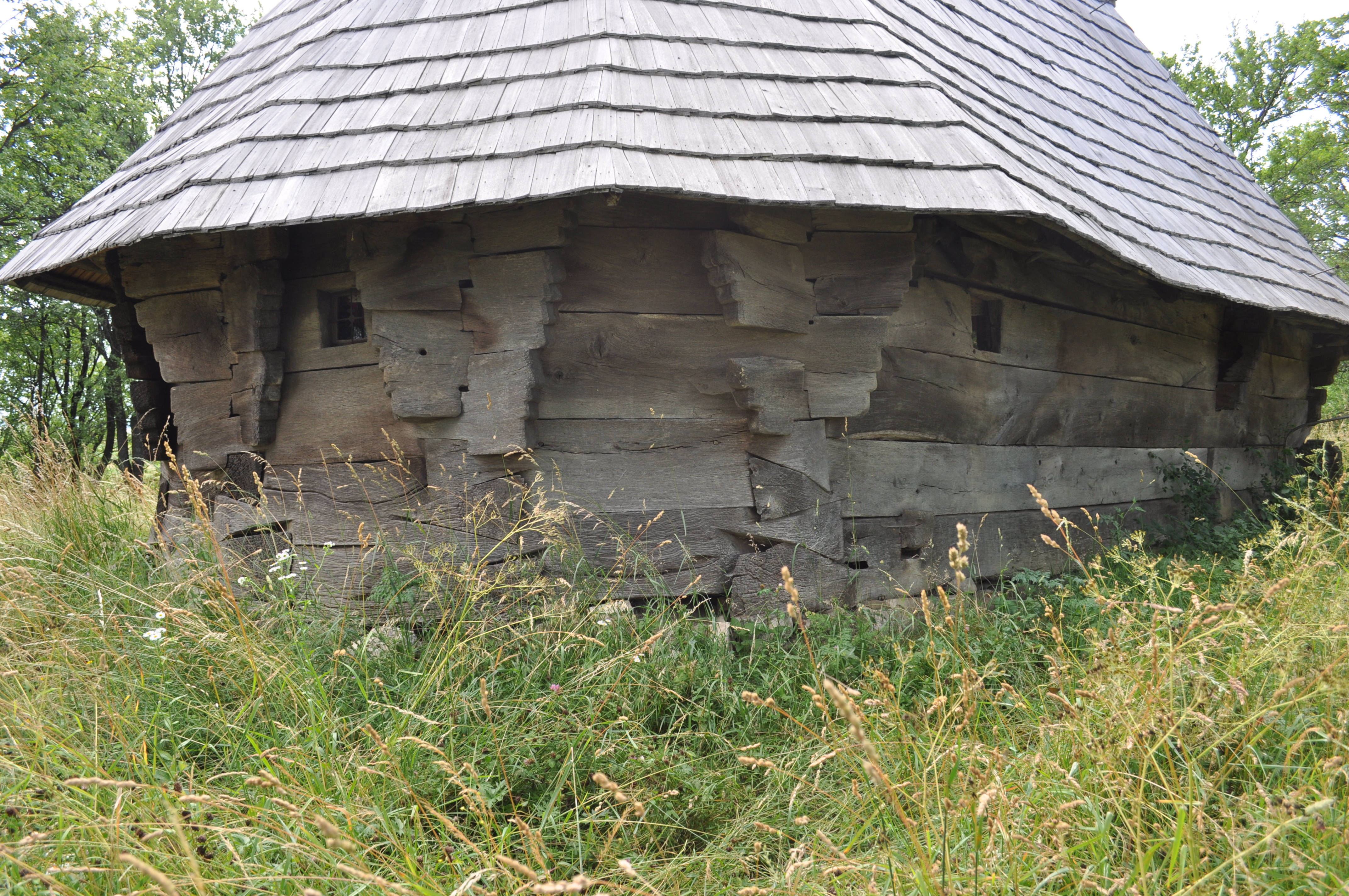
Butea bisericii
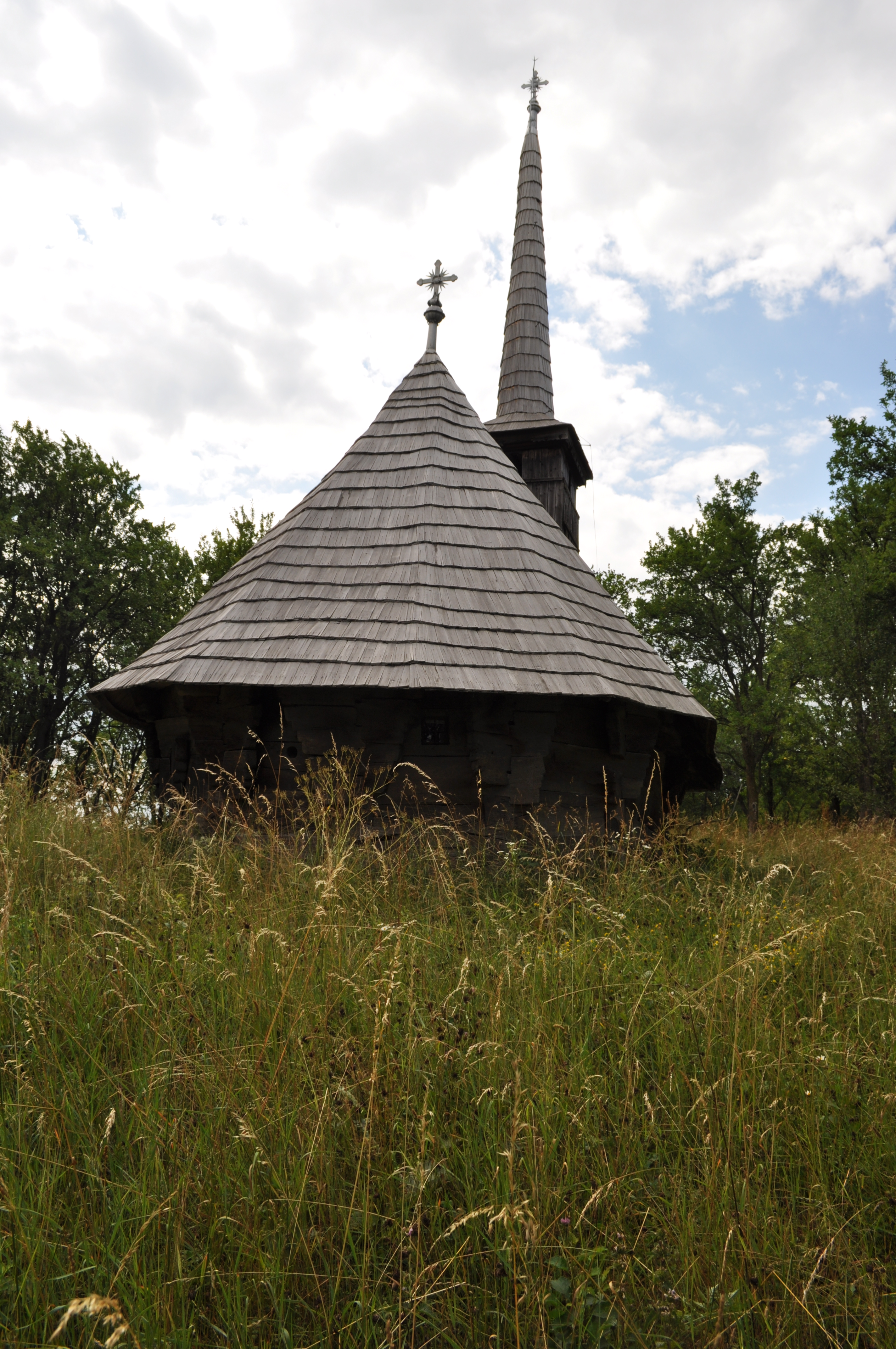
Biserica (est)
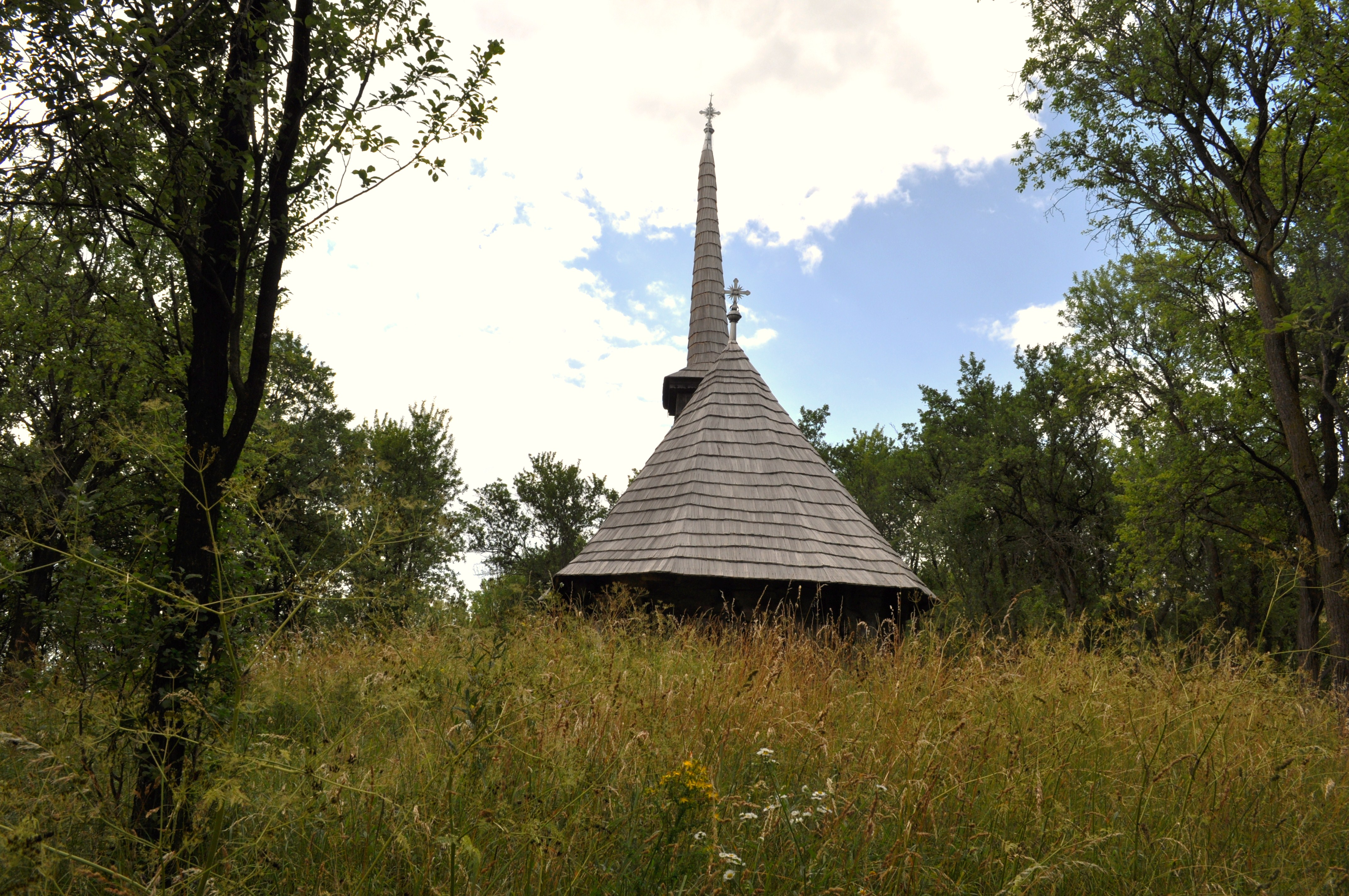
Biserica din depărtare

## Imagini din interior

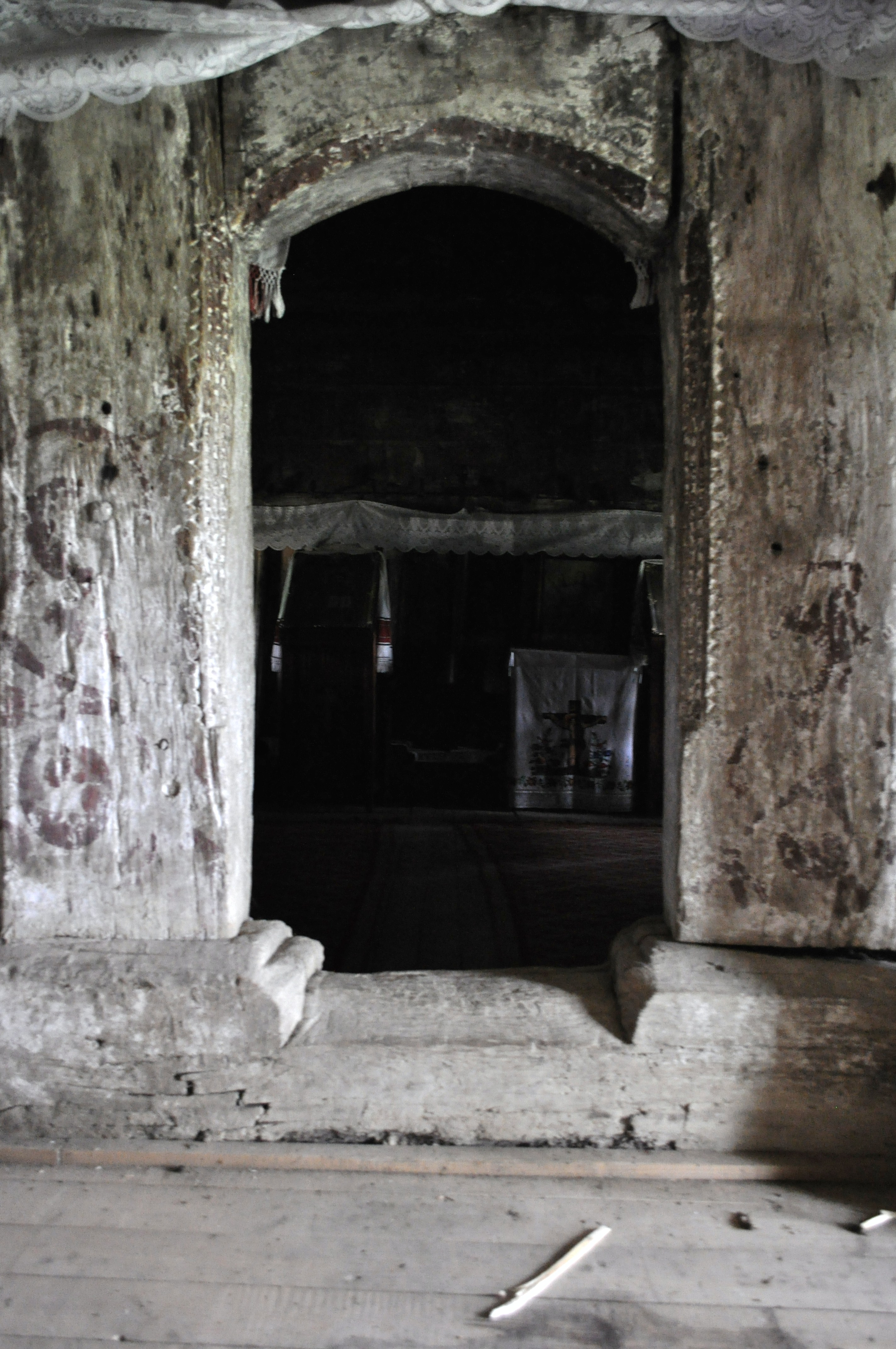
Portalul interior
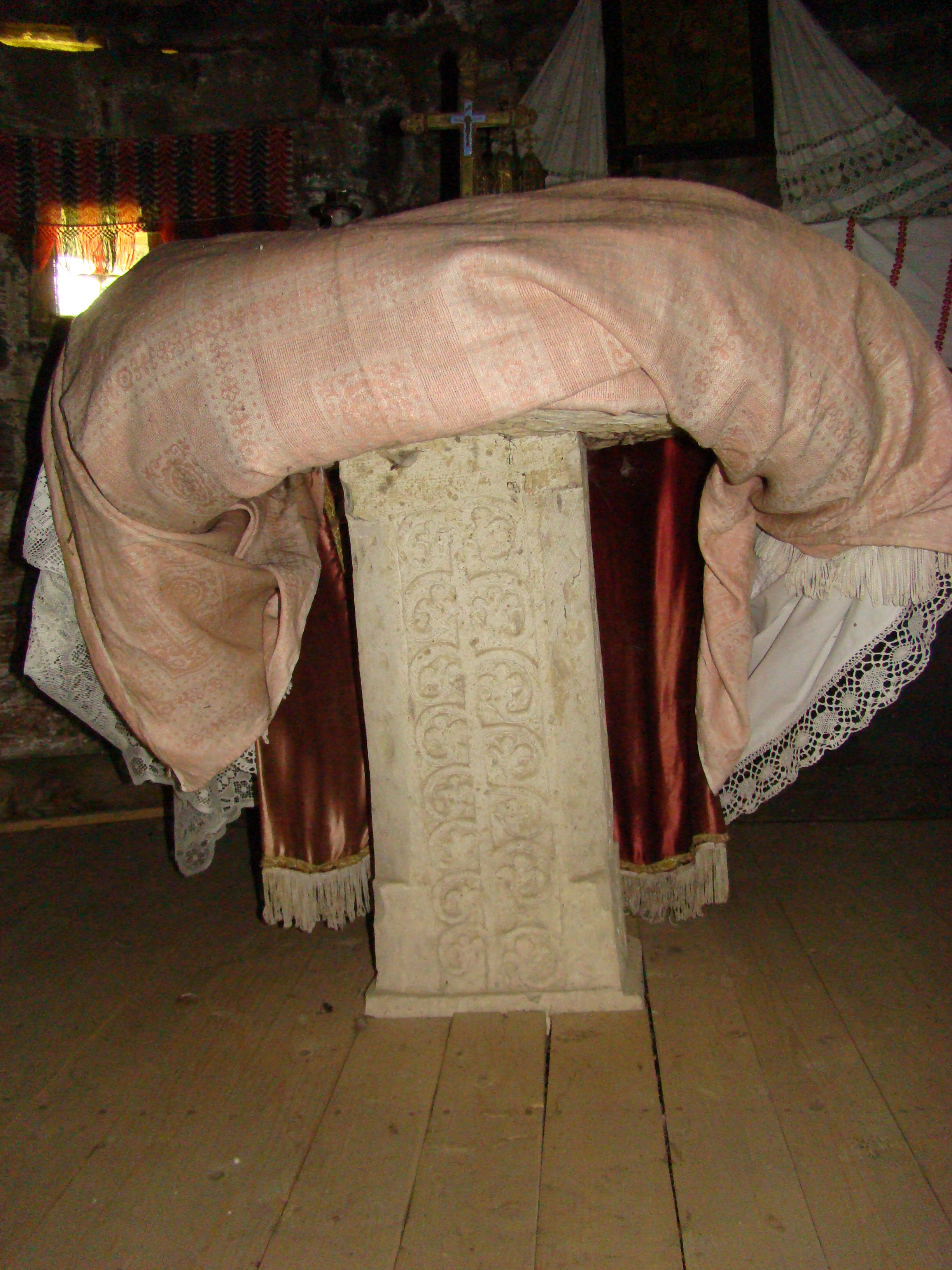
Piciorul mesei altarului
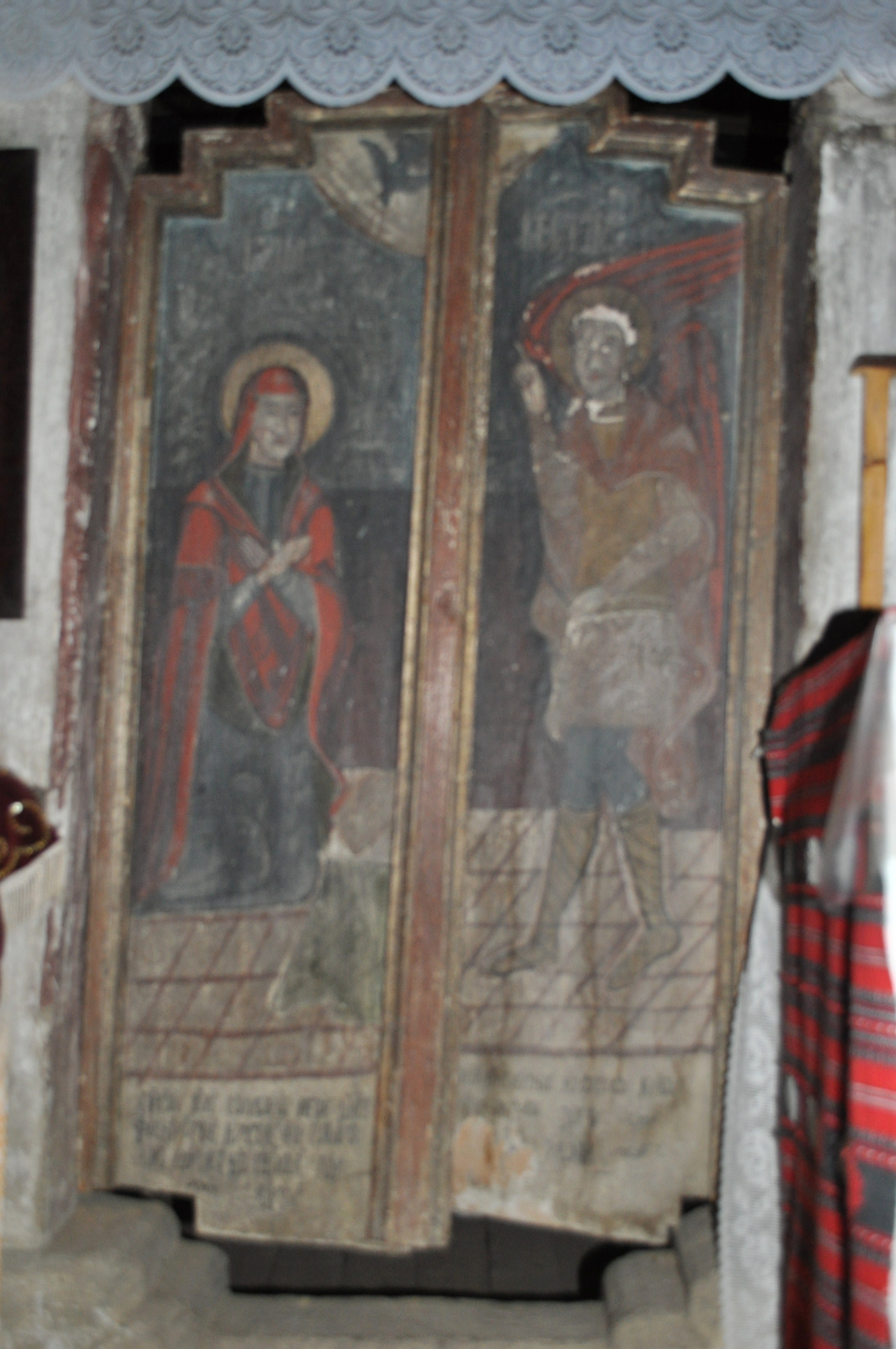
Ușile împărătești
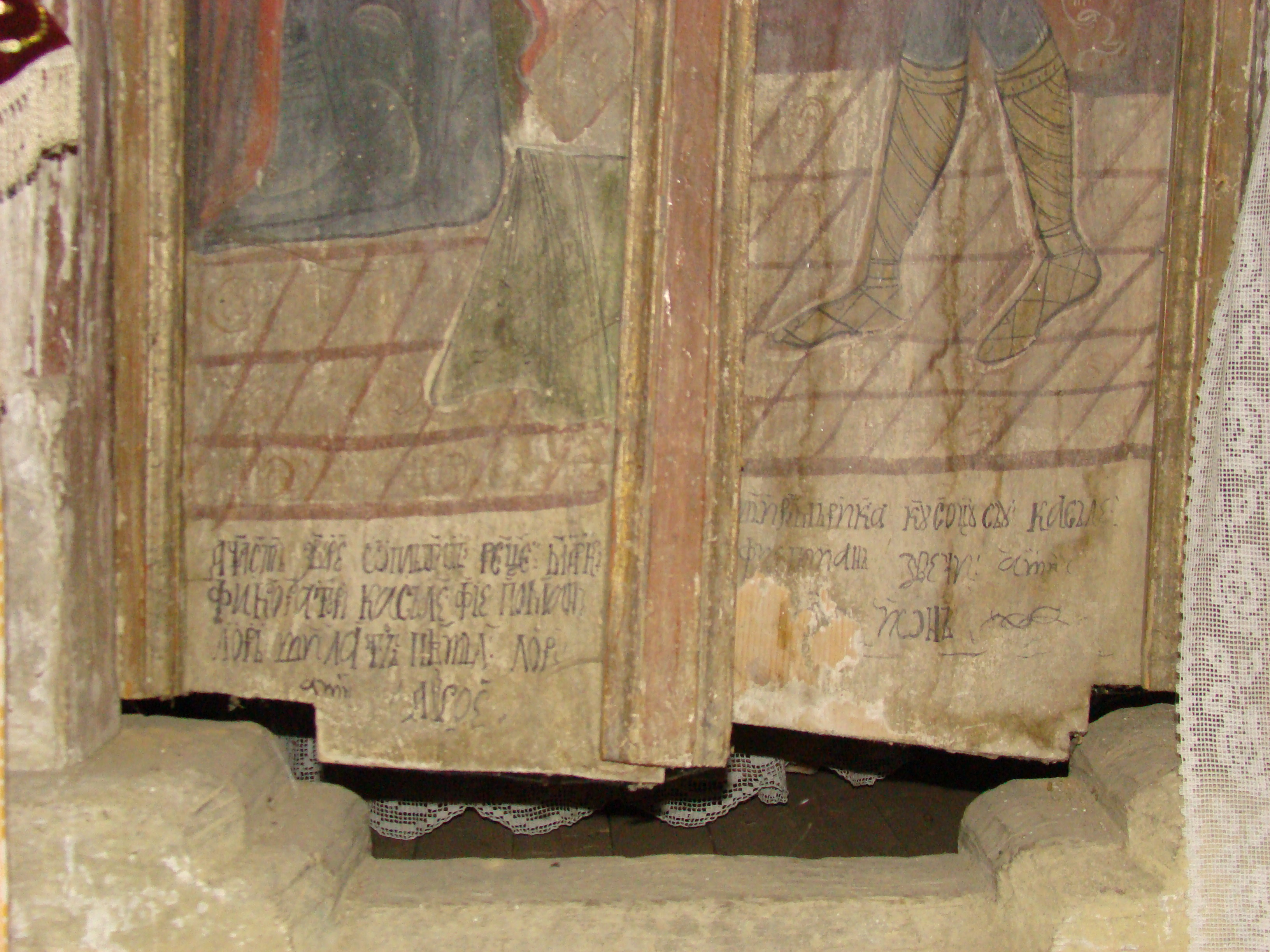
Ușile împărătești (detaliu-inscripție de donator)
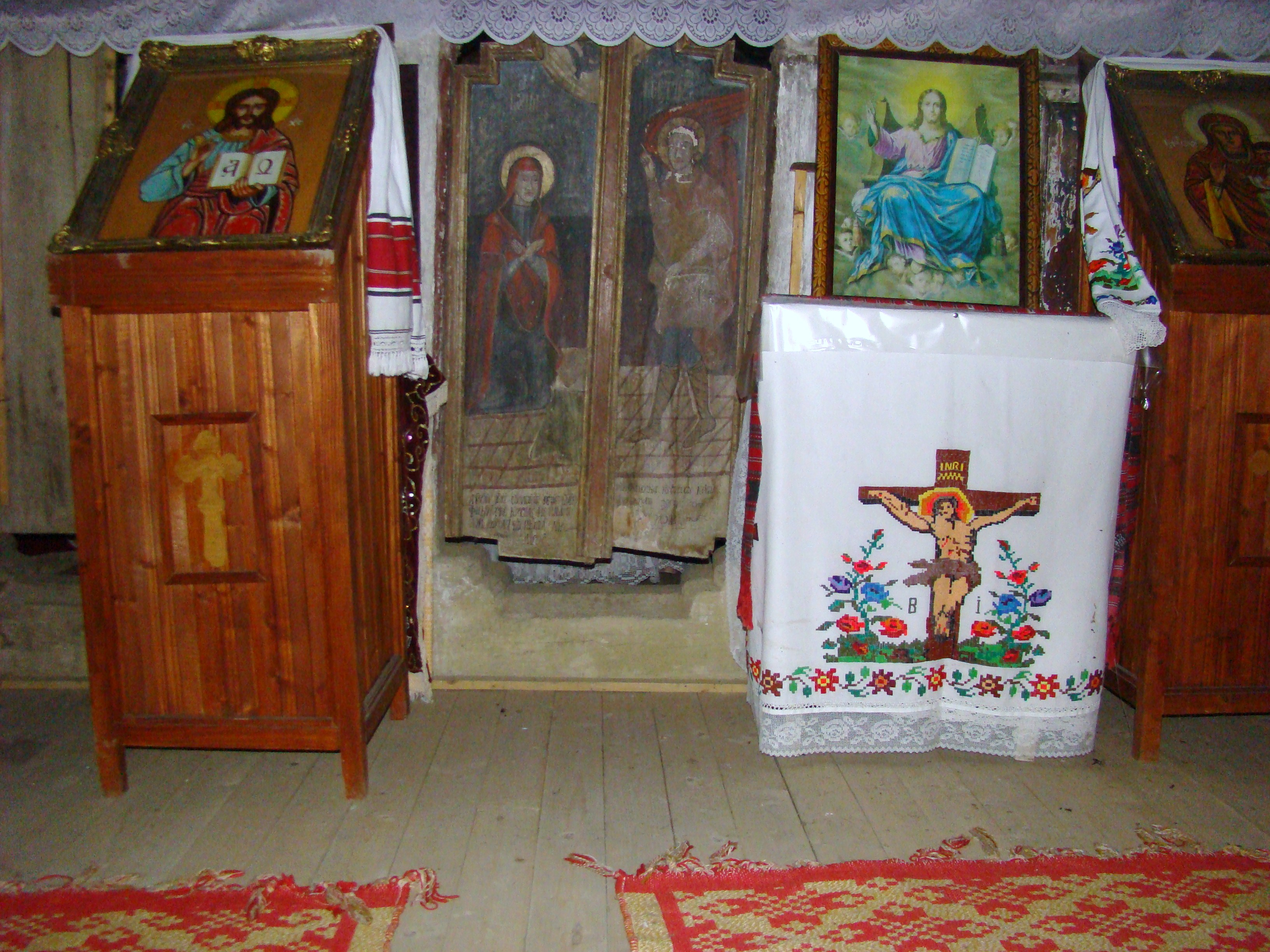
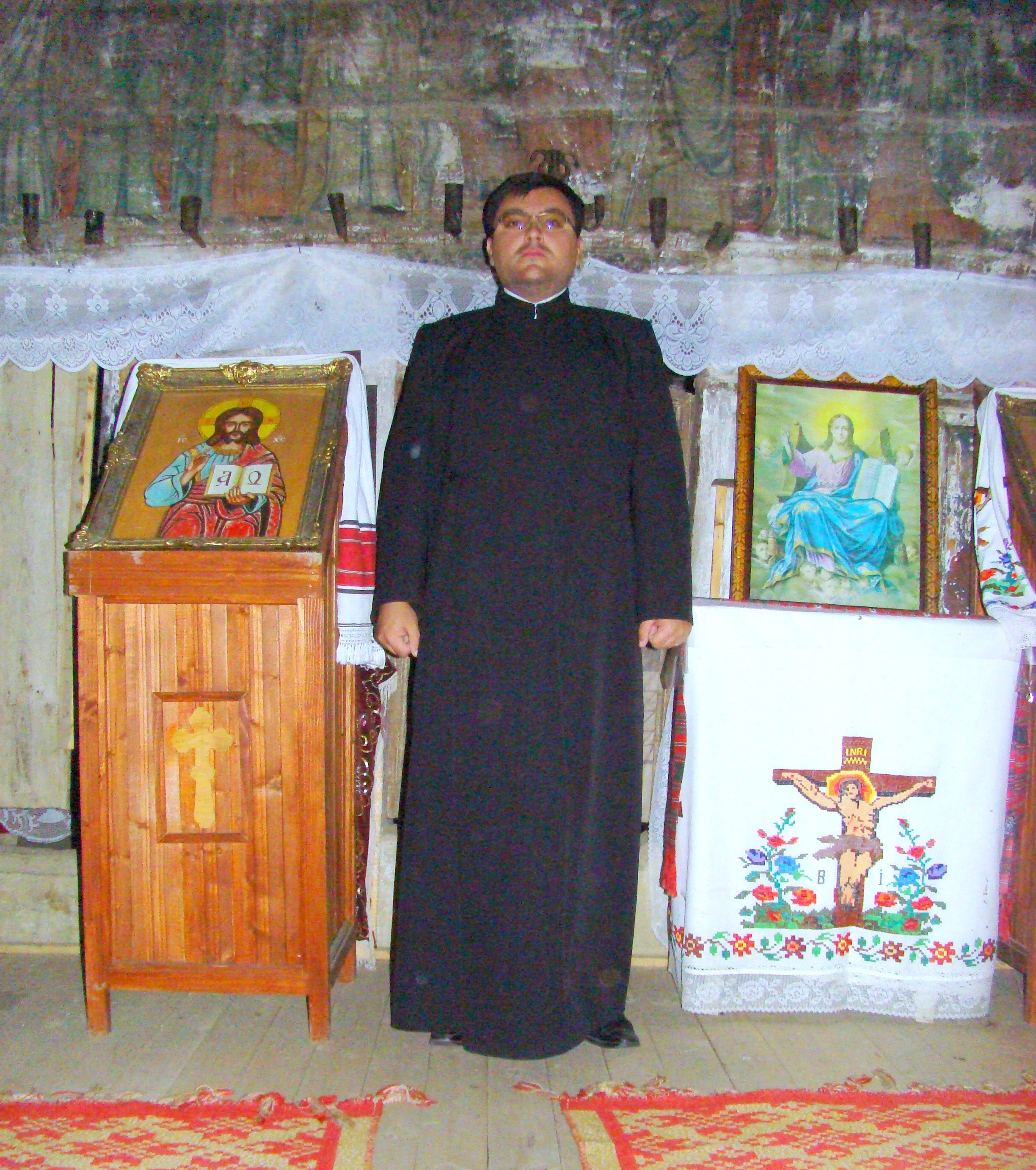
preotul paroh Mihai Racolța
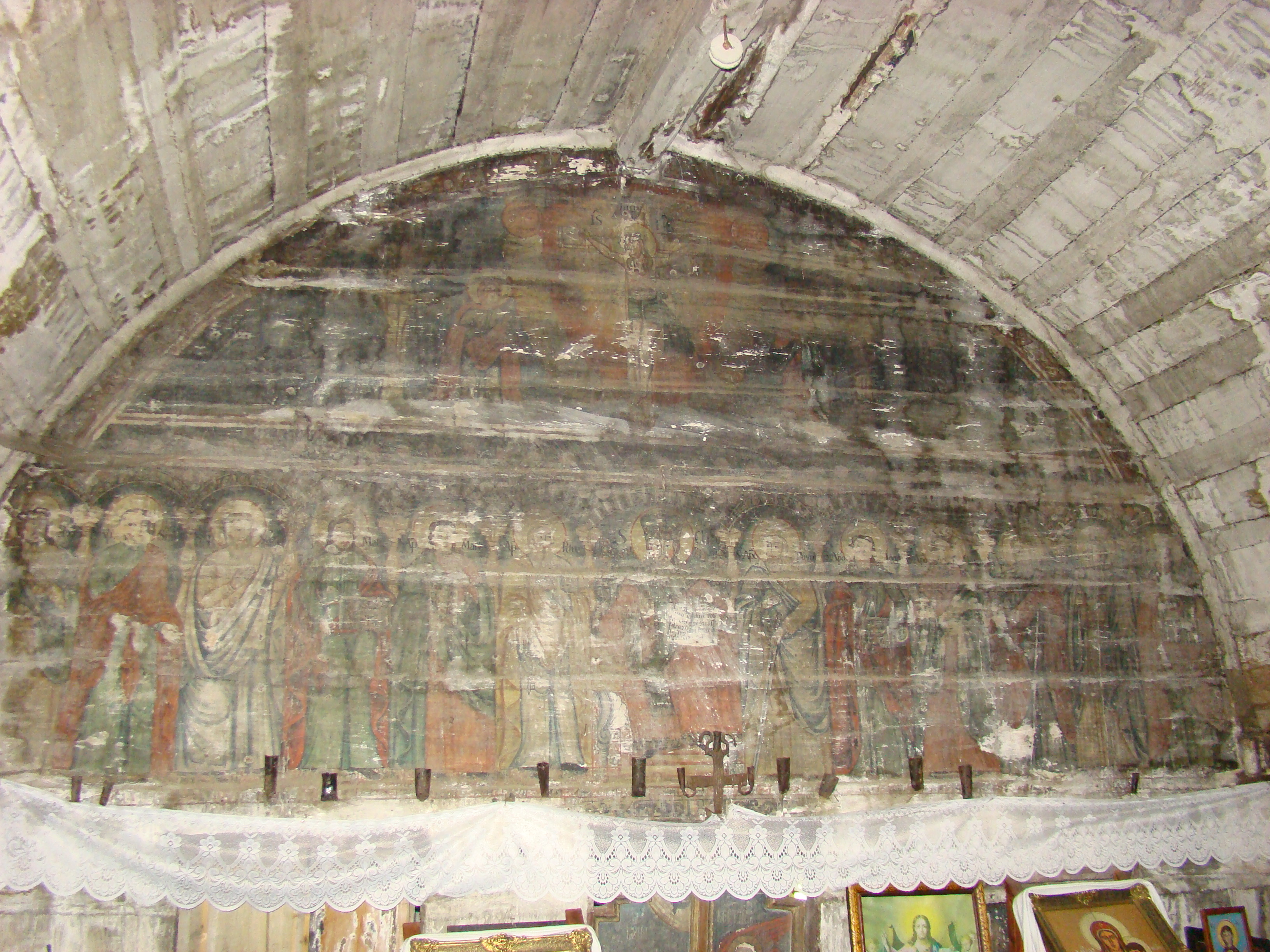
Pictura tâmplei
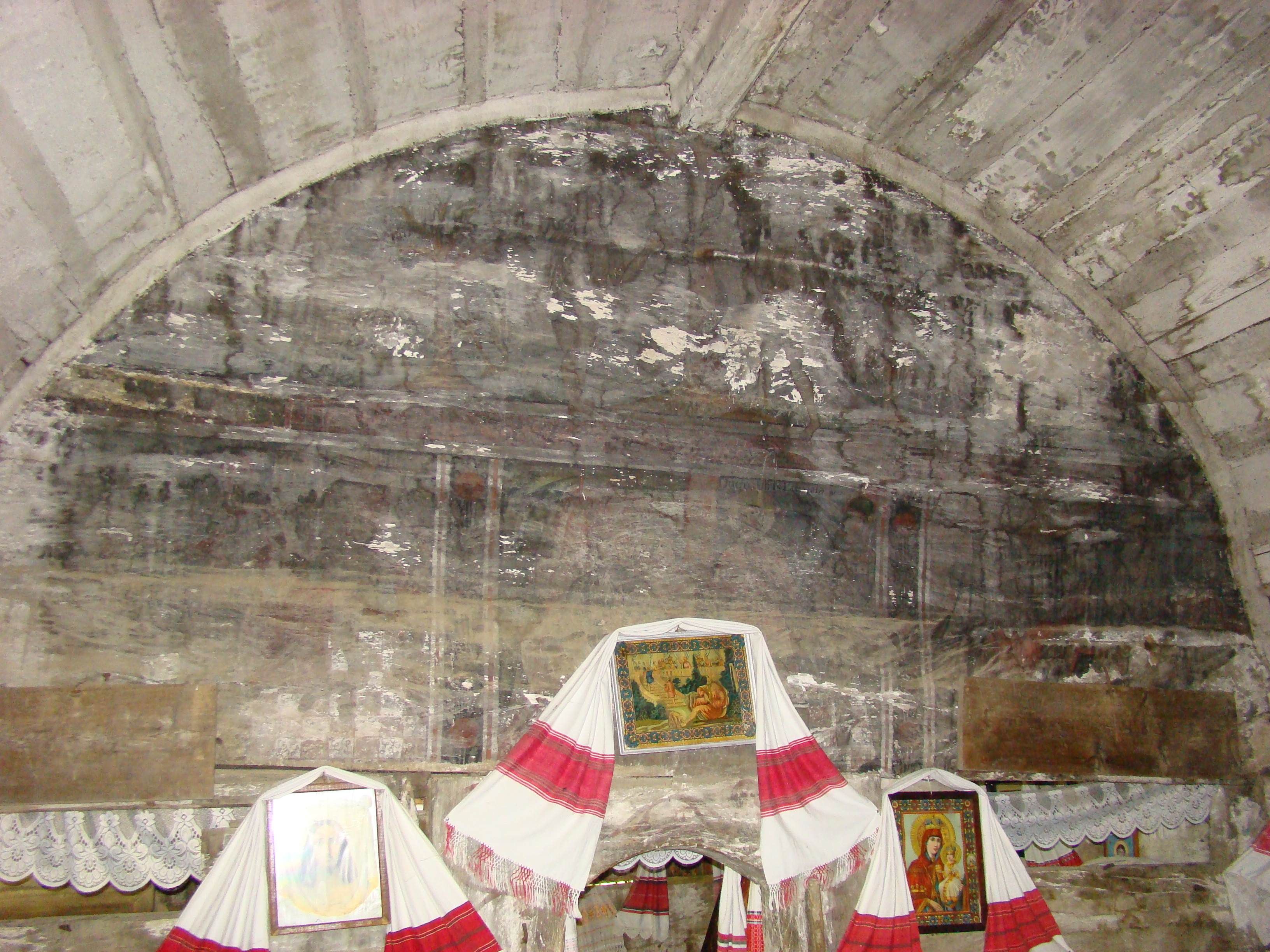
Timpanul de vest al naosuluii
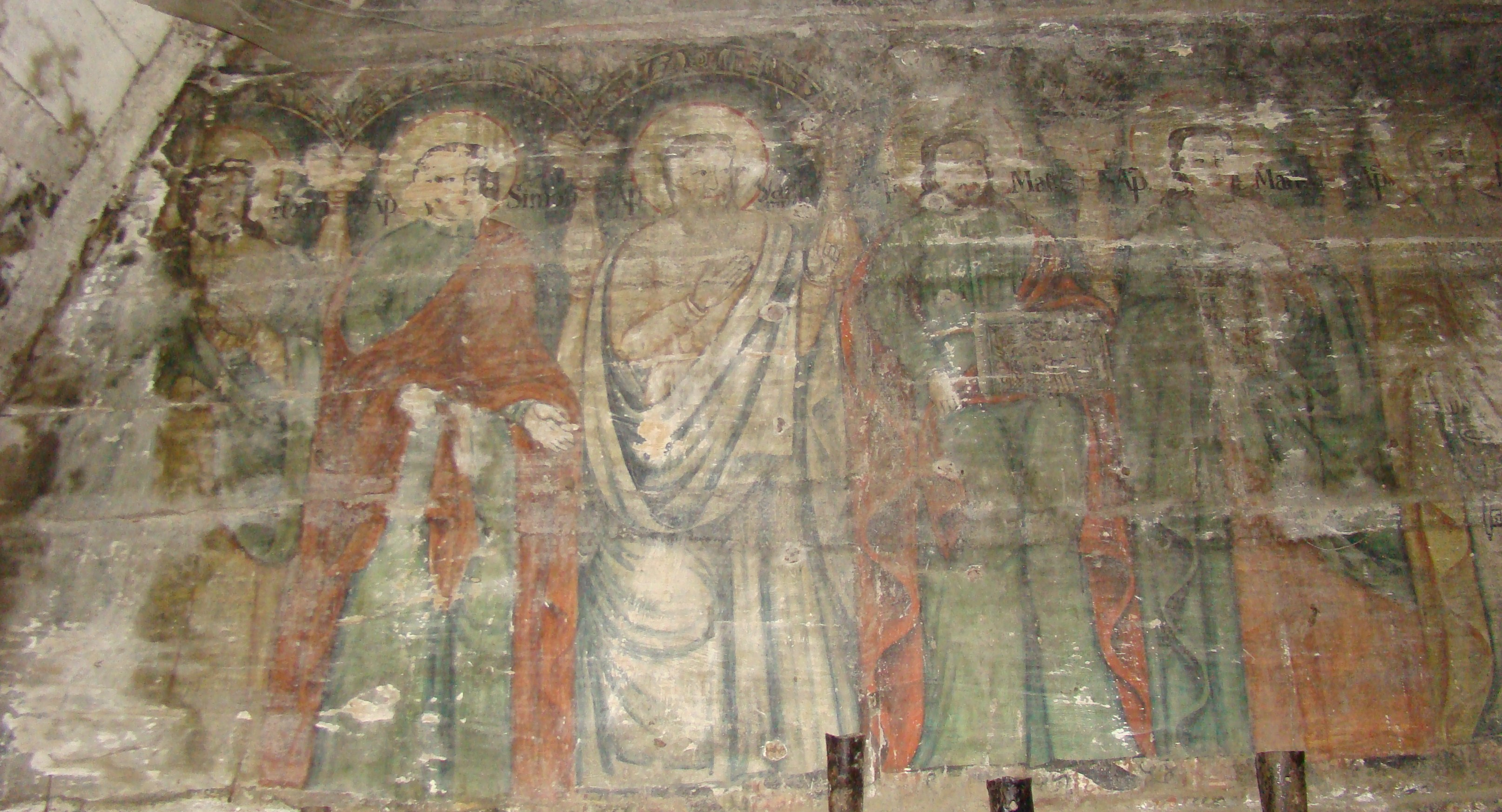
Pictura tâmplei (detaliu-Apostolii)
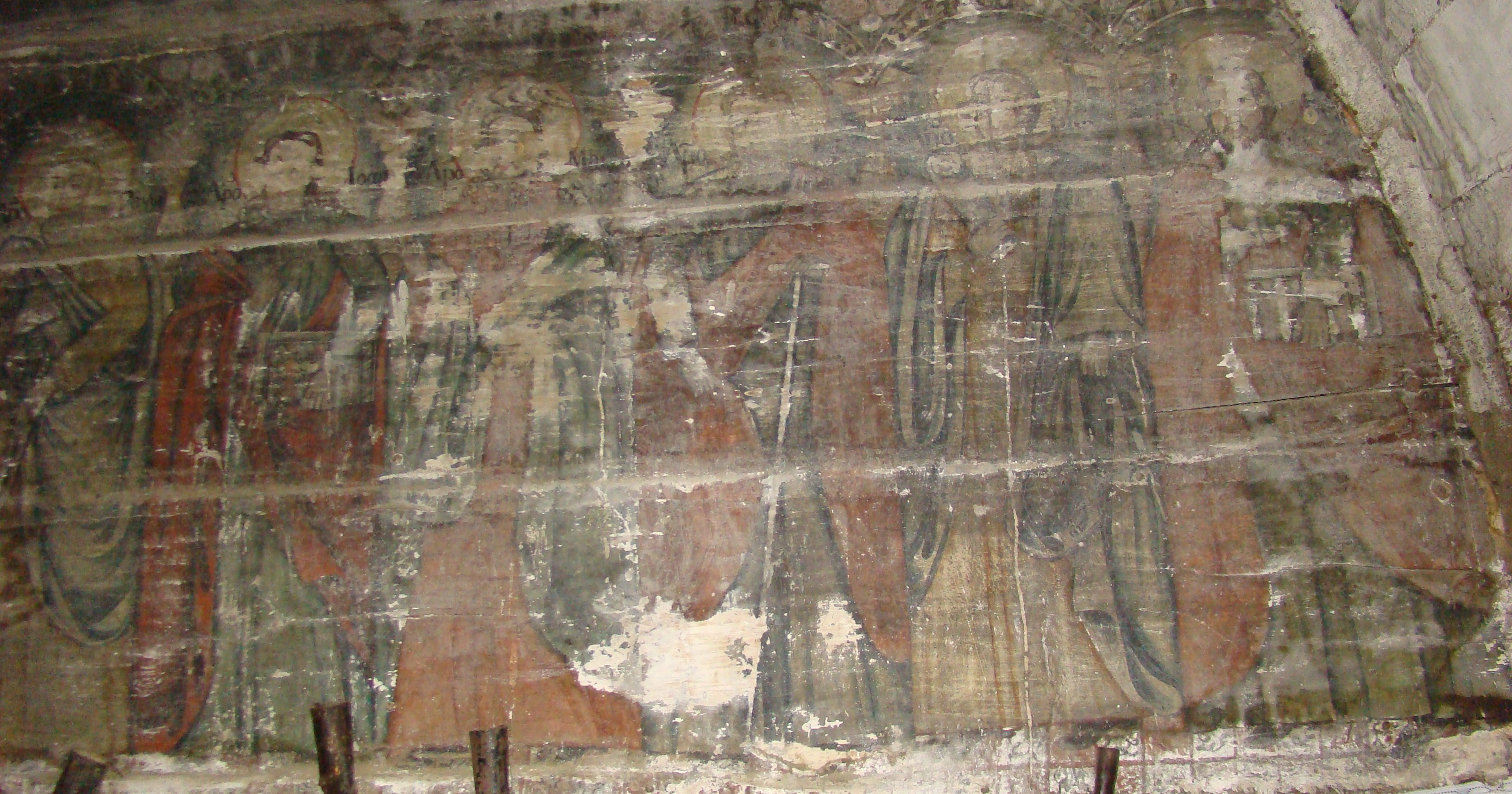
Pictura tâmplei (detaliu-Apostolii)
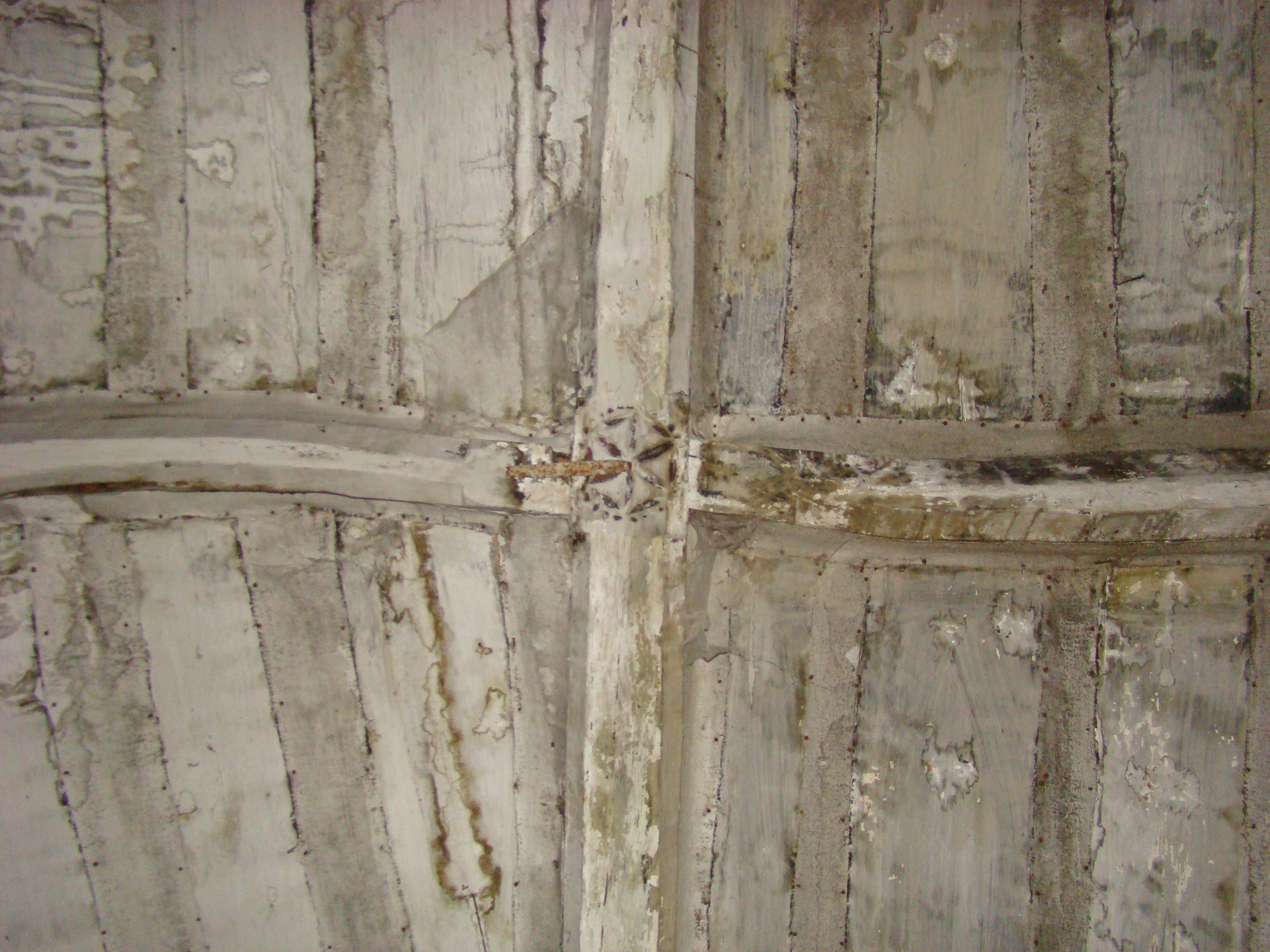
Arc-dublou cu rozetă
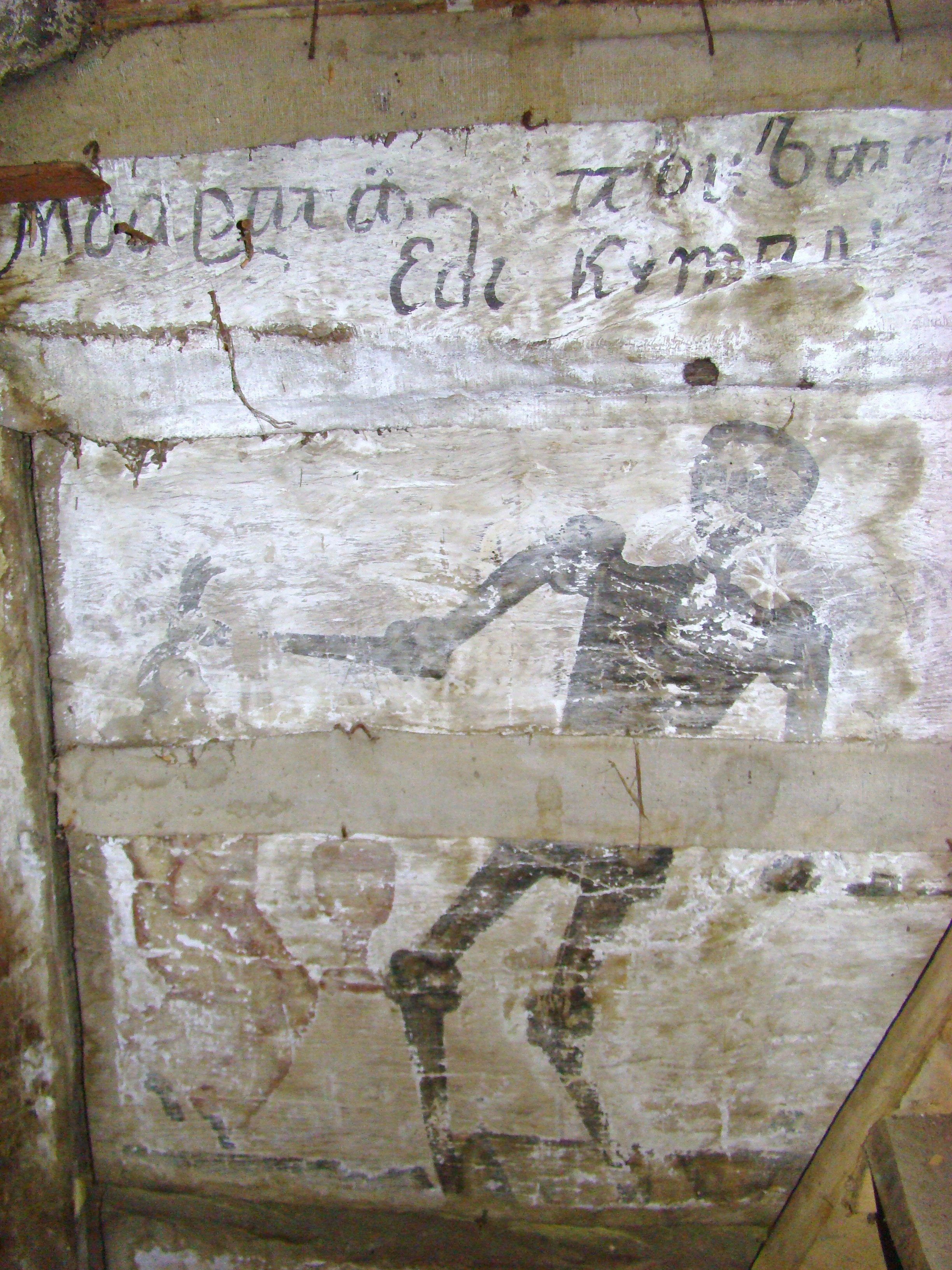
Pictura pronaosului
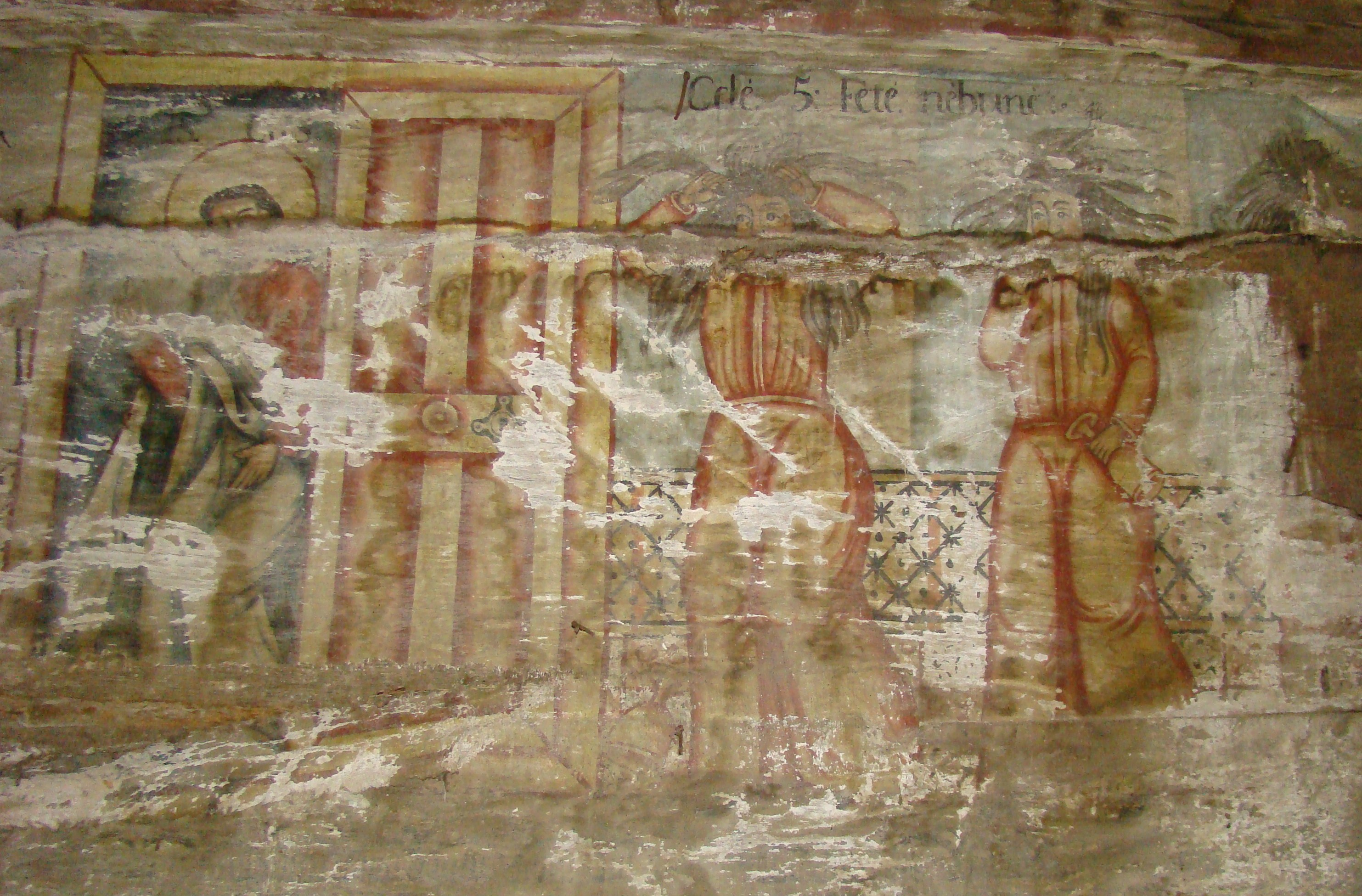
Pictura pronaosului
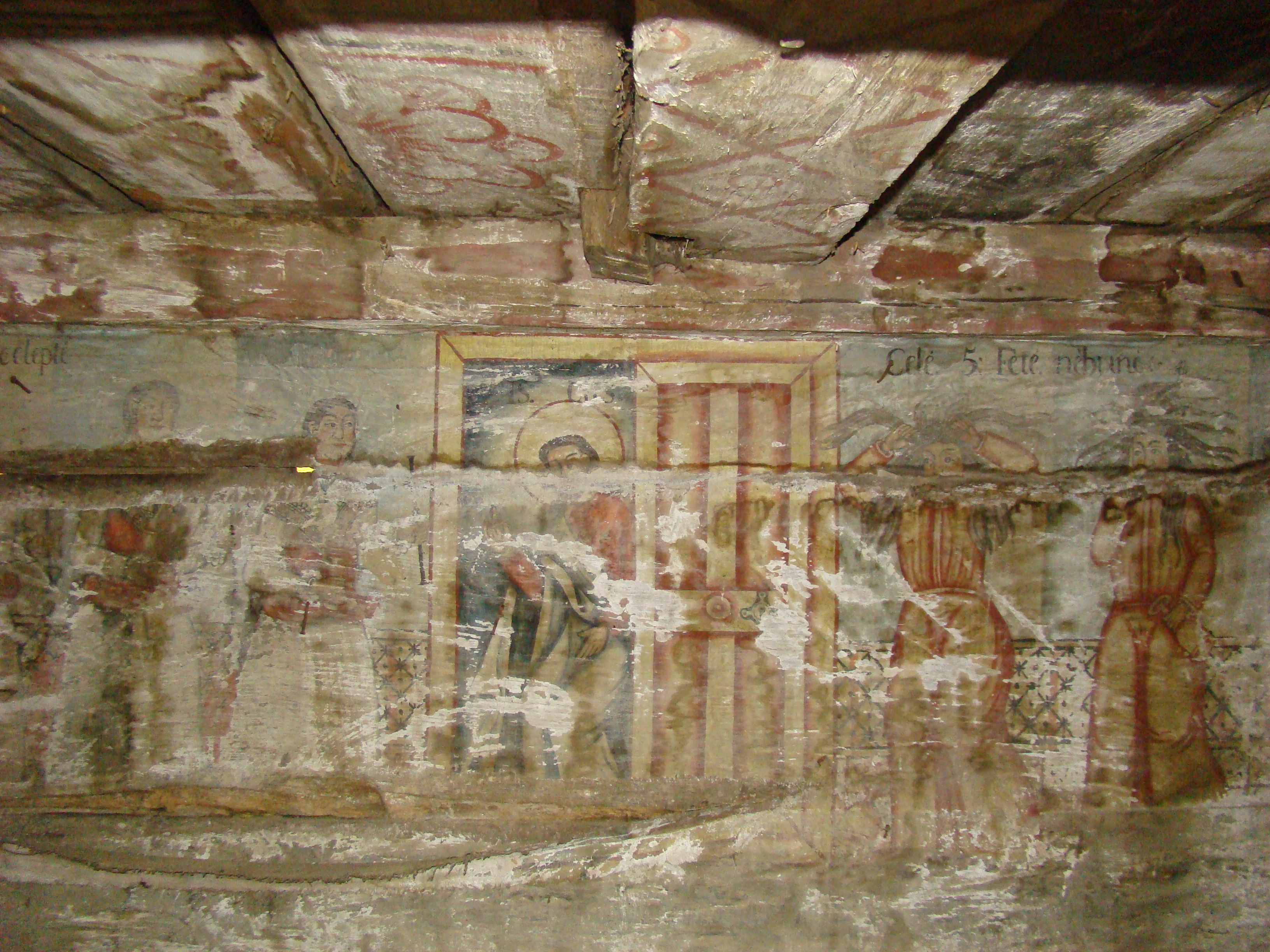
Pictura pronaosului
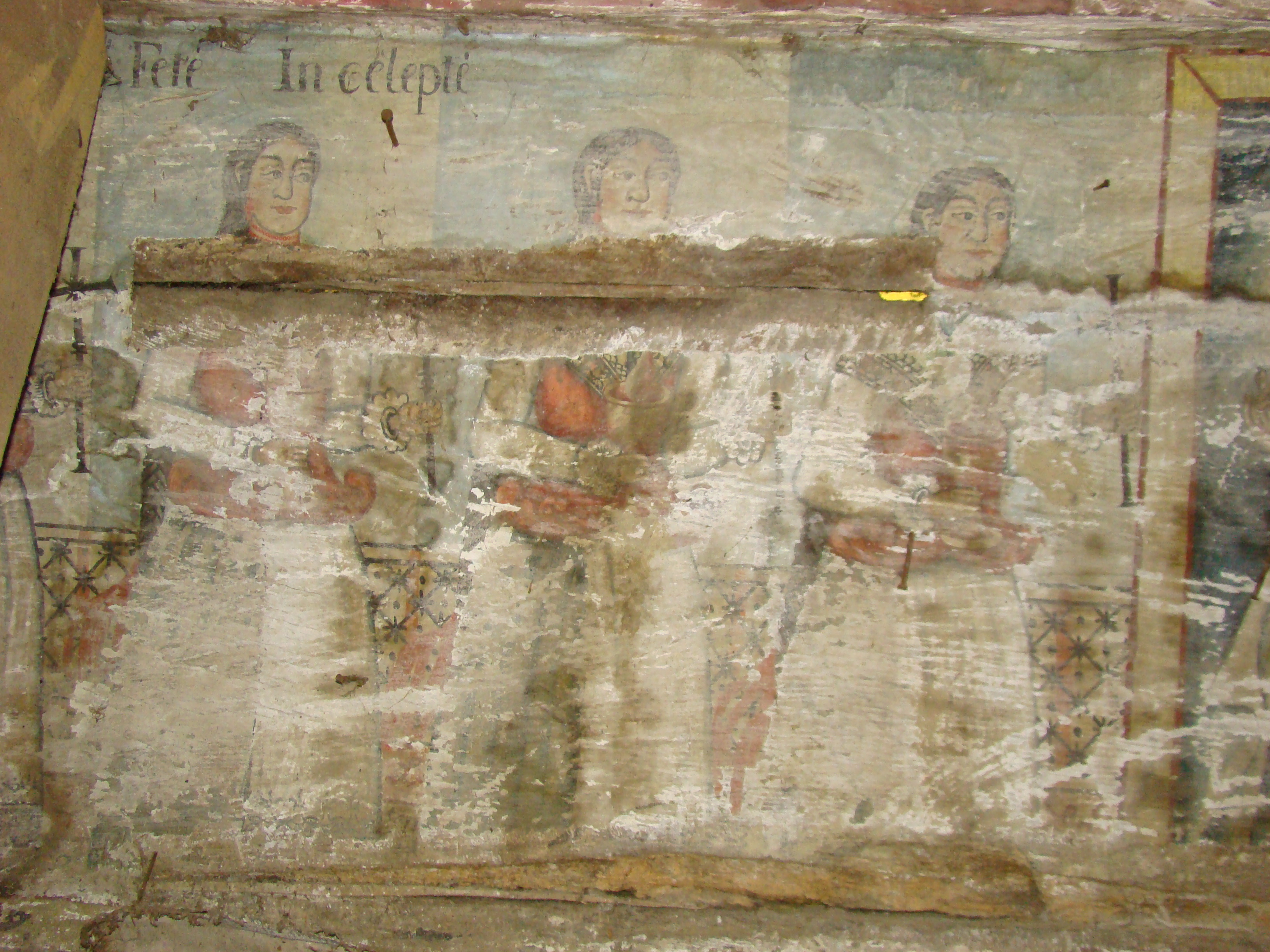
Pictura pronaosului
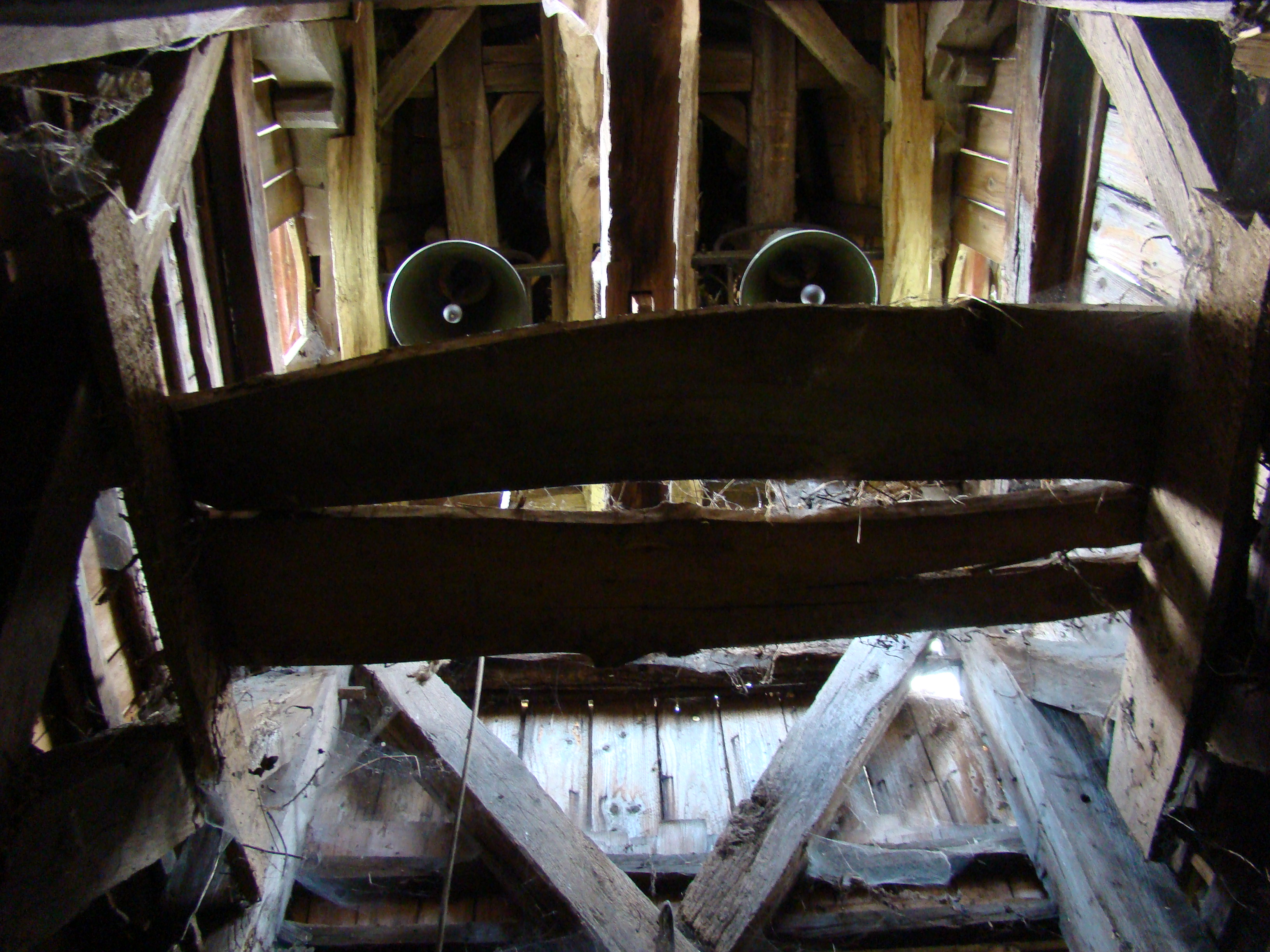
Clopotele bisericii